# Bande dessinée québécoise
Pour les articles homonymes, voir BDQ et BDK.
La bande dessinée québécoise (ou « BDQ », ou encore « BDK » dans la décennie 1970) désigne généralement la bande dessinée créée par des Québécois. Son apparition remonte à 1792 par une affiche politique sous forme de bande dessinée. L'arrivée dans les journaux se fait graduellement dans la presse satirique entre 1844 et 1900. Elle prolifère dans la presse entre 1900 à 1909, années souvent qualifiées d'âge d'or de la bd québécoise. L'arrivée des bd étrangères, principalement des États-Unis réduit considérablement cette présence, sans la faire disparaitre. Les années 1920 voient naître des publications à forte influence religieuse et les années 1940, les revues didactiques religieuses pour jeunes Hérauts, François et Claire publiées jusqu’au tout début des années 1960. Le renaissance de la bd dans les années 1970, surnommée « printemps de la bande dessinée québécoise » amène un bon nombre de publications, souvent expérimentales dans les débuts et de durée de vie limitée. Les magazines d’humour, principalement Croc, dans les décennies 1980-1990 et autres ouvrent leurs pages à la bd, donnant alors une impulsion nouvelle. Un renouveau des fanzines et magazines spécialisés dans les mêmes années est porteur d’un foisonnement artistique. Les décennies 1990 et 2000 sont celles de la naissance des éditeurs spécialisés Drawn and Quarterly, Mécanique générale et La Pastèque.

## Historique

### Les précurseurs
La bande dessinée au Québec émerge d'abord graduellement de la caricature à saveur politique et de la presse satirique.

#### 1792 «À tous les électeurs»

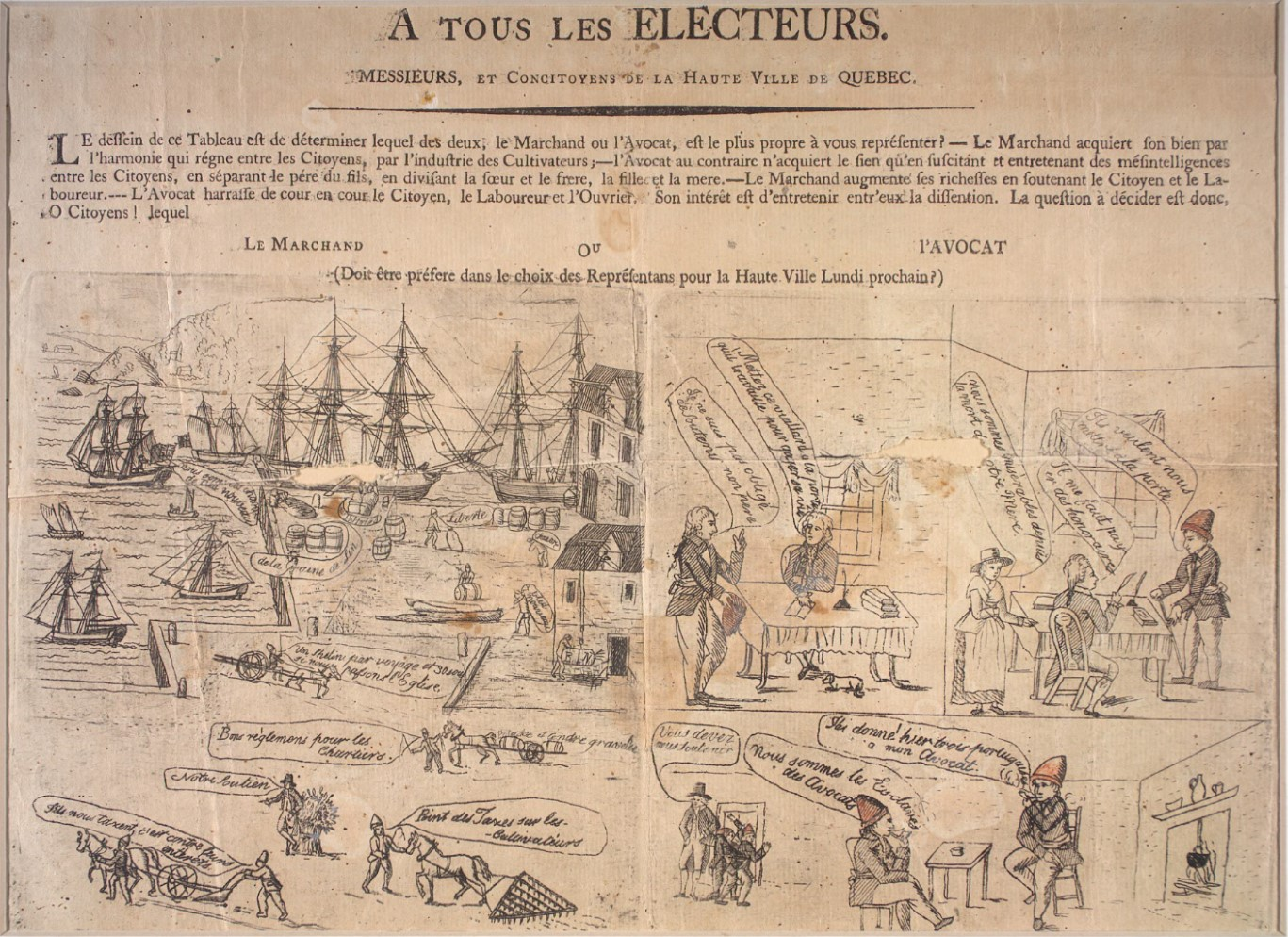
A tous les électeurs, 1792.

Trente-deux ans après la conquête de la Nouvelle-France, l’acte constitutionnel de 1791 crée le Bas-Canada et le Haut-Canada. En 1792 se tiennent les premières élections de l'Assemblée législative du Bas-Canada. Deux groupes s’opposent : celui qui deviendra le Parti canadien, formé de Canadiens français généralement membres de professions libérales, et le Parti bureaucrate, formé principalement de la classe bourgeoise et marchande anglophone. Alors que les murs de la capitale sont tapissés d’affiches électorales, deux partisans du Parti bureaucrate, les marchands Mathew et John Macnider, d'origine écossaise, font produire, à 150 exemplaires, une affiche intitulée À tous les électeurs. Celle-ci, non signée, est généralement attribuée au graveur d’origine allemande John George Hochstetter. Elle soutient la candidature du marchand William Grant contre l’avocat Jean-Antoine Panet. L’affiche est composée de quatre cases où les dialogues des personnages sont présentés au moyen de bulles. Dans la première case, des marchands dressent un inventaire de produits exportés alors que des personnages portent des commentaires favorables à ceux-ci, ce qui vise à associer la prospérité au Parti bureaucrate. Les deux cases suivantes présentent des dialogues de citoyens aux prises avec un avocat fortement antipathique, allusion évidente au candidat Antoine Panet. Dans la dernière case, un personnage, vraisemblablement le candidat Grant, s’adresse à des Canadiens français, leur disant « Vous devez nous soutenir. ».
L'utilisation de phylactères (ou bulles) dans l'affiche provient de l’influence des colons britanniques, qui en sont adeptes dans leurs caricatures depuis le XVIIe siècle. Certains considèrent qu'il s'agit là de la plus ancienne bande dessinée à bulles d’expression française recensée à ce jour,,,.

#### 1850 «La Ménagerie annexioniste»

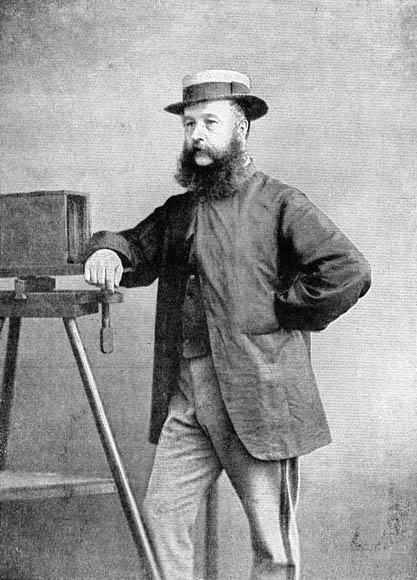
William Augustus Leggo Jr.

En 1850, un mouvement annexionniste voit le jour dans la Province du Canada. Le sujet n’est pas nouveau. Dès 1764, cherchant à promouvoir l’annexion de la colonie britannique en tant qu'État américain, Benjamin Franklin convainc l’éditeur William Brown, de Philadelphie, d’installer la première imprimerie du Québec. Brown y publie alors le journal bilingue La Gazette de Québec. En 1775, Franklin tente de nouveau de convaincre les notables d’adhérer aux États-Unis, sans succès.
En janvier 1850, dans la ville de Québec, le candidat annexionniste Joseph Légaré affronte le député réformiste sortant, Jean Chabot. Depuis l’apparition des imprimés, la tradition d’écrits satiriques s'est solidement implantée. Notamment, le Journal de Québec publie plusieurs textes satiriques contre le candidat Légaré. En janvier 1850, le journal publie une caricature à phylactères, intitulée La Ménagerie annexioniste (sic), attribuée à William Augustus Leggo. Celui-ci y dépeint un Joseph Légaré en aveugle guidant les aveugles en compagnie d'autres annexionnistes dont Napoléon Aubin, Marc-Aurèle Plamondon et Télesphore Fournier. Les paroles inscrites dans les phylactères puisent en grande partie dans les textes satiriques du journal. La caricature n'apparait pas dans le journal lui-même, mais aurait constitué un insert dans celui-ci. Il est aussi possible qu’elle ait été diffusée indépendamment.
Les anti-annexionnistes ne sont pas seuls à avoir eu recours à ce moyen d'expression. On les retrouve représentés à leur tour dans une gravure à phylactères intitulée La Fête des Ventrus,,,,,.

#### 1840-1910 La presse humoristique et satirique

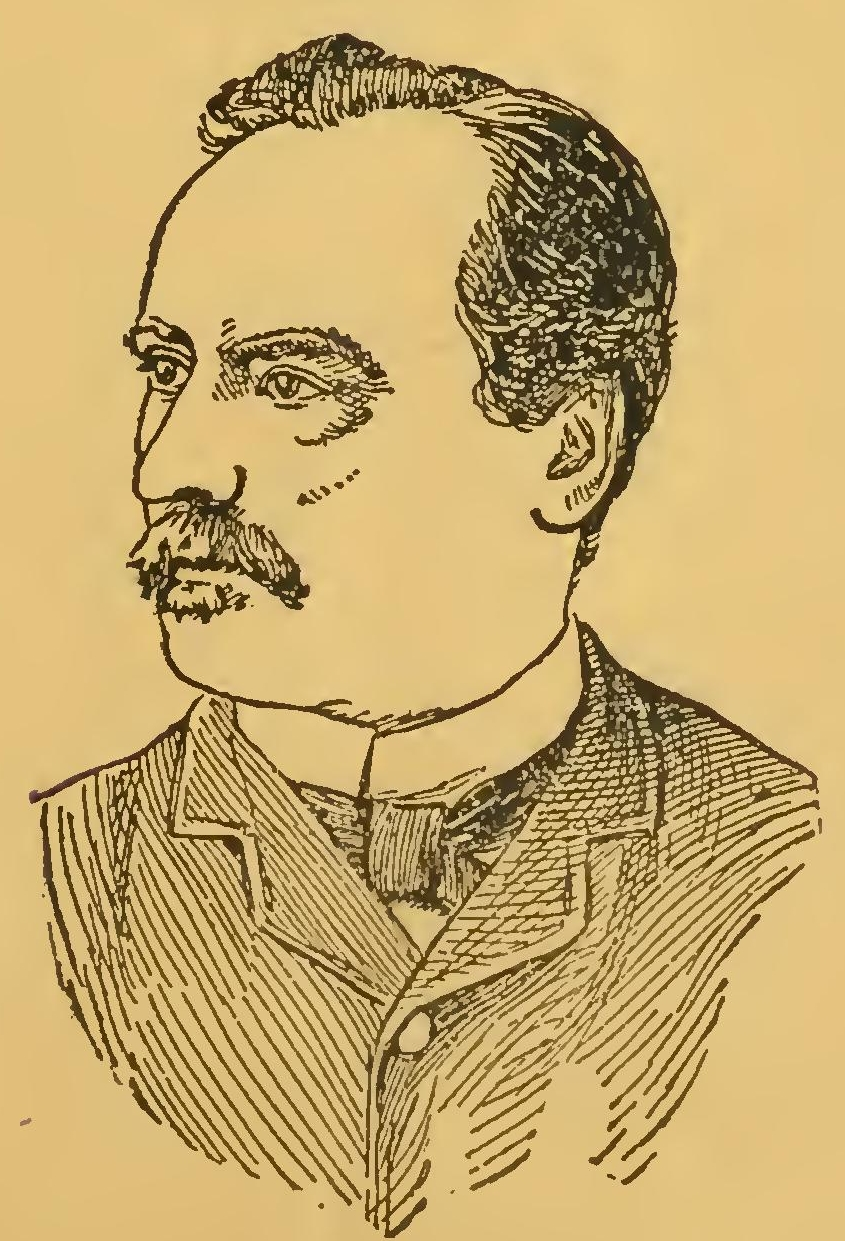
Hector Berthelot

La période de forte effervescence politique qui suit la rébellion de Patriotes donne lieu à la naissance de nombreux journaux ayant pour thème la satire politique et sociale. Dès 1837, Napoléon Aubin publie Le Fantasque. En 1844 apparait Le Charivari canadien, premier journal humoristique illustré au Canada. Entre 1844 et 1900, 70 périodiques voient le jour. À partir de 1870, l’arrivée des presses rotatives permet de réduire les coûts et d’augmenter les tirages, contribuant à la prolifération des titres. Dans la seule année 1878, 21 périodiques sont créés. La plupart de ceux-ci sont éphémères. Parmi les titres les plus souvent mentionnés, on retrouve La Scie (1863 à 1865), Le Perroquet (1865), Le Canard (1877 à 1936), fondé par Hector Berthelot, qui vend son journal et fonde Le Grognard  en 1881. On remarque également Le Farceur (1878 à 1884), fondé par Honoré Beaugrand. Le premier journal satirique anglophone canadien, Punch in Canada, paraît de 1849 à 1850. Ce dernier s'inspire en grande partie du Punch britannique,,

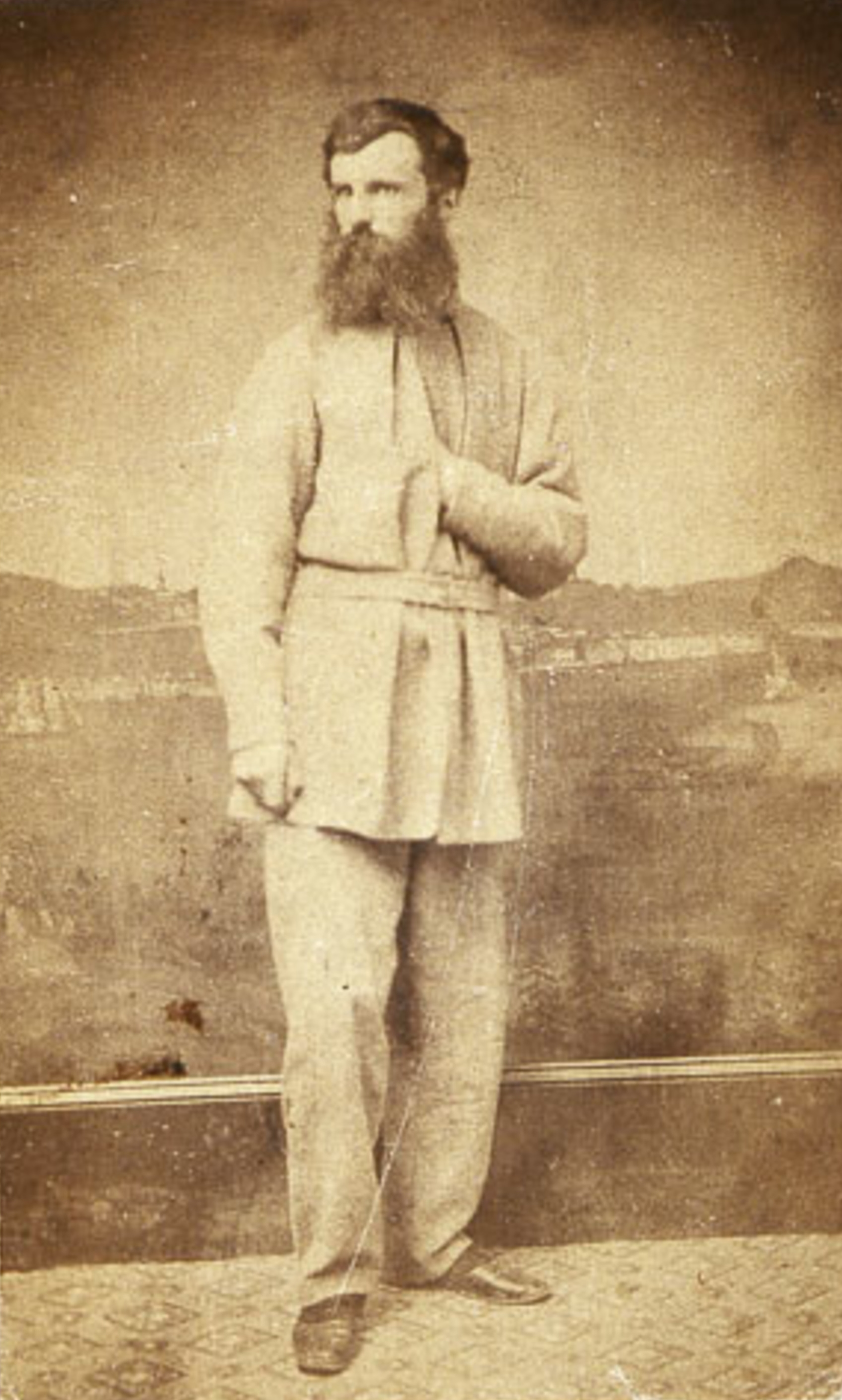
Jean-Baptiste Côté

Avant l’ère de la photo imprimée, les journaux utilisent des graveurs et illustrateurs. Ceux-ci sont souvent caricaturistes et, précédant l'apparition des bd plus formelles, auteurs et illustrateurs de textes satiriques. Baptiste Pacot de Jean-Baptiste Côté, publié en 1866 dans La Scie Illustrée en constitue un des premiers exemples. Parmi les autres illustrateurs les plus connus, on retrouve Henri Julien, Raoul Barré et Edmond-Joseph Massicotte. Certains travaillent dans plus d'une publication et signent parfois d'un pseudonyme ou publient anonymement pour éviter les ennuis légaux.
De juillet à septembre 1868, paraît dans le Charivari canadien une bd légendée (bd avec texte sous l'image), intitulée La vie d'étudiant, qui raconte en quatre cases les épisodes de la vie d’un étudiant en droit plutôt fainéant. La bd est signée Nemo, probablement un pseudonyme d’Hector Berthelot, et gravée par Jean-Baptiste Côté.

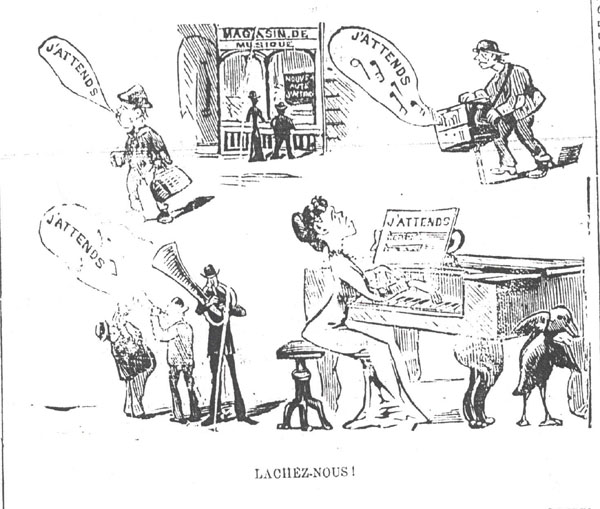
Lâchez-nous, précurseur de la bd à phylactères dans Le Canard

On retrouve peu à peu d'autres bd légendées telles l'Histoire lamentable d’un canard qui a perdu la vie à l'occasion du jour de l’An, le 28 décembre 1877. Puis, en septembre 1883, un précurseur de bd à phylactères apparaît dans une séquence de quatre images intitulée Lâchez-nous, les phylactères contenant les paroles d'une chanson populaire, entendue à l'excès. L'utilisation de phylactères demeure encore exceptionnelle. Par contre, le découpage de la narration en images et le rendu graphique du mouvement se développent. On voit notamment apparaitre des séquences d'images muettes, tels que Les gamins de la fronde, le 21 février 1885, qui raconte une histoire en huit cases, basée sur la maîtrise de la silhouette et du mouvement des personnages. L'exagération des mimiques, empruntées aux mimes et acteurs comiques, est utilisée, comme dans Ce que l’on voit au théâtre Royal pour 10 cents les 21 et 28 mars de la même année,. Le gag peut être purement visuel, tel que Le petit chien sauvage et savant, gag en cinq cases signé Morissette, où un chien joue avec un rond de fumée, publié dans Le Canard du 18 août 1900,,,
En 1878, Henri Julien publie une compilation de ses œuvres dans l'Album drôlatique du journal Le Farceur, que certains considèrent comme un ancêtre de l'album de bandes dessinées.
Ces bandes dessinées naissantes n'ont pas vraiment de personnage récurrent. Cependant, Hector Berthelot utilise dans Le Canard, à partir du 9 novembre 1878, le nom de plume de Père Ladébauche. Ce n'est pas encore un personnage de bande dessinée, mais Berthelot lui donne une première incarnation graphique sous forme de dessin humoristique le 9 août 1879. Le personnage va par la suite se développer et avoir une existence indépendante, d'abord sous la plume de différents caricaturistes dans le Canard. Par exemple, le 27 juillet 1895, Ladébauche donne des conseils à Wilfrid Laurier. À partir de 1904, Ladébauche apparaît en bande dessinée dans le quotidien La Presse,,.

### 1900-1908 La grande presse
La fin des années 1800 connaît une migration massive des habitants de la campagne vers les villes. En 1901, la population de Montréal compte pour 36% de la population du Québec, alors que 50 ans plus tôt elle ne comptait que pour 15% de la population. Par la suite, de 1901 à 1911, Montréal passe de 300 000 à 500 000 habitants. Elle est la deuxième ville en importance en Amérique du Nord. Comme on le verra plus loin, ces changements vont avoir une influence sur la thématique des bandes dessinées, qui sont « [...] un reflet beaucoup plus fidèle et représentatif de la société québécoise [...] que les autres formes littéraires de la même époque ».
Au même moment, les journaux québécois se modernisent. La linotype remplace la composition manuelle. Les dessins sont reproduits par photogravure, ce qui élimine l’étape de gravure et améliore la qualité. L’apparition de la photographie élimine le travail d’illustration des articles, laissant aux dessinateurs la caricature et l’illustration humoristique.
La fin des années 1800 voit naître deux quotidiens francophones à grande diffusion.
- En 1879, Honoré Beaugrand fonde La Patrie, un journal d’opinion proche du Parti libéral. Cependant, Wilfrid Laurier, futur premier ministre du Canada, considère Honoré Beaugrand trop radical et s’en dissocie publiquement. En 1897, Beaugrand vend le journal à Israël Tarte.
- En 1884, William-Edmond Blumhart fonde La Presse, liée à l’origine au Parti conservateur. Blumbhart prend toutefois ses distances du parti. Le journal est acquis en 1889 par Trefflé Berthiaume et devient un journal conservateur modéré qui laisse une place aux préoccupations ouvrières.

Au début des années 1900, la source principale de revenu de ces journaux devient la publicité et non plus le financement politique. Le ton polémique disparaît pour mieux attirer les annonceurs. Les journaux satiriques, quant à eux, disparaissent peu à peu.
Le premier phylactère à apparaître dans les quotidiens se trouve à la page 22 de La Presse du 23 décembre 1899… dans une publicité. La compagnie Willis & Co. de Montréal utilise une illustration où le père Noël s'adresse au lecteur dans la langue de Shakespeare tout en conduisant un train contenant des "Dominion Pianos and Organs",.
Le 20 décembre 1902 La Presse publie une première bande dessinée sous forme de récit muet en huit cases, Pour un diner de noël de Raoul Barré. Celle-ci n'a toutefois pas de suite. La Patrie et La Presse publient sporadiquement des bd légendées venant de France, anonymes ou signées Benjamin Rabier.

#### La Patrie
Le 30 janvier 1904, La Patrie amorce la publication de Timothée, la première série de bande dessinée francophone à phylactères,. Celle-ci sera suivie de La famille Citrouillard et des Contes du Père Rhault.
Timothée

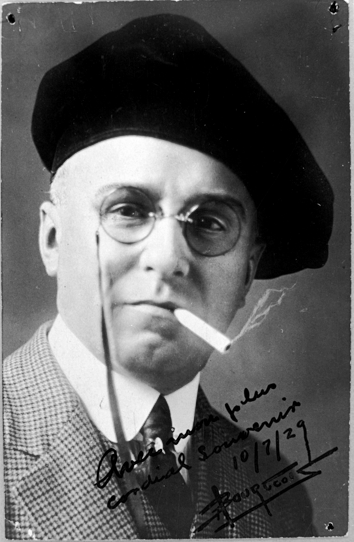
Albéric Bourgeois

Albéric Bourgeois, installé depuis 1900 à Boston après des études en art à Montréal, est illustrateur et caricaturiste au Boston Post où il crée la bande dessinée The Education of Annie. Israël Tarte le convainc de quitter une carrière qui s'annonce prometteuse aux États-Unis pour revenir à Montréal comme caricaturiste et illustrateur à La Patrie.
Albéric Bourgeois y crée la bande dessinée Timothée dont le personnage principal est du « type de ce qu’on appelait alors un dude ». Il a une éternelle fiancée, Sophonie, mais est terriblement gaffeur et se retrouve souvent devant le juge. Le personnage devient très populaire. En plus de ses aventures en bandes dessinées, il anime des jeux et on le retrouve dans des annonces publicitaires,,.

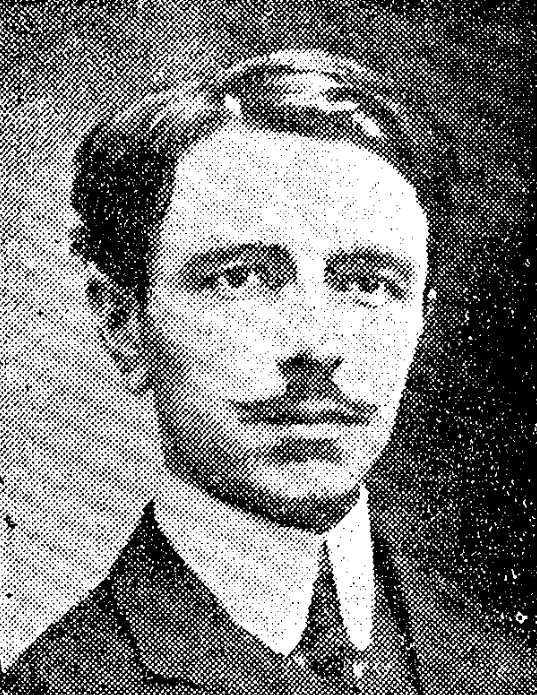
Théophile Hyacinthe Busnel

Au début de 1905, Albéric Bourgeois quitte La Patrie pour rejoindre le concurrent La Presse. Le personnage de Timothée est propriété de La Patrie et la série est reprise par Théophile Hyacinthe Busnel. Celui-ci amorce son arrivée le 24 décembre 1904 par une illustration pleine page de Noël réunissant les principaux personnages du journal,.
Busnel, influencé notamment par l’Art nouveau, modernise la bd Timothée dans une abondance d'effets visuels. Le 17 mars 1906, Busnel, qui se voit confier la série Les Citrouillards, fusionne les deux séries.
À partir du 8 juin 1907, Busnel fait parcourir le monde à Timothée dans Les nouvelles aventures de Timothée autour du monde, première série à suivre de la bdq. La série s’arrête brusquement le 21 décembre après 15 planches. Timothée revient en janvier 1908 sous la forme antérieure de gag en une page, avec la Famille Citrouillard, dans un style qui se rapproche de celui d'Albéric Bourgeois.
Busnel, tuberculeux, peine de plus en plus à dessiner et Albéric Bourgeois vient parfois à son aide. Busnel, gravement malade, retourne en France et continue la série jusqu’à sa mort, en septembre 1908. Timothée disparaît des pages du journal pendant 12 ans et va revenir de 1920 à 1925 sous la plume d’Arthur LeMay,,,.
La famille Citrouillard

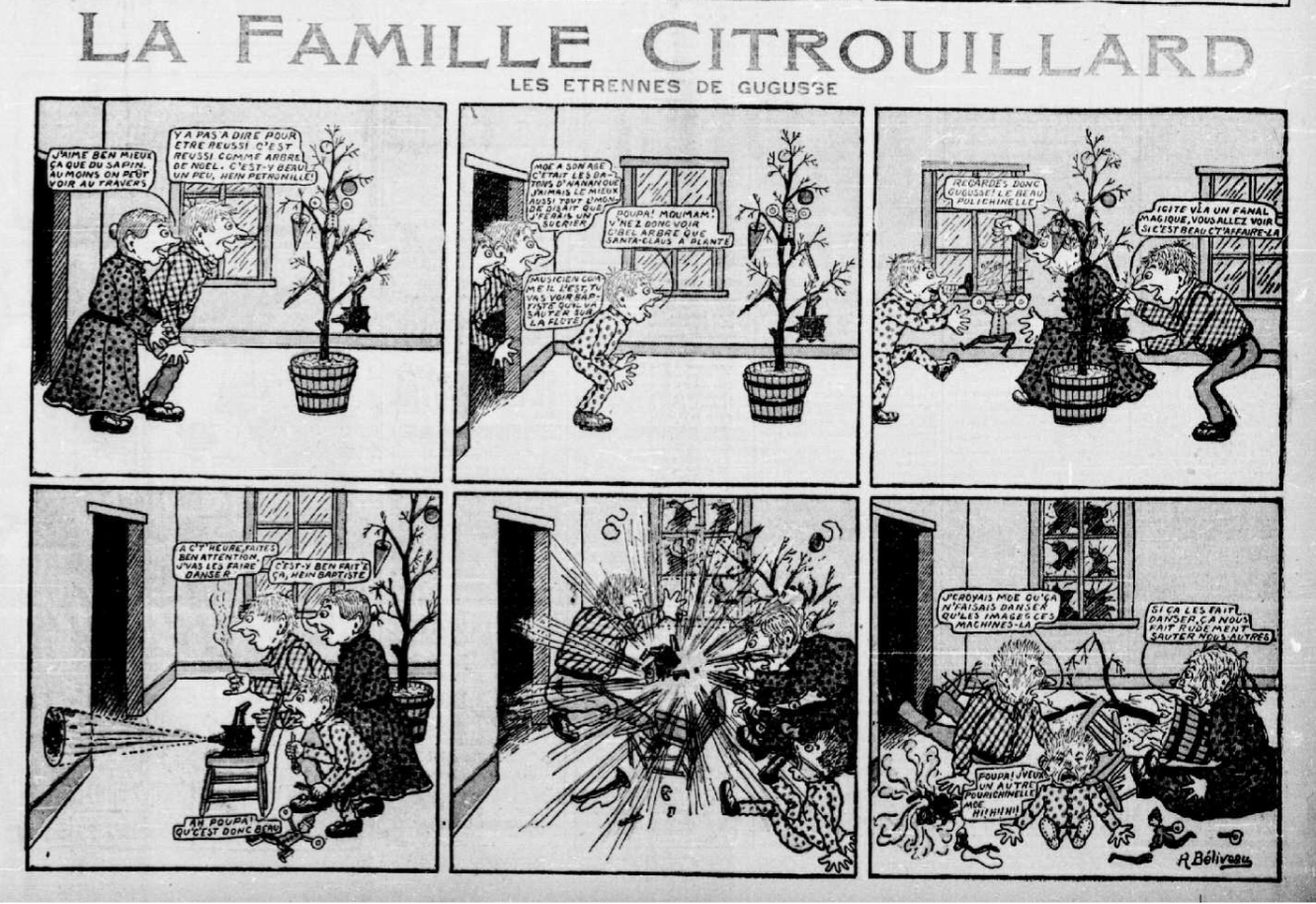
La Famille Citrouillard de René-Charles Béliveau

Le 27 février 1904, René-Charles Béliveau dessine la chronique enfantine de La Patrie. Il y dessine entre autres de courtes histoires burlesques en trois ou quatre dessins et quelques Histoires sans paroles. Le 2 avril 1904, il signe un unique épisode de Pourquoi la famille Peignefort mangea maigre le jour de Pâques, une histoire muette d’une demi-page où les personnages se font voler leurs victuailles par un chien. Le 23 avril, la famille Peignefort devient La famille Citrouillard, qui conte les mésaventures de Baptiste, Pétronille et leur fils Gugusse, une famille campagnarde qui se rend en ville pour la première fois. Les épisodes finissent toujours en catastrophe, la famille étant déboussolée devant les nouveautés de la vie urbaine, la technologie moderne de l’époque et devant les communautés ethniques qu’elle ne comprend pas. René-Charles Béliveau produit 70 épisodes de la famille Citrouillard jusqu’à ce qu’il quitte La Patrie, à l’été 1905. La série est reprise par Théophile Bisson jusqu’à ce qu'il quitte à son tour en février 1906. C'est à ce moment qu'elle est confiée à Théophile Busnel qui la fusionne avec Timothée,.
Le cousin Charlot et le Père Nicodème
Les 11, 18 et 25 mars 1905, Théophile Busnel et René-Charles Béliveau remplacent Timothée et les Citrouillards par deux nouvelles bd.
Busnel crée Les Farces du petit cousin Charlot, où les cadres sont éclatés et le texte, sans ballons, est constitué d'une lettre d’une petite cousine, Aurore, adressée à une amie racontant les bêtises de Charlot. La cohabitation du texte et de l’image tient de la tradition française des récits illustrés.
Béliveau, pour sa part, crée le Père Nicodème, une bd de gag de situation plus conventionnelle.
Après cette brève interruption, Timothée et les Citrouillard reprennent,.
Les Contes du Père Rhault

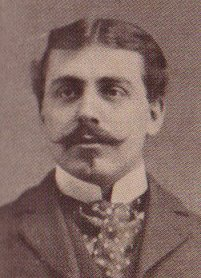
Raoul Barré

À partir du 25 août 1906, Raoul Barré, alors installé à New-York, fait parvenir aux deux semaines une planche des Contes du Père Rhault, où des contes traditionnels, résumés sous forme de texte dans la partie supérieure de la page, inspirent de mauvais tours à deux enfants turbulents qui détournent le sens original du conte et pour qui l'histoire moralisatrice se termine toujours mal. La série dure jusqu’au 17 avril 1909,,.

#### La Presse
La publication de Timothée dans La Patrie incite La Presse à faire paraitre des bd québécoises. Le 20 février 1904, trois semaines après la première publication de Timothée, La Presse publie une bande de huit cases intitulée Pourquoi il n’y eut pas de canard au dîner qui raconte l'histoire d'une famille qui ne réussit pas à tuer le canard destiné au repas. L'histoire n'est pas signée, mais serait l’œuvre d'Auguste Charbonnier, poète et caricaturiste. La semaine suivante paraît ce qui semble être une traduction de bd des États-Unis,.
Le Père Ladébauche de Joseph Charlebois

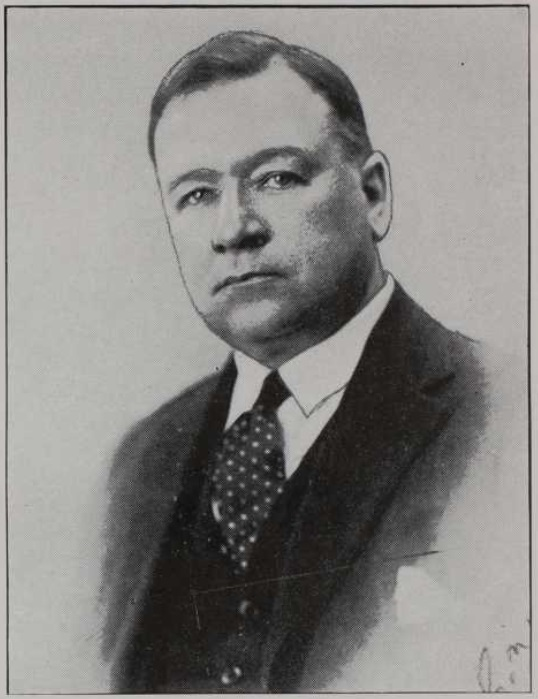
Joseph Charlebois

La Presse publie la semaine suivante le Père Ladébauche arrive à Montréal, où réapparait le personnage créé par Hector Berthelot dans Le Canard. Il revient cette fois dans une « série d'aventures amusantes » dessinée par Joseph Charlebois. Le personnage a toutefois changé. La bd tient davantage du burlesque et du comique de situation et ne donne plus dans la satire politique ou sociale. Ladébauche est un citadin dont les mésaventures, comme celles de Timothée ou des Citrouillard, se terminent généralement en catastrophe à la suite de bévues. Le format est à mi-chemin entre la bd légendée et la bd à bulles : les dialogues sont sous l’image, mais il y a absence de narration.
Albéric Bourgeois signe les planches des 11 et 18 février 1905. La dernière planche signée par Joseph Charlebois paraît le 25 février 1905. Le personnage va revenir en août de la même année,.
Zidore, Toinon et Polyte
Après avoir quitté La Patrie, Albéric Bourgeois débute à La Presse le 4 mars 1905, en créant la série Zidore. Zidore Laripaille est un vagabond fraîchement arrivé en ville qui tente de profiter de toutes les occasions de boire ou manger sans payer. Ses aventures finissent souvent au poste de police. La série s’arrête brutalement le 5 août 1905.
Une semaine après le début de Zidore, Albéric Bourgeois crée Toinon, qui devient le 17 juin Toinon et Polyte. La série, dans la lignée des Katzenjammer Kids, raconte les mésaventures de deux garçons espiègles et se poursuit jusqu’au 29 août 2008,.
Le Père Ladébauche d'Albéric Bourgeois

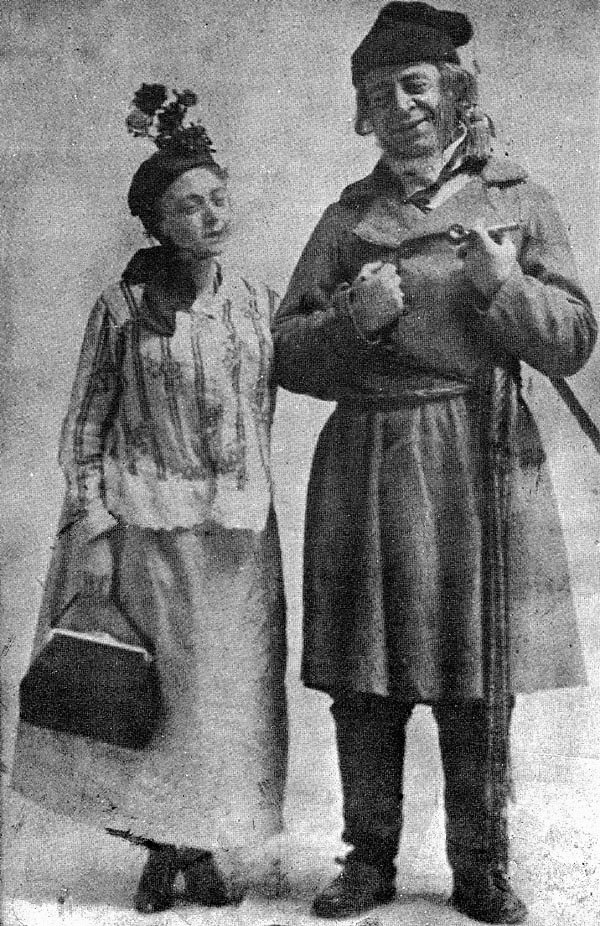
Juliette Béliveau et J. Hervey Germain en 1928 personnifiant Catherine et Baptiste Ladébauche

Le 12 août 1905, Albéric Bourgeois reprend définitivement la relève de Joseph Charlebois pour Les aventures du Père Ladébauche. Le retour se fait sous forme de chronique illustrée bihebdomadaire où Ladébauche fait le tour du monde et rencontre les grands de ce monde, leur dispensant ses conseils, dans son langage très populaire et habillé de sa tuque, son manteau et sa ceinture fléchée, qui sont déjà anachronique pour l'époque. Le personnage redevient plus proche du Ladébauche original d'Hector Berthelot que l'était celui de Charlebois.
Ladébauche est très apprécié des lecteurs et la chronique sera publiée, sous différents titres, jusqu’en 1954, ce qui est exceptionnel. Un album, Les voyages de Ladébauche autour du monde, regroupant des épisodes du journal, est publié.
Le personnage acquiert une vie propre en dehors de sa chronique. La Presse l'utilise comme outil de promotion. En 1907, un comédien déguisé en Ladébauche parcourt la province pour se présenter dans des soirées de famille, concerts et représentations dramatiques. Ladébauche anime également des jeux et concours du journal. Il est aussi utilisé dans des annonces de cigares Ladébauche, et de différents produits.
De 1916 à 1932, 173 sketchs de Ladébauche sont enregistrés sur disque par quatre maisons différentes, soit Columbia, Berliner Gram-O-Phone, Starr/Compo et Brunswick. Le personnage de Ladébauche y est joué tour à tour par sept comédiens, principalement Elzéar Hamel, Joseph Dumais, sous le pseudonyme Du May d'Amour et J. Hervey Germain. Quatre comédiennes jouent le rôle de Catherine Ladébauche, principalement  Juliette Béliveau et Blanche Gauthier. Alexandre Desmarteaux et Conrad Gauthier jouent des rôles secondaires. Albéric Bourgeois signe lui-même environ le tiers des titres.
En 1926, Albéric Bourgeois signe une comédie musicale, En roulant ma boule, au théâtre Saint-Denis de Montréal, mettant en scène le couple Ladébauche. À partir de 1932, Bourgeois signe un feuilleton radiophonique pendant dix ans basé sur les Ladébauche, mais où leurs noms sont changés pour Joson et Josette.
En 1907, alors que naissaient et disparaissaient des salles de cinéma, dans la foulée du Ouimetoscope, on voit même apparaître pendant quelques mois un Ladébauchoscope, présentant films et monologues,,,,,
Les autres bd d'Albéric Bourgeois
Albéric Bourgeois est très actif. en plus de ses caricatures et de ses activités à la radio et la scène, il publie d'autres bd de moindre importance à La Presse. Il crée notamment Les Fables du parc Lafontaine et L’histoire du Canada pour les enfants. Dans cette dernière, le procédé narratif, qui se termine notamment par le réveil brutal de l’enfant tombé du lit, rappelle Les Contes du Père Rhault de Raoul Barré de La Patrie et Little Nemo in Slumberland,.

#### La presse anglophone

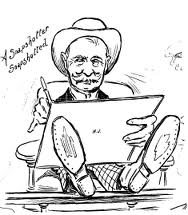
Henri Julien (autoportrait)

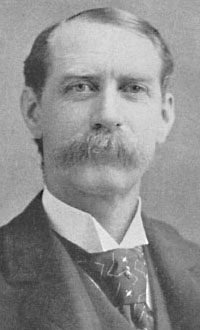
Palmer Cox

Le Montreal Daily Star, fondé en 1869, engage Henri Julien en 1888 à temps plein à titre de directeur artistique, caricaturiste et illustrateur. Il va occuper ce poste jusqu’à son décès, en 1908. Henri Julien devient un caricaturiste très reconnu au Canada anglais. Il publie également à l'étranger, au Harper's Weekly, au Graphic, au Monde Illustré et à L'Illustration.
Cependant, la presse anglophone du Québec ne publie pas de bande dessinée locale,,.
Par contre, le Québécois Palmer Cox, né à Granby et installé à New-York, obtient un grand succès dans le monde anglo-saxon avec ses Brownies, lutins inspirés du folklore écossais, au physique identique, distinguables uniquement par leur costume. Ses livres connaissent un grand succès et, en 1903, deux aventures sont publiées dans les journaux aux États-Unis.
Palmer Cox prend soin d'enregistrer très tôt ses Brownies à son nom. Il est l'un des premiers artistes à vendre le nom et l'image de ses personnages pour des produits dérivés (jouets, cigares, vaisselle, etc.). Il se fait néanmoins plusieurs utilisations non autorisées ou non rémunérées, ce qui serait le cas de Kodak pour son populaire appareil photo Brownie. Cox, surnommé le « Walt Disney de l'époque victorienne », revient en 1904 à Granby où il se fait construire une maison, surnommée le Brownie Castle,,,,,.

#### Thématiques
Les bdq des grands quotidiens de cette période se déroulent presque uniquement dans le milieu urbain et moderne de l’époque. L’Église catholique, omniprésente dans la société et possédant un pouvoir politique considérable, y est complètement absente. De même, alors que la province s’industrialise, et que les lecteurs de La Presse et La Patrie sont majoritairement issus du milieu ouvrier, le milieu de travail n’est jamais représenté. Les personnages ne sont jamais non plus en relation avec un employeur qui, dans la réalité, est typiquement anglophone.
Le monde représenté est celui des loisirs urbains, des activités sociales et de la vie domestique. Le monde des enfants en centré sur les bêtises, les jeux et la lutte contre l’autorité. L’humour est essentiellement burlesque et les aventures se terminent typiquement en catastrophe.
Les personnages vivent souvent, comme le Timothée de Charlebois, dans un milieu aisé, sinon bourgeois, qui n’est pas celui du lecteur ou alors à l’inverse, comme Zidore, sont chômeurs, presque clochards,,.

### 1909-1938 La grande presse – l’invasion étrangère
Après la mort de Théophile Busnel, La Patrie remplace Timothée en octobre 1908 par Buster Brown de Richard F. Outcault. Le 14 novembre, le Père Rhault disparait à son tour pour être remplacé par Le jeune ménage et bébé (The Newlyweds) de George McManus.
À la fin de 1909, La Patrie et La Presse ne publient que des bd étrangères, à l’exception de Ladébauche qui est davantage une chronique illustrée qu’une bd.
Entre 1910 et 1912, des bd françaises font leur entrée dans les journaux. À partir de mars 1910 La Patrie publie un nouveau supplément le jeudi, constitué de feuilletons illustrés, jeux et bd légendées français. Des histoires en images françaises paraissent dans la page des enfants du samedi. En août, Buster Brown et Le jeune ménage et bébé disparaissent à leur tour. Ce sont des bd françaises qui occupent en 1911 et 1912 la page des enfants. La section pour enfants de La Presse, quant à elle, contient sporadiquement de courtes histoires françaises en images. Des bandes muettes et légendées françaises paraissent aussi dans Le Canard .

#### 1900-... Lessyndicatesdes États-Unis
Au milieu des années 1800, les journaux des États-Unis créent des agences de replacement d’articles, nommées syndicates, qui revendent des articles et rubriques aux journaux locaux et ruraux. Les bd font partie de leur offre.
En 1915, William Hearst fusionne les syndicates de ses journaux pour créer le King Features Syndicate. D’autres syndicates se créent par la suite, tel le United Feature Syndicate. Ceux-ci peuvent vendre les mêmes bd à une centaine de journaux, ce qui réduit considérablement leur coût par journal. Ils peuvent donc demander un tarif que les dessinateurs locaux ne peuvent concurrencer. Il s’ensuit que ces bd conquièrent graduellement les marchés étrangers, incluant la presse québécoise. Au Québec, elles prennent pratiquement toute la place, non seulement dans La Presse et La Patrie, mais dans les autres journaux du Québec. De 1909 à 1940, 300 titres des États-Unis entrent dans les quotidiens québécois, y créant un quasi-monopole de bandes dessinées américaines qui existe encore de nos jours (en 2008),.

#### 1910-1919 Le Père Noé et les autres
What Happened Next? d’Arthur G. Racey
Du 6 janvier 1912 au 4 juillet 1913, le successeur d’Henri Julien au Montreal Daily Star, Arthur G. Racey, y publie une bd dont la dernière case est vide et qui s’intitule What Happened Next?. Les lecteurs sont invités à envoyer au journal la case remplie de leur propre création. Le gagnant voit sa case publiée. Après le 4 juillet, Racey publie quelques bd jusqu’au 4 octobre, après quoi le Star les remplace par la série S’Matter Pop? de Charles M. Payne des États-Unis.

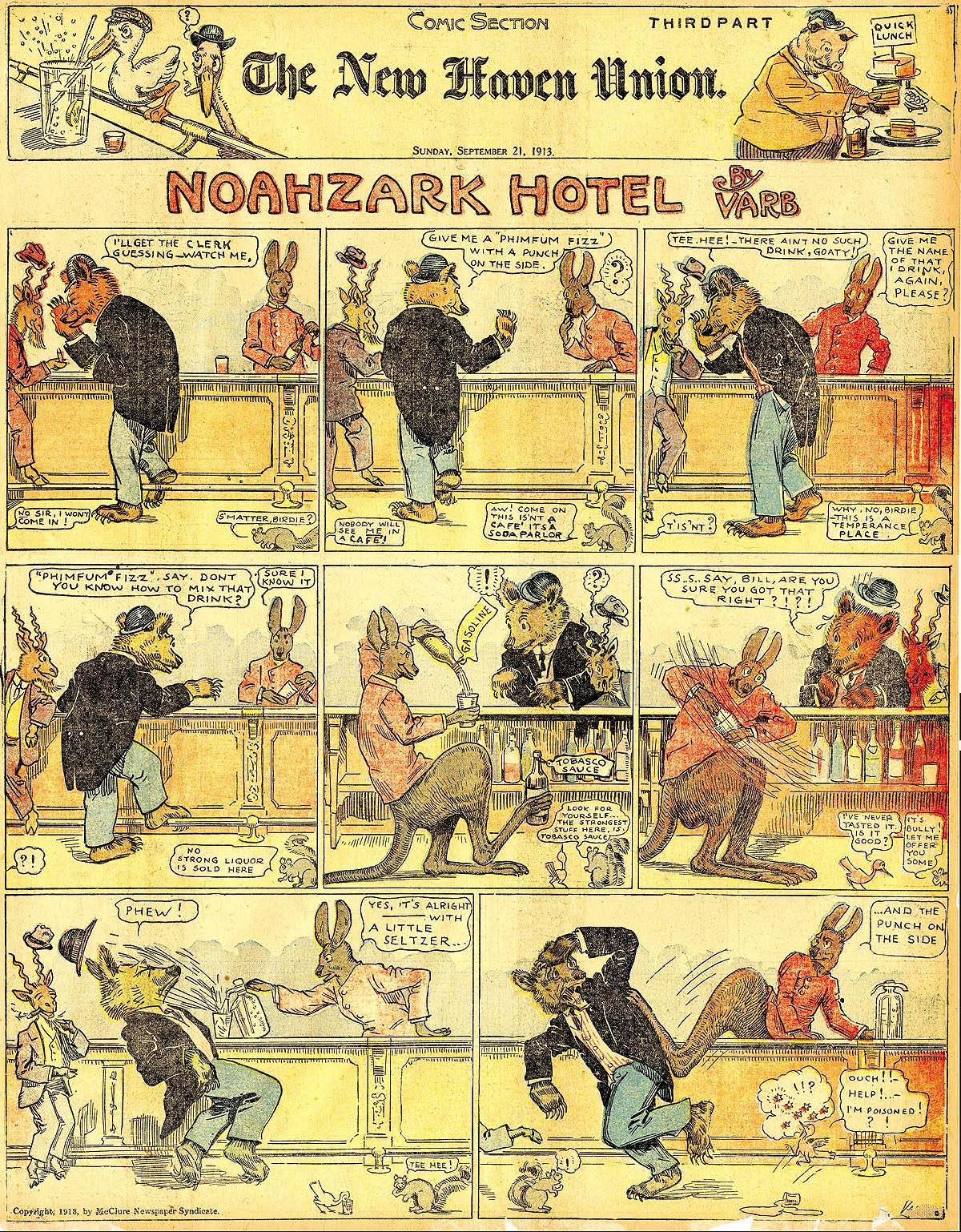
Noahzark Hotel de Raoul Barré

À l'Hôtel du Père Noé de Raoul Barré
Le 11 janvier 1913, Raoul Barré fait un retour dans La Patrie du samedi via un syndicate. Résidant toujours à New-York, il produit la série Noahzark Hotel diffusée par le McClure Newspaper Syndicate. La bd est signée VARB, qui sont les initiales au long de l’auteur (Vital Achilles Raoul Barré). Noahzark raconte sur une pleine page les mésaventures d’animaux anthropomorphisés, clients de l’hôtel éponyme. La Patrie publie une version probablement traduite par Barré lui-même, sous le titre À l'Hôtel du Père Noé. La série est diffusée par McClure jusqu’au 9 novembre 1913, mais La Patrie en cesse la parution le 21 juin,.
Pierrot et Pierrette de Russell Patterson
Le 28 juin 1913, une semaine après la fin de l'Hôtel du Père Noé, La Patrie publie Pierrot et Pierrette dans la partie supérieure de la page des enfants. Elle est l’œuvre de Russell Patterson, un jeune Américain né au Nebraska et habitant alors à Montréal. Elle raconte les aventures de deux enfants espiègles qui jouent des tours à leurs parents. La bd ne connait pas de publication en anglais.
En juillet 1914 débute la Première Guerre mondiale. L’Angleterre entre en guerre en août et le Canada, colonie britannique, entre également en conflit. Les bandes dessinées disparaissent des pages de La Patrie. Russell Patterson, après avoir tenté de s’enrôler dans l’armée canadienne, retourne aux États-Unis où il connaîtra éventuellement une carrière fructueuse comme illustrateur dans les grands magazines américains tels Harper's Bazaar et Cosmopolitan. Il serait à l’origine de la mode vestimentaire des flappers des années 1920. Il aura par la suite du succès comme concepteur de décors au cinéma,,.
Joe Connaissant de Joseph Charlebois
D'avril à août 1918, Joseph Charlebois fait un bref retour sous le pseudonyme J. Sée avec un bien nommé personnage d'après une expression québécoise qui désigne une personne qui sait tout et donne son avis sur tout,.
La fin de la décennie
Pendant la guerre, les journaux publient très peu de bd. La Patrie ne publie que quelques histoires patriotiques en images et La Presse publie en 1915 des bd françaises dans la page des enfants. Pendant quelques jours, en décembre 1915 et février 1916, La Presse publie L’éducation de Pierrot d’Albéric Bourgeois, qui signe sous le pseudonyme de Max. Il s’agit d’une reprise de gags créés pour The Education of Annie en 1902. Même si le nombre de parutions est très limité, elle peut être considérée comme étant la première série quotidienne de bande dessinée québécoise,.

#### 1919-1929 L’après-guerre
Dans les années 1920, le Québec poursuit sur la voie de l’urbanisation et de l’industrialisation. Le Québec vit à la fois dans une société de consommation nord-américaine qui s'urbanise et un clérico-nationalisme qui y résiste farouchement,

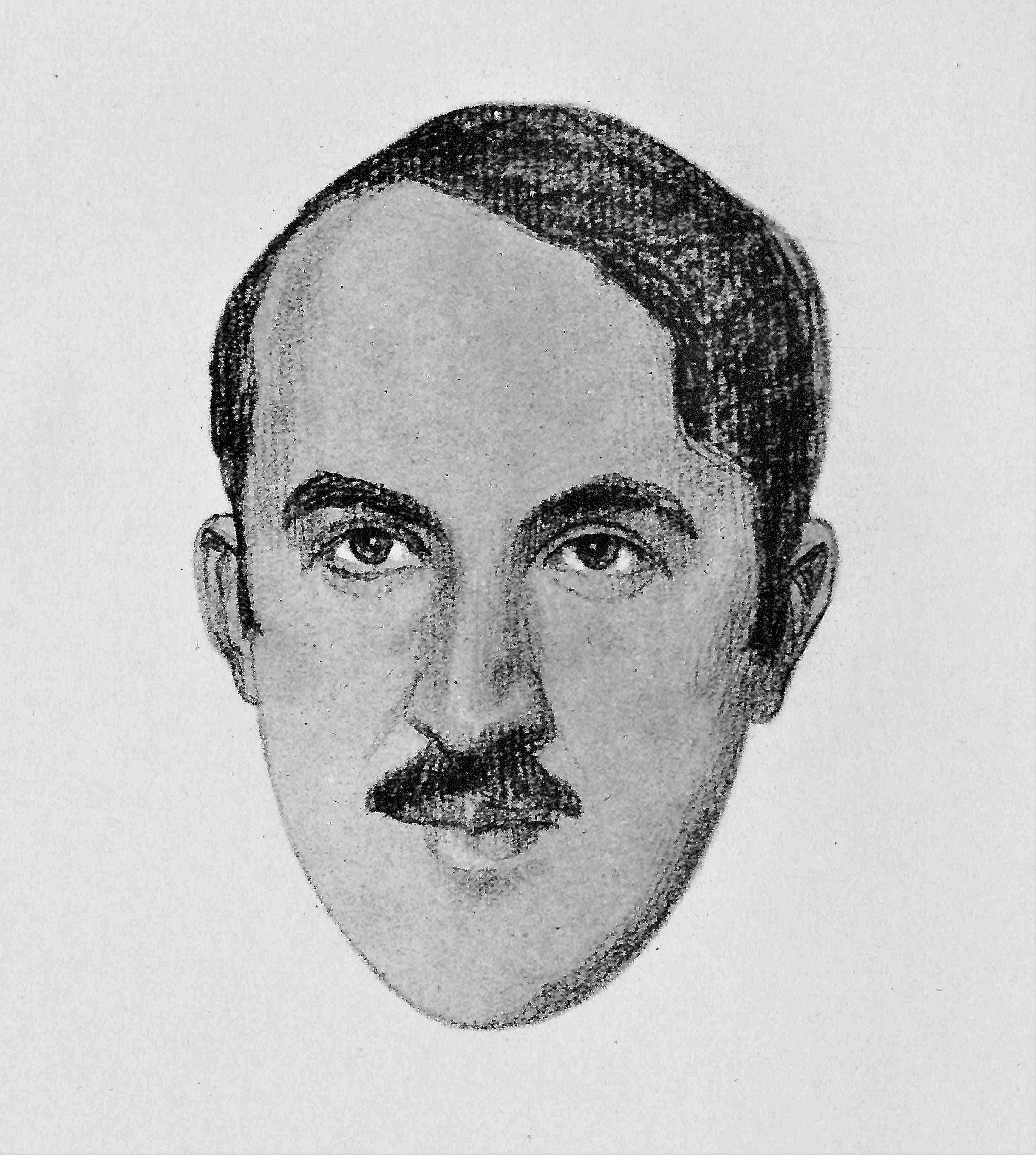
Arthur LeMay

Le retour de Timothée par Arthur LeMay et Maurice Gagnon 
Le 16 octobre 1920, Timothée réapparait dans La Patrie, après une absence de 12 ans, sous la plume d’Arthur LeMay. Il y retrouve son ami Bonavet et s'y fait une nouvelle fiancée, Mam’zelle Éphémérine. D’août 1921 à novembre 1923, LeMay étudie à Paris et ses personnages l’y suivent. Timothée, Bonavet et les autres vont vivre leurs aventures en Europe au moment des Années folles. LeMay utilise les éléments visuels de la bd moderne (lignes de mouvement, étoiles, points d’interrogation au-dessus de la tête, etc.).
À partir du 4 juillet 1925, Timothée est repris par Maurice Gagnon. La bd devient moins burlesque et adopte un style qui se rapproche du family strip des États-Unis, c’est-à-dire qui puise ses gags dans les hauts et les bas d’une famille plus ou moins idéalisée à la façon de Bringing Up Father ou Toots and Casper. Sa publication cesse le 24 décembre 1926,.
Bénoni de Joseph-Avila Boisvert
Le 16 janvier 1922, La Presse titre à la une « Ladébauche annonce l’arrivée prochaine d’un de ses neveux »! En réalité, la nouvelle bd annoncée n’a aucun rapport avec Ladébauche. Le journal utilise son nom à cause de sa « popularité de bon aloi ». La série débute après deux autres jours de publicité. Bénoni est lui aussi un family strip typique qui s’éloigne du style burlesque courant jusqu’alors dans la bdq et des clichés qui y sont associés. La publication se poursuit jusqu’au 6 mars 1923,.
Labarbiche de Jos Bernard
Le Canard, qui est entre-temps disparu puis relancé par Hector Berthelot, publie successivement, à partir du 26 février 1922, deux bd signées Jos Bernard. La première, les Aventures illustrées de Labarbiche est une comédie de mœurs centrée sur le personnage de Labarbiche, sa femme et sa fille. Le 18 février 1923, elle est remplacée par M. Max et Madame Céline, qui gravite autour de la vie d’un couple de riches bourgeois. La série change ensuite de nom pour Les exploits illustrés de Max et Céline avant de disparaître le au 19 août.
La bd publicitaire 
À la fin des années 1920, deux brasseries quasi homonymes, Dawes et Dow, ont recours à la bd pour mettre en valeur leurs produits.
Dawes fait paraître de 1927 à 1946 dans la plupart des journaux une publicité sous forme de courtes bd de 4 cases pour son produit vedette, la bière Black Horse. Les bandes sont principalement créées par Arthur G. Racey, du Montreal Daily Star et John Collins, de The Gazette, pour les pages couleur. Elles reprennent toutes le même synopsis de base : une situation problématique ou un antagonisme se développe dans les trois premières cases et dans la dernière, la bière y est présentée comme un moyen d’améliorer la situation (ce qui sera interdit plus tard par le code publicitaire canadien),,.
À partir de 1929, la brasserie Dow publie également une publicité sous forme de courte bd dans les journaux sous le titre Gaston et Georges, les garçons de la Dow. Elle est réalisée par Ernest-Carl LeMessurier. Le dessinateur français Benjamin Rabier en dessine quelques-unes.
La brasserie Dow fait également paraître à partir du premier février 1930, des publicités, dans les journaux de langues française et anglaise, pour la Frontenac Olde Brew Ale, sur le thème « Dans cent ans d’ici », sous la forme de 30 affiches futuristes, dessinées par George-Louis Cumine. Elles sont commandées immédiatement après le krach de 1929 et avant que ne se fasse sentir la grande dépression. Elles montrent une vision d’avenir optimiste de progrès technologiques, dans la veine des Années folles qui sont en train de se terminer. Les campagnes publicitaires à thème futuriste sont quasi inexistantes au Québec à ce moment. À partir de l’été 1930, alors que les effets de la crise se font durement sentir, les illustrations deviennent moins utopiques, reflétant le désenchantement social ambiant,,,.

#### 1930-1938 Crise économique et évasion en bd
À la fin des années 1920, les journaux québécois contiennent plusieurs pages de bd des États-Unis et leur genre se multiplie : aventures, policier, western, etc. Pendant les années de dépression, celles-ci sont un moyen bon marché pour les lecteurs de s’évader. Cet engouement pour la bd profite à un petit nombre d'auteurs québécois.
Les Espiègles d’Yvette Lapointe
Les bdq quotidiennes n’ont connu jusqu’ici qu’une existence très brève. La première série à s’étendre sur quelques mois, de juin à décembre 1932, est le strip quotidien Pourquoi? d’Yvette Lapointe publiée dans L’Illustration. De mai à août 1933, Yvette Lapointe récidive, cette fois dans La Patrie, avec Petits Espiègles, qui met en scène les espiègles en question, Mimi et Réal Pistache, ainsi que maman Pistache et l’institutrice Mlle Rose D’Amour,,,,.
Timothée à la radio et en bd
À partir du 14 septembre 1933, Timothée revient, cette fois dans sa propre émission de radio sur les ondes de la station CHLP, propriété de La Patrie. L’émission d’une durée de 15 minutes est diffusée deux fois par semaine. Le 16 septembre, on retrouve Timothée de nouveau en bd à La Patrie… où on le voit au micro de CHLP. C’est Arthur LeMay qui reprend la bd où il profite de ses talents de caricaturiste pour mettre en scène Timothée avec plusieurs personnalités politiques de l’époque.
Cependant, en 1933, La Patrie est achetée par son concurrent La Presse. Celle-ci, qui a déjà sa propre station de radio, met fin à Timothée à la fois dans le journal et sur les ondes radio. La toute dernière bd de Timothée paraît le 16 décembre 1933.
Bouboule d’Albert Chartier
En 1935, La Patrie publie une édition le dimanche en formule magazine, La Patrie – Journal du dimanche qui deviendra l’hebdomadaire le plus vendu du Québec. C’est là qu’apparait le 25 octobre 1936, annoncée en grande pompe, la première bd d'Albert Chartier, Bouboule, sur un scénario de René-O. Boivin. Selon ce qu’en dit Albert Chartier, le bien nommé personnage principal vit « les aventures les plus abracadabrantes » dans son univers mondain et sa vie de famille sur laquelle il n’a aucune prise. La série se termine le 21 mars 1937 car le directeur Oswald Mayrand trouve étonnamment la série trop sexy,.
‘Ti’Pit le chétif d'Eddy Prévost
L’hebdomadaire Le Petit Journal, qui publie déjà de nombreuses bd étrangères, amorce dans les années 1930 la publication de quelques bdq qui auront une longévité d’une dizaine d’années.
Le 16 août 1931, Le Petit Journal commence la publication de ‘Ti’Pit le chétif, un strip écrit et dessiné par Eddy Prévost. Cette bande se démarque des autres bdq publiées jusqu’ici par ses gags avant tout visuels plutôt que verbaux. La publication cesse le 18 juin 1933 mais revient le 18 octobre 1936, cette fois pour une durée de dix ans,.
L’oncle Pacifique de Pierre Saint-Loup
Le 26 mai 1935 débute dans Le Petit Journal la publication l’Oncle Pacifique, créé par Pierre Saint-Loup sous le pseudonyme de Vic Martin. Né en France, Saint-Loup a émigré au Québec en 1905. Son personnage d’oncle Pacifique a les allures d’une version modernisée du Père Ladébauche. Comme ce dernier, il fait connaître ses opinions sur tout. Dans le premier épisode, il est d’ailleurs en grande discussion avec Ladébauche lui-même, qui ne reviendra plus par la suite. Le canevas est sensiblement le même à chaque semaine. Pacifique Poilfin fait une joute verbale avec son interlocuteur, qui varie de semaine en semaine, et il renverse celui-ci, littéralement, par une réplique finale d'une logique déconcertante. À partir du 28 mars 1937, apparaît sa femme Césarine qui le fait voyager à Londres voir le couronnement de George VI, puis à Paris voir l’exposition universelle. Le personnage voyage par la suite dans des lieux exotiques pour l’époque. La série se poursuit jusqu’au 27 août 1945. Le personnage aurait influencé Doris Lussier dans la création de son Père Gédéon que Roger Lemelin va par la suite intégrer à la série télévisée La famille Plouffe,,.
Casimir
Le 11 août 1935 Le Petit Journal publie Casimir, signé Tom Lucas, nom de plume de l’illustrateur Hector Brault. La bd, qui se poursuit jusqu’au 26 août 1945, est basée sur un gag récurrent : Casimir a un nouvel emploi à chaque semaine d’où il se fait littéralement éjecter, parce qu’il est totalement nul,.
La Mère Jasette
Sous la signature de H. Christin, La Mère Jasette débute le 19 février 1939 et se poursuit jusqu’au 21 juin 1951. C’est la première bdq à avoir comme personnage principal une femme adulte. Contrairement aux personnages des bandes dessinées américaines qu'on retrouve dans les journaux québécois, celle-ci ne correspond pas au stéréotype de la jeune femme plus ou moins étourdie ou ayant du sex-appeal, mais d’une femme d’âge mûr,,.

### 1919-1938 Contes et feuilletons cléricaux-historiques
Le Québec, surtout depuis la deuxième moitié des années 1800, est une société fortement cléricale. Ce courant de pensée dominant, conservateur, soutient des valeurs traditionnelles.

#### 1919-1925 LesContes historiquesde la Société Saint-Jean Baptiste de Montréal

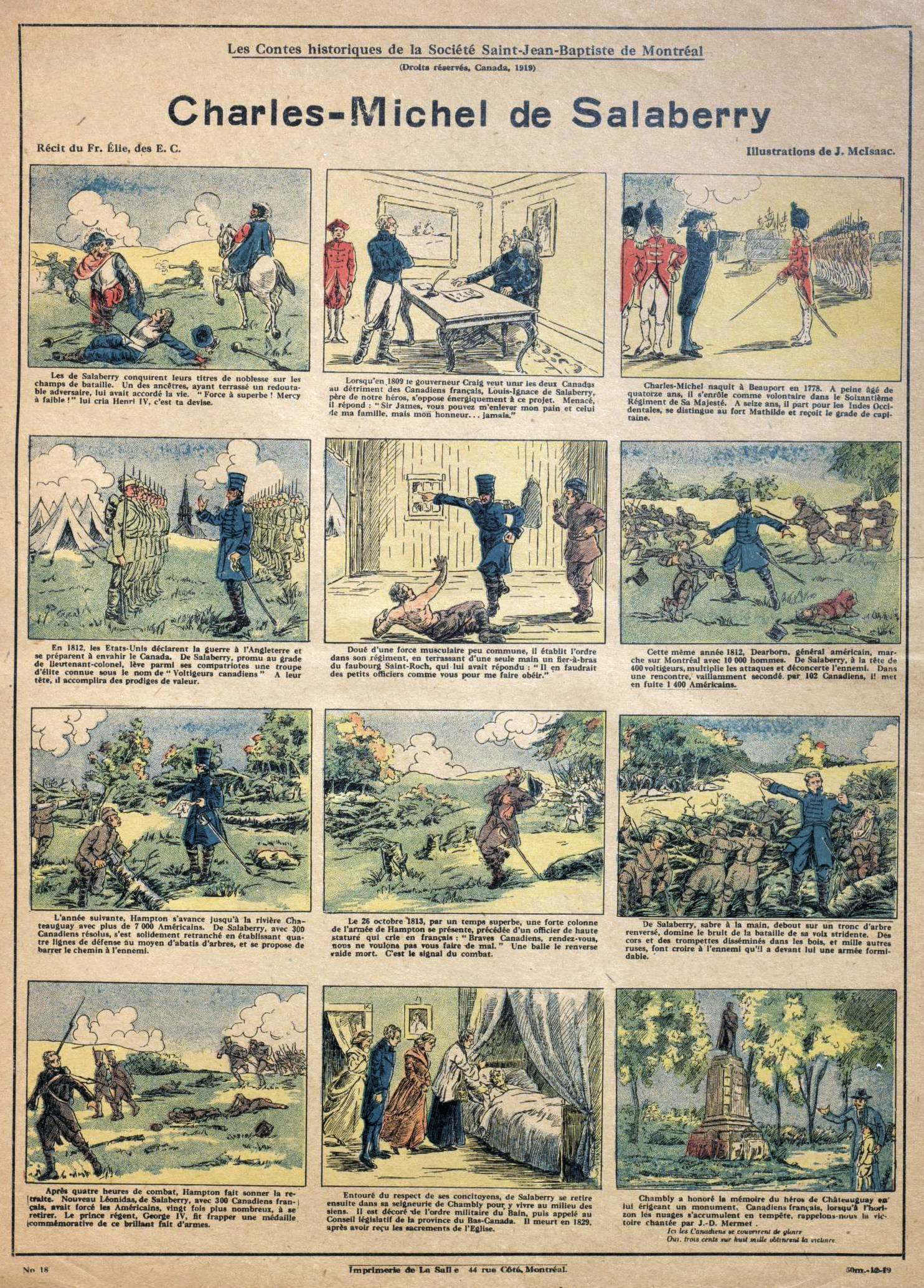
Feuillet des Contes historiques de la Société Saint-Jean Baptiste de Montréal sur Charles-Michel de Salaberry

L’élite clérico-nationaliste voit d’un mauvais œil la bande dessinée tout en constatant son attrait pour la jeunesse. Face à ce constat, Victor Morin et Guy Vanier amènent la Société Saint-Jean-Baptiste de Montréal à publier à partir de 1919 une série de feuillets racontant chacun la vie ou un fait historique d’un héros de la Nouvelle-France ou du Bas-Canada, tels que Marguerite Bourgeoys, Paul de Chomedey de Maisonneuve, Jeanne Mance, Pierre Le Moyne d'Iberville, Étienne Brûlé, Marie Rollet et Louis-Joseph Papineau,.
Les textes des Contes historiques sont rédigés par des historiens et écrivains reconnus tels qu'Édouard-Zotique Massicotte, le chanoine Lionel Groulx, Laure Conan, Thomas Chapais, Marie-Claire Daveluy, Ægidius Fauteux et Victor Morin. Ils sont illustrés par des artistes-peintres et illustrateurs de talent tels que James McIsaac, Jean-Baptiste Lagacé, Rita Mount, Claire Fauteux, Albert-Samuel Brodeur, Georges Latour, Napoléon Savard, Onésime-Aimé Léger et Maurice Lebel. Le style des Contes historiques tourne ostensiblement le dos à celui des bandes dessinées américaines; c’est celui des images d’Épinal françaises, comportant quatre rangées de trois dessins avec texte sous l’image,,,,.
Le but de ces contes n’est pas de divertir, mais de propager ce qui est considéré moral, instructif et catholique. Les feuillets sont distribués en librairie, mais aussi, à cette époque où l’instruction publique est sous le contrôle du clergé, distribués dans les écoles, où ils servent de récompenses. Ils sont également vendus directement aux parents. En tout, 34 feuillets sont publiés en quatre séries dont les trois premières comportent en tout un million d’exemplaires, qui sont toujours rapidement écoulés. En 1921, la Société Saint-Jean Baptiste publie ces trois premières séries en album. Une quatrième et dernière série est publiée en 1925,.
Les Contes historiques sont également repris dans plusieurs journaux au Québec, dans le reste du Canada et aux États-Unis, notamment dans les pages de L'Action catholique, du Devoir, de La Survivance d’Alberta, du Patriote de l’Ouest de la Saskatchewan, de La Semaine paroissiale de Fall River (Massachusetts)  et du Courrier Français de Los Angeles,.

#### 1920-1928 Les bd deL’oiseau bleu

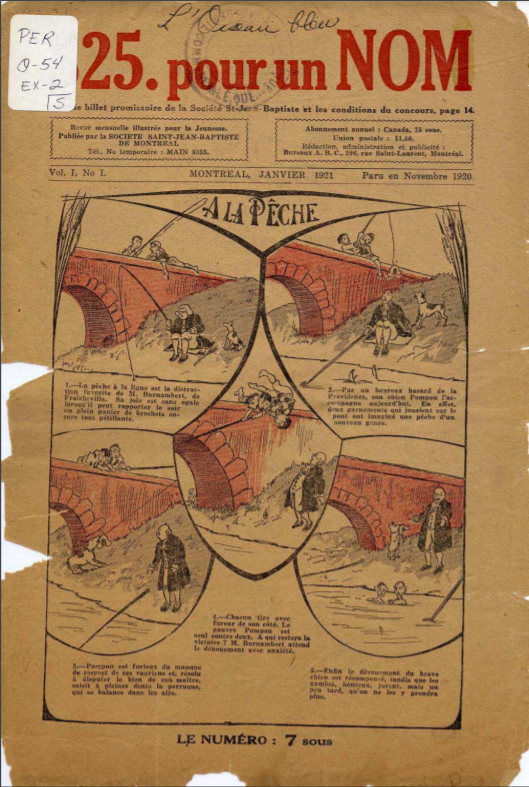
L’Oiseau bleu, volume 1, numéro 1. Produit en novembre 1920 et daté de janvier 1921

Pendant qu’il existe en Europe des publications pour la jeunesse telles que La Semaine de Suzette ou L'Intrépide, on ne trouve rien de tel au Québec en dehors des pages pour enfants des journaux. Après le succès des Contes historiques, la Société Saint-Jean-Baptiste amorce en novembre 1920, sous la direction d’Arthur Saint-Pierre, la publication du mensuel L’Oiseau bleu, destiné à la jeunesse. L’instruction religieuse et morale y est très présente. En 1929, la Commission des écoles catholiques de Montréal va autoriser les instituteurs à recommander la revue à leurs élèves. La revue demeure déficitaire tout au long de son existence jusqu’en 1940,,.
Dans ses premières années, la revue publie Francine et Graindesel de Albert-Samuel Brodeur. À partir du no 9 paraissent Les Aventures de Florette par James McIsaac. En 1925, la revue publie dans les pages du centre la quatrième série des Contes historiques, puis de 1926 à 1928 une réédition des premières séries. La publication de bd cesse par la suite,,.

#### 1935-1938 Les voyageurs de commerce
De 1935 à 1938, une série de bandes catho-nationalistes voit le jour sous la commandite, à première vue surprenante, de l’Association catholique des voyageurs de commerce du Canada, section des Trois-Rivières. En fait, cette association origine d’un mouvement de retraites fermées existant au Canada français depuis 1911 et qui dit avoir accueilli plus de deux cent mille membres. Le but de ces bd n'est pas le divertissement mais l’apologie de la religion catholique et le retour à la terre, le tout assimilé à une certaine vision nationaliste. Deux des récits se veulent une illustration des bienfaits des retraites fermées pour retrouver les vraies valeurs chrétiennes.
Les bd sont pour la plupart des adaptations de romans du terroir. Comme les Contes historiques, elles ont volontairement la forme d’images légendées pour se distinguer du style américain. En tout, onze feuilletons se succèdent pour un total de 700 bandes. Ce sont les premiers feuilletons de bdq de style réaliste. Ils sont publiés à partir du 18 juin 1935 dans L’Action Catholique de Québec, puis pour la plupart, dans Le Droit d’Ottawa, Le Nouvelliste de Trois-Rivières et Le Devoir de Montréal,,.
Le premier feuilleton publié est l'Appel de la race du chanoine Lionel Groulx, adapté par Victor Barrette et dessiné par Jules Paquette. Le feuilleton est suivi d’une adaptation d’un autre roman de Lionel Groulx, La Terre conquérante, par Victor Barrette et illustrée par James McIsaac, racontant comment un Acadien réussit à reconquérir la terre de ses ancêtres perdue lors de la déportation des Acadiens. D’autres feuilletons se succèdent par la suite, dont une adaptation par Jules Paquette du roman Une de perdue deux de retrouvées de George Boucher de Boucherville que, vingt ans plus tard, Maurice Petitdidier reprendra dans Hérauts. Paraissent aussi, notamment, des adaptations de La femme des pins d’Harry Bernard, Les Anciens Canadiens de Philippe Aubert de Gaspé ainsi que Pierre Radisson d’après la biographie de Donatien Frémont. Le 13 mai 1937, le feuilleton Son chemin de Damas, une série originale écrite par Emery Paincourt et dessinée par Jean-Jacques Cuvelier, délaisse au quatrième jour la bd légendée pour utiliser le phylactère, ce qui en fait la première bdq réaliste à phylactère,,.

### 1939-1945 LesComic Booksen temps de guerre
À partir de septembre 1939 le Canada participe à la Seconde Guerre mondiale. L'une des nombreuses mesures de guerre consiste en un contrôle du change des devises, notamment le dollar É.-U. qui met un frein à toute transaction non essentielle d’achat de produit des États-Unis. Les périodiques de fiction et de bandes dessinées font partie des importations touchées et, en l'absence des magazines des États-Unis, des magazines d’aventure et de super héros canadiens anglais voient le jour,. Certains auteurs francophones y sont publiés, dont Marcel Martin, Jean-Jacques (Jack) Tremblay, les frères René et André Kulbach et Edmund T. Legault, qui est le principal créateur de Wow Comics, le premier comic book publié en couleur au Canada,.
En octobre 1942, une maison d’édition montréalaise, Educational Projects, publie Canadian Heroes, un comic book didactique qui, contrairement aux autres publications, met en scène des histoires et personnages réels. Mais étant le succès des superhéros, le fondateur Harry Joseph Halperin demande à George Menendez. Rae, New-Yorkais d'origine vivant dorénavant au Québec, d'inventer un personnage. Celui-ci crée Canada Jack qui devient la vedette du périodique. Educational Projects publie également d'autres comics dont Famous Adventures Stories qui adapte en bd des classiques de la littérature jeunesse tels que Les trois mousquetaires, Robin des Bois et Les voyages de Gulliver,,. En 1944, le Congrès Juif de Montréal publie et distribue gratuitement Jewish War Heroes, dessiné par Marcel Martin et George Menendez Rae.
Après la fin de la guerre, les contrôles de change sont levés, les comics en provenance des États-Unis sont de retour dans les kioskes et les éditeurs canadiens, malgré leurs tentatives de faire face à la concurrence, ferment leurs portes entre 1945 et 1953.
Notons que les restrictions du temps de guerre touchent les importations de publications. Les bd vendues aux journaux par les syndicates ne sont pas touchées et les journaux en continuent la publication sans interruption.

### 1943-1963 Les publications didactiques religieuses
Pendant la Seconde Guerre mondiale, alors que les relations commerciales avec la France sont interrompues, les maisons d'édition québécoises occupent davantage d'espace dans l'édition pour l'enfance et la jeunesse.
Par ailleurs, le clergé considère immoral une grande part de ce qu'apporte la modernité et la vie urbaine, notamment la bande dessinée. « En mars 1946, les évêques catholiques de la province de Québec publient une lettre collective dénonçant le climat moral qui règne depuis quelque temps dans le Québec. [...]  "Le théâtre, le cinéma, les spectacles, les émissions radiophoniques accumulent à leur tour les périls les plus graves. [...] La moralité baisse encore par l’action de ces bandes comiques que dévorent les enfants, jeunes et vieux." Pour les évêques, il est donc important que s’organise une croisade de pureté. »,. Lancé en 1946 à la suite de la campagne épiscopale de moralité publique, le mensuel Lectures de Fides, publie dès le numéro trois une charge contre les comics, qui donne le ton pour la suite.
À partir de 1949, une campagne anti-Comic Books a lieu au Canada. Aux-États-Unis, pour éviter la réglementation de leur industrie, les éditeurs mettent sur pied en 1948 le Comics Code Authority. La croisade anti-Comics est relancée en Amérique du Nord après la publication en 1954 de Seduction of the Innocent par le psychiatre Fredric Wertham. Au Québec, Sélection du Reader's digest publie en 1948 la traduction d'un article du même auteur, « Les "comiques": poison en image ». D'autres périodiques québécois emboîtent le pas. En 1955, Gérard Tessier, professeur à la Commission des Écoles catholiques de Montréal, publie Face à l'imprimé obscène, une charge virulente contre les "publications corruptrices", ce qui inclut les bandes dessinées.
C'est dans ce contexte que naissent et prospèrent au Québec les publications didactiques religieuses destinées aux jeunes.

#### 1944-1965HérautsetSais-tu?
En 1944, l'éditeur Fides (« foi » en latin), contrôlé par la Congrégation de Sainte-Croix, domine le domaine de l’édition religieuse. Son fondateur, le père Paul-Aimé Martin, et son assistant, le frère Placide Vermandere, découvrent aux États-Unis le comic book catholique Timeless Topix, publié par la Catechetical Guild Educational Society, qui contient des vies de saints, de héros et de figures historiques. Après entente avec l'éditeur, Fides en publie à partir d’avril 1944 une version française, rebaptisée Hérauts, imprimée aux États-Unis.
Parallèlement, en septembre 1944, la Compagnie de publication Agricole de Montréal lance le magazine didactique Sais-tu?, fondé par Roland Canac-Marquis, professeur à la Commission des écoles catholiques de Montréal, et auquel contribue notamment Jean-Paul Desbiens, futur auteur des Insolences du Frère Untel. Le quart du magazine contient des bd dont quelques québécoises.
En 1947, cinq congrégations religieuses enseignantes confient leur revues, la plupart existantes depuis les années 1920-1930, à Fides, qui délaisse alors Timeless Topix, embauche Roland Canac-Marquis et adopte la formule de Sais-tu?.
À partir de septembre 1947, Hérauts, en six éditions identiques à l'exception des quatre pages de couverture est distribué dans toutes les écoles du Canada français. La revue de 52 pages est publiée deux fois par mois à 100 000 exemplaires. Elle contient principalement des bd, mais aucune québécoise.
En 1954, possiblement en réaction à l'arrivée de l'hebdomadaire belge Spirou, Hérauts fait appel aux talents du dessinateur d’origine française Maurice Petitdidier qui a déjà fourni des albums religieux à Fides. Il y publie d'abord une série, Un voyant de Marie, puis, à partir de septembre 1955, celui-ci remplit presque à lui seul les pages de la revue, incluant un grand nombre de bd. Celles-ci racontent en majeure partie des aventures de jeunes garçons et des histoires visant à susciter la vocation religieuse,,. Gabriel de Beney y réalise également des illustrations et des bd. De septembre 1958 à juin 1961, Fides publie également Le petit Héraut pour les  élèves plus jeunes. Maurice Petitdidier y publie une série intitulée Fanchon et Jean-Lou dont les personnages deviennent les vedettes de la revue au point qu'elle prend leur nom dans sa troisième année. À partir de 1959, la bdq est remplacée dans Hérauts par des bandes dessinées françaises et américaines, au point de disparaître en 1960.
Au début des années 1960, le clergé perd sa mainmise sur l'éducation au Québec et Hérauts ne fait plus partie des revues scolaires. Elle cesse de paraître en 1964,,,,,,,.

#### 1943-1964FrançoisetClaire

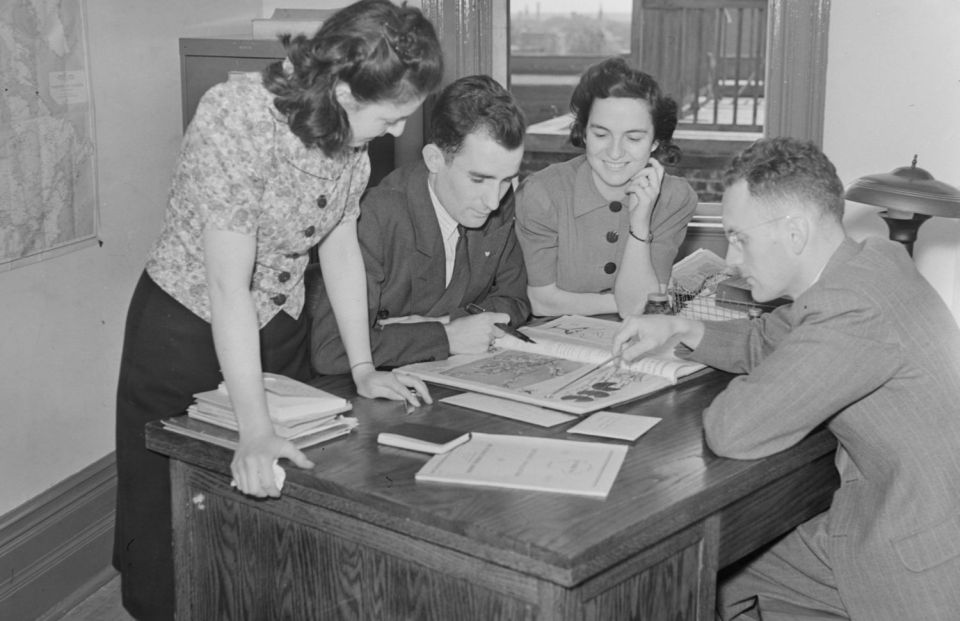
Au centre, Gérard Pelletier et Alexandrine (Alec) Leduc au siège social de la JEC en juin 1943

En 1935 nait au Québec le mouvement de Jeunesse étudiante catholique (JEC) qui fait partie du mouvement international de Jeunesse étudiante chrétienne. Son mensuel, le JEC contient, à partir de 1939, un supplément de huit pages, le JEC des jeunes. En janvier 1943, le secrétaire général de la JEC, Gérard Pelletier, et Alexandrine (Alec) Leduc décident de remanier entièrement ce supplément pour donner naissance à la revue François. Celle-ci ne s'adresse plus seulement aux JÉCistes, mais à tous les jeunes, principalement les garçons. La revue Claire, qui s'adresse aux filles, apparaît en 1957. Même si elle est un mouvement catholique, la JEC, dirigée par des laïques, a une attitude et un discours plus ouvert que le clergé. Cela se reflète dans François et Claire qui sont moins dogmatiques que Hérauts. Toutes ces revues sont  éditées par Fides qui considère qu'elles se complètent et ne se font pas concurrence.
Dès ses premières années, François publie des bdq. Parmi les auteurs, on retrouve Julien Hébert qui y publie notamment Mouchette, L'As des montagnes et Le Dernier des Saute-à-Pic. Jean-Paul Ladouceur produit Capitaine Brinbache, Pictou et une biographie de Maurice Richard. De mars 1945 à avril 1946 il illustre un conte fantaisiste, Le sorcier frileux, imaginé par Jean-Yves Bigras et Jacques Brunet. Le personnage principal, Pépinot Pépin, ainsi que Capucine, créée en 1950 par Ladouceur, sont à l’origine de la série télévisée Pépinot et Capucine lorsque Jean-Paul Ladouceur devient réalisateur à Radio-Canada en 1952,. Normand Hudon, Pierre Dupras et Gabriel de Beney contribuent également au magazine. Toutefois, au début des années 1950, François ne publie pratiquement plus que des bd des États-Unis et de France.
En 1957, simultanément à l'arrivée de Claire, François change de formule et les deux revues publient de nouveau des auteurs québécois. De 1957 à 1960 on y retrouve les aventures de Météore, signées Jean-François (illustration) et Michel (scénario). Nicole Lapointe, qui fait pratiquement toutes les illustrations de Claire, publie d'abord quelques bd religieuses dans les deux magazines, puis crée le personnage de jeune femme indépendante et dégourdie Jani Moreau. Deux longs récits à suivre débutent en septembre 1960,,,. Maurice Petitdidier réalise, sous le pseudonyme Mope, L'inconnu du 25¢. On voit également apparaître quelques histoires dessinées par France Livernois et scénarisées par Mariette Thibaud notamment sur Jos Montferrand et Emma Albani. On retrouve aussi quelques gags de Lucien par Jiji. Les séries québécoises disparaissent des deux revues en juin 1960. À partir de septembre 1962, les changements de formules se succèdent pour contrer la concurrence des publications européennes, mais sans succès. François et Claire cessent d'être publiés en novembre 1964,,,,,.

#### 1950-1963 Les albums religieux
Fides
L'éditeur Fides produit également des albums religieux. En 1950, Fides lance la collection Trésor de la jeunesse, qui contient en partie des contes et bd parus dans Hérauts, dont, en 1954, Un voyant pour Marie que nous avons vu précédemment. La collection comprend également La Madone des Canadiens : Notre-Dame du Cap, Reine du Très Saint Rosaire illustrée par Maurice Petitdidier. Fides publie également en 1955 Le Frère André illustré par Jacques Gagnier sur un texte de Marcel Plamondon.
Les derniers albums de Maurice Petitdidier sont publiés en 1960 et les derniers recueil de Hérauts, en 1963.
Les Clercs de Saint-Viateur
Les Clercs de Saint-Viateur publient en 1951 un manuel scolaire sous forme de bd, Les Missionnaires au pays des Indiens, destiné aux élèves de première année du primaire. Les dessins, non signés, sont attribués à Georges-Henri Allaire. Le manuel est réédité jusqu’en 1961. Un autre manuel, destiné aux élèves de deuxième année, Les Français au pays des Indiens, est publié à partir de 1953,.
Les Éditions Franciscaines
Le père Richer-Marie Beaubien propose aux Éditions Franciscaines de Montréal une biographie de saint François d’Assise en images. Odette Fumet réalise les 230 vignettes du Troubadour d’Assise qui paraît en 1953.

Le Centre de la Bible
De 1954 à 1958, le Centre de la Bible publie l’Histoire de Dieu en images. La série comprend cinq volumes dont quatre premiers sont dessinés par Pierre L’Amare et le dernier par Jack Young. Les scénaristes, qui varient d'un volume à l'autre, sont le père Gaston Fontaine, Marie-Andrée Bertrand et Sœur Marie Raffaella de Sion,,.
Les éditions du Rayonnement
En 1960 et 1963, les éditions du Rayonnement publient deux albums sur la vie de missionnaires. Le premier, Chez les démons de L’Outaouais : Le Père Louis Reboul O.M.I, est dessiné par Santiago Colmero sur un texte de Laurent Tremblay. Le second, Pasteur des brebis noires : Le Père Roland Denis O.M.I 1921-1956, est dessiné par Beatrice Kenely, également sur un texte de Laurent Tremblay.

### 1939-1965 La presse
Parallèlement, pendant l'âge d'or et le déclin des publications religieuses pour la jeunesse, les journaux continuent de publier abondamment des bd des États-Unis bien qu'elles soient considérées peu édifiantes par le clergé. Un certain nombre de bdq trouvent néanmoins leur place dans les journaux.
1939-1944 le couple Vincent-Fumet
En 1933, Odette Fumet, enseignante en dessin à Paris, et Rodolphe Vincent, enseignant en dessin publicitaire à Ottawa, sont tous deux sont inscrits au cours de dessin par correspondance de l’École ABC de Paris. Après avoir correspondu pendant quatre ans et s'être marié à Paris, le couple s’installe au Québec où, sous le nom des Éditions Vincent, il ambitionne de produire et vendre des bandes dessinées dans les journaux francophones du Canada. Odette Fumet effectue la plus grande partie des dessins alors que Rodolphe Vincent s’occupe de la commercialisation et de la production des planches pour la photogravure, à la manière d’un syndicate américain. Rodolphe poursuit un certain temps ses activités de dessinateur commercial pour faire vivre le couple. En 1938 et 1939, le couple produit Pluck et les insectes, bd légendée qu’il vend aux revues La Famille et Paysana, puis au Soleil.
Le couple retourne étudier le dessin en France mais revient précipitamment en 1940 devant l’invasion allemande. Les Vincent proposent alors aux journaux, sans succès, des mises en images de romans québécois. Plusieurs quotidiens acceptent par contre des bd tirées, pour la plupart, de romans français d’aventure et de cape et d’épée. Paraissent alors une suite d'adaptations: Le Bossu de Paul Féval, Michel Strogoff de Jules Verne, Le Mouron Rouge d’Emma Orczy, La Tulipe Noire d’Alexandre Dumas, Belle-Rose et La cape et l’épée d’Amédée Achard et La fille du brouillard (Anne de Geierstein) de Walter Scott.
Les bd sont simultanément vendues à des périodiques francophones du Québec et hors Québec, tels Le Droit d’Ottawa, L’Évangéline de Moncton et La Liberté de Winnipeg.
Les dessins sont de style réaliste et les bd sont légendées ou sous forme de vignettes, plus dynamiques, à la façon de Prince Vaillant d’Harold Foster qui débute à la même époque. Plusieurs de ces histoires sont reprises en albums par les Éditions de l’A.B et les Éditions Beauchemin. La vente des mêmes bd à plusieurs journaux fonctionne durant 5 ans. En 1944 toutefois, les clients mettent fin aux publications sans raison claire. Odette Fumet maintiendra plus tard que cela résulte de pressions des syndicates après que Rodolphe Vincent se soit intéressé au marché américain. Certains estiment d’autre part que les tarifs des syndicates sont tout simplement trop bas pour être concurrencés de façon viable. Les Éditions Vincent sont dissoutes en 1947,,,.
1943-2002 Le Bulletin des agriculteurs - Onésime
En 1943, Le Bulletin des agriculteurs donne carte blanche à Albert Chartier, un citadin ayant grandi dans le quartier ouvrier du Plateau Mont-Royal et pour qui la campagne de son enfance est le parc La Fontaine. Albert Chartier crée Onésime, qui se situe en milieu rural. La première planche est publiée dans le numéro de novembre 1943. La bd connaît non seulement le succès, mais une longévité exceptionnelle de 59 ans, survivant à la quasi-disparition des bdq au début des années 1960 et se poursuivant jusqu'en juin 2002,,,,.
Deux recueils d’Onésime sont publiés en 1974 et 1975 aux Éditions de l’Aurore puis un troisième en 1983 par l'éditeur du Bulletin des agriculteurs.
En plus d'Onésime, Albert Chartier dessine, également pour Le Bulletin des agriculteurs, d’octobre 1951 à septembre 1970, Séraphin L’histoire illustrée d’un homme et son péché, sur un texte de Claude-Henri Grignon. La bd est rééditée dans l'album Séraphin illustré en 2010.
Entre 1962 et 1967 il crée des personnages de jeunes femmes nommées tour à tour Suzy, Suzette ou Kiki. Les bd sont brièvement publiées au Danemark et font aussi une courte apparition en France dans Marie-Claire sans l'autorisation de l'auteur. Elles sont reprises en album en 2008 par Les 400 coups,.
En 1963 et 1964 il produit, à la demande du Toronto Telegram, la bd bilingue Les Canadiens, qui est publiée dans 24 journaux, jusqu'en 1967,,.
1944-1945 Le Front ouvrier
Créé en décembre 1944, Le Front ouvrier, journal officiel de la Ligue ouvrière catholique et de la Jeunesse ouvrière catholique, contient une section familiale de jeux et de bd. À partir du premier numéro, on y retrouve une adaptation en bd du roman du terroir Les beaux jours viendront de Charles-Henri Beaupray, probablement dessiné par Paul Leduc, qui raconte l'implication sociale d'un jeune homme qui revient dans son village natal après des études en ville. La bd pleine page se présente sous une forme de tradition française avec texte sous le dessin. Elle est suivie, le 17 mars, par Le trésor du géant, une adaptation d'un roman du terroir d'Henri Lapointe illustré par Paul Leduc. Celle-ci se termine le 4 août 1945, après quoi le journal ne publie plus que des bd étrangères.
1947-1951 Le Petit Journal
Au Petit Journal, alors que La Mère Jasette de Christin, amorcée en 1939, se poursuit, d'autres bdq viennent s'ajouter à partir de 1947.
- Les jeunes talents: Le 7 septembre 1947, le Petit Journal regroupe ses bd dans une section magazine de 16 pages. Une des pages est consacrée à un feuilleton d’un « jeune talent de chez nous ». La première à être publiée est titrée Les Trois copains, de Gilles Gauvreau[bd 70]. Le 7 mars 1948 débute une deuxième série, Jacques D’Iberville par Raymond-Roger Racette, qui se déroule à Montréal à la demande du journal. L’auteur est payé au même prix qu'une bd de syndicate, soit 15 $ par page (équivalent à 180 $ de 2021)[bd 71],[205]. Le 16 mai, le nouveau talent local est Normand Hudon, alors âgé de 18 ans. À la demande du journal sa bd Julien Gagnon, qu'il signe Rémy, est basée sur l’actualité[bd 72]. Le 14 novembre, celui-ci enchaîne avec une nouvelle série nommée Le Cirque Moréno[bd 73] qui se termine le 8 mai 1949, mettant fin aux séries consacrées aux jeunes talents[206].

- Biographies: Du 23 janvier 1949 au 8 octobre 1950, Le Petit Journal publie une série de 46 biographies de personnages historiques de la Nouvelle-France, généralement en deux pages, rédigée par Béatrice Clément et dessinée par Daniel Lareau. Ces bd légendées, sans titre, reprennent le concept des Contes Historiques, mais dans un style plus moderne et plus dynamique[bd 74]. Comme les « jeunes talents », ces deux professionnels sont rémunérés au même prix que les pages vendues par les syndicates des États-Unis, soit 15 $ la page noir et blanc et 25 $ par page couleur. Ces bd sont publiées par la suite dans L’Action catholique, The Ensign, journal catholique de langue anglaise, et trois journaux régionaux. Elles sont également republiées en album sous le titre Parade Historique[207],[208].

- Mouchette: Du 6 août 1950 au 18 novembre 1951, Julien Hébert reprend Mouchette, personnage qu’il a créé précédemment pour la revue François. La bd est sous forme d’histoire à suivre[bd 75], puis à partir du 31 décembre 1950, se transforme en gag d’une page[bd 76],[209].

1947-1955 Les journaux régionaux

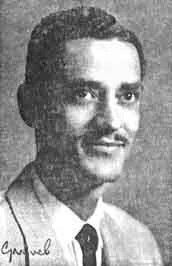
Roberto Wilson

En dehors des biographies ci-dessus, publiées initialement dans le Petit Journal, certains journaux régionaux publient leurs propres bdq.
Le Progrès du Saguenay publie du 8 mai 1947 au 6 octobre 1949 la première bdq de science-fiction, Les deux petits nains de Paulin Lessard, âgé de 16 ans. Bien que sa bd soit commanditée par un magasin de Chicoutimi, l’auteur n’est pas payé. À la place, il reçoit les matrices qu’il peut revendre à d’autre journaux régionaux, ce qui exclut les journaux des grandes villes. Paulin Lessard arrive à vendre sa bd à seulement quelques hebdomadaires. Deux des quatre récits sont repris en albums tirés à 5 000 exemplaires,,,.
Un autre journal de Chicoutimi, Le Régional, publie La caverne au trésor de Roberto Wilson, Haïtien de naissance arrivé au Québec en 1952. La bd, publiée de 1953 à 1955, raconte les aventures d’un journaliste et de son épouse qui recherchent le trésor des Arawaks à Haïti. La série est par la suite diffusée dans quinze hebdomadaires régionaux à travers le Québec,,.
1950-1961 L’Action Catholique
Roberto Wilson publie par la suite un strip quotidien dans l’Action Catholique de 1956 à 1959, Les aventures de Robert et Roland, qui raconte les péripéties de deux jeunes détectives. Le scénario est d’abord rédigé par le directeur du journal, Mgr Paul-Émile Gosselin, puis par Roberto Wilson lui-même,,.
Antérieurement aux bd de Roberto Wilson, L’Action catholique publie des séries historiques, réalisées par Paul-Arthur Turcotte. Ces séries reprennent après la fin de Robert et Roland ,:
| parution                           | titre                                    | sujet |
| ---------------------------------- | ---------------------------------------- | --- |
| 9 juillet au 17 septembre 1950     | La Terreur Blanche                       | |
| 21 janvier au 19 mars 1951         | L'Inoubliable Combat                     | Dollard des Ormeaux                                                                                             |
| 19 octobre 1952 au 18 janvier 1953 | Champlain Père de la Nouvelle-France     | Samuel de Champlain                                                                                             |
| 8 novembre 1959 au 17 janvier 1960 | Les patriotes de 1837-38                 | Rébellion des Patriotes                                                                                         |
| 24 janvier au 3 avril 1960         | Frontenac, sauveur de la Nouvelle-France | Louis de Buade de Frontenac                                                                                     |
| 10 au 24 avril 1960                | L'héroïne de Verchères                   | Madeleine de Verchères                                                                                          |
| 24 juillet 1960 au 7 mai 1961      | Le Chien d’or                            | adaptation d’un roman écrit par William Kirby, inspiré d'une légende québécoise, et traduit par Pamphile Le May |
| 14 mai au 1er octobre 1961         | Les Diables rouges                       | massacre de Lachine de 1689                                                                                     |

1947-1948 The Montreal Standard et La Patrie - Juniper Junction

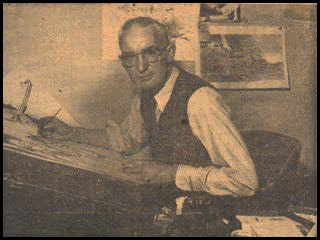
Jimmy Frise

Jimmy Frise dessine pour le Toronto Star depuis 25 ans Birdseye Centre, une des bandes dessinées les plus populaires au Canada. Il souhaite faire publier sa bd aux États-Unis, mais les syndicates exigent une bd couleur, ce que ne lui permet pas le Star.
En 1947, le Montreal Standard l’attire à Montréal en lui promettant de publier en quadrichromie. Il dessine alors Juniper Junction qui reprend l'univers de Birdseye Centre. La bd est syndiquée et commence à être vendue aux États-Unis. Au Québec, elle est traduite et publiée dans La Patrie. Toutefois, le succès est de courte durée car Jimmy Frise décède en 1948,.
1944-1947 La Patrie – La vie en images
La patrie publie de 1944 à 1947 une chronique en dessin de Jacques Gagnier sur des thèmes d’actualité, titrée La Vie en Images. Les planches sont réunies en album en 1946 sous le titre La Plume au vent,,.
1940-1956 Radiomonde
Radiomonde est un hebdomadaire qui porte sur les émissions de radio et la vie (réelle ou embellie) des artistes de la radio. Dans les années 1940, le journal publie deux bdq, puis entre 1951 et 1955 en publie simultanément une dizaine. Presque toutes sont éponymes, portant sur une émission de radio ou un personnage réel ou fictif populaire à la radio. Les bd, généralement humoristiques, sont également des publicités; elles sont généralement accompagnées d’un court texte incitant les lecteurs à écouter leurs personnages et émissions préférés à la radio, aux postes CKVL (Montréal), CKCV (Québec), CHLN (Trois-Rivières), CJSO (Sorel-Tracy) et(ou) CHEF (Granby). Les bd, répertoriées dans le tableau ci-dessous, sont, sauf exception, la propriété du journal; quand un artiste cesse de produire une bd, un autre prend la relève.
| année(s)  | titre                      | auteur(s) | sujet |
| 1940-1941 | Nazaire et Barnabé         | Nangam | D’après le feuilleton radiophonique du même nom écrit par Ovila Légaré et diffusé par CKAC. |
| 1946-1949 | Radiotages                 | Paul St-Jean | Page de potins humoristique. |
| 1951      | Gilles et Compagnie        | Paul St-Jean | Met en scène le comédien Gilles Pellerin. |
| 1951      | Jean Pitou                 | Jack Der | Personnage de l’émission "Variétés-Vaudeville" des postes CKVL, CHLN et CKCV. |
| 1951-1953 | Juliette Béliveau,         | Raymond Deslauriers puis Dick Lucas et brièvement Pierre L’Amarre                                                              | Mésaventures fictives de la comédienne Juliette Béliveau. |
| 1951-1953 | Le Fantôme au Clavier      | Paul St-Jean | Met en vedette les animateurs de l’émission du même nom, Jacques Normand, Gilles Pellerin et Billy Munro. |
| 1951-1954 | Oswald,                    | Frank Laliberté puis Jacqueline Laliberté                                                                                      | Personnage fictif du comédien Omer Duranceau au poste de radio CKVL. |
| 1951-1954 | St.Georges Côté            | Charles Brunet | Porte sur l'annonceur vedette du poste de radio CKCV de Québec. |
| 1951-1954 | Tizoune                    | Gamin, puis Frank Laliberté | Porte sur le personnage burlesque créé par le comédien Olivier Guimond, père. |
| 1951-1958 | Charlotte et Armand Marion | Charles Brunet | Met en scène le comédien Armand Marion et sa marionnette Charlotte de l’émission du même nom. |
| 1951-1958 | Willie Lamothe             | Jacques Der puis Charles Brunet                                                                                                | Aventures fictives du chanteur et comédien Willie Lamothe surnommé « le cowboy québécois ». |
| 1951-1958 | Zézette                    | Paul St-Jean puis André Dubé                                                                                                   | Met en scène le personnage fictif de fille espiègle interprété à la radio par Jeanne Couet. |
| 1952      | L'Ineffable M. Brillant    | Jack Der | D’après le feuilleton policier radiophonique éponyme, lui-même une adaptation du feuilleton radiophonique The Amazing Mr. Malone des États-Unis. Dessiné dans un style qui rappelle celui de Dick Tracy. Réédité en album en 2014 sous le titre Les dossiers de l'ineffable M. Brillant. |
| 1952-1958 | L'Histoire de Dieu         | Dessins de Pierre L'Amare et Jack Young, textes du Père Gaston Fontaine, Marie-Andrée Bertrand et Sœur Marie Raffaella de Sion | Publication sous forme de feuilleton de l'Histoire de Dieu en images publié en album par le Centre de la Bible. Une version écrite par Jean Monté est diffusée le dimanche à la radio.                                                                                                   |
| 1953-1954 | Fous comme Brac            | Galiana | Basé sur l’émission des animateurs et humoristes, Paul Berval, Roger Baulu, Gilles Pellerin, Jacques Normand et la chanteuse Colette Bonheur. |
| 1954-1955 | Docteur Claudine           | Dessin d’André Dubé, texte de Jean Desprez, auteure du radio-roman                                                             | Basé sur le radio-roman éponyme, mettant de l’avant une jeune femme médecin, personnage délibérément en avance sur la réalité contemporaine. |

1955 La Presse
Du 15 janvier au 10 décembre 1955, Odette Fumet raconte dans la page religieuse de La Presse, sous forme de bd légendée hebdomadaire, la vie de Catherine de Saint-Augustin.
1964-1965 Le Petit journal - Akwas
Le Petit Journal publie d'août 1964 à avril 1965 Akwas, de Michel (Mike) Roy, né en 1921 dans la région de la Baie James et expatrié aux États-Unis depuis les années 1940. Le Petit Journal achète la bd du Columbia Newspaper Syndicate et ignore vraisemblablement l'origine québécoise de l'auteur. Akwas, le personnage principal, est un guerrier iroquois et l'action se situe avant l'arrivée des européens en Amérique. Mike Roy, lui-même fort probablement amérindien, parlant cri et inuit, est très au fait des coutumes des Premières Nations et porte une grande attention à la représentation de leurs mode de vie et coutumes. Chaque planche d'Akwas se termine par une case sur le savoir-faire et les coutumes amérindiennes. Mike Roy est par ailleurs, au début des années 1960, vice-président du American Indian and Eskimo Cultural Foundation.
Antérieurement à Akwas, Mike Roy, très prolifique, connaît une carrière fructueuse aux États-Unis auprès de différents éditeurs. Il réalise plusieurs bandes quotidiennes dont The Saint sur un texte rédigé par Leslie Charteris lui-même et où il engage Jack Davis comme assistant avant que ce dernier ne devienne célèbre. En 1955, il crée la série Ken Winston (Private Eye) avec le scénariste Jerry Siegel, co-créateur de Superman. Il réalise également de nombreux comic books. Il dessine aussi Screaming Eagle, sur un scénario de Scott Deschaine, un album de 300 pages qui raconte la conquête de l'Ouest du point de vue des peuples autochtones. L'album paraît en 1998, deux ans après la mort de Mike Roy.,,,.

### Révolution tranquille, contre-culture, nationalisme et printemps de la bdq
Au Québec, après la mort de Maurice Duplessis en 1959, les années dites de Grande Noirceur se terminent. En 1960, avec l'élection des libéraux de Jean Lesage, le Québec entre dans les années de la Révolution tranquille. Parmi les nombreux changements mis de l'avant, le gouvernement, face à la sous-scolarisation des francophones et à la suite du rapport Parent, prend en charge l'enseignement, jusque-là géré par le clergé, en créant le ministère de l'Éducation. Georges-Émile Lapalme crée en 1961 le ministère des Affaires culturelles. Dans un esprit de nationalisme économique, le Québec se dote également d'organismes tels la Société générale de financement et la Caisse de dépôt et placement du Québec. Le nationalisme québécois connaît un regain en même temps qu'il se détache de la religion. Les changements amorcés sous Lesage s'inscrivent dans un changement profond de la société québécoise et sont poursuivis par les gouvernements subséquents,.
En bd, pendant ces années, la production locale, à saveur scolaire, morale et religieuse, disparaît. Dans les grands journaux, qui ont regroupé leur bd de fin de semaine en suppléments couleur volumineux, la bd locale est absente pour des raisons de coût. Le caricaturiste vedette Normand Hudon, qui a lui-même publié à l'âge de 18 ans, en prévient les dessinateurs amateurs dans sa chronique : « N’oublions-pas que la bande dessinée reproduite dans le journal est lue très rapidement. [...] Tous les journaux ne sont pas prêts à remplacer leurs bandes américaines achetées à peu de frais, par des bandes québécoises qui, destinées à un marché relativement restreint, doivent nécessairement commander un prix plus élevé pour assurer à leur auteur un cachet tant soit peu décent. ». En ce qui concerne les revues et albums il n'y a pas encore de production québécoise, mais un début de renouveau venant de l'étranger. En 1965, Georges Dargaud contacte Yves Michaud, directeur de La Patrie, qui, depuis deux ans, distribue au Québec le Journal Tintin. À partir de là on voit arriver au Québec le magazine Pilote et les albums d'Astérix. Ces derniers, qui connaissent ici le même succès qu'en Europe, changent la perception du public; il est alors bien vu de lire de la bd. Les années de croisade anti-comics sont bien finies.
Durant les années suivantes, les Québécois sont exposés aux revues telles que Hara-Kiri, Charlie, L'Écho des savanes. Par ailleurs, dans la mouvance des mouvements hippie et de contre-culture, le magazine Mainmise initie ses lecteurs aux bandes dessinées underground américaines dont celles de Robert Crumb et Larry Welz,,. Le style proposé parle au lectorat québécois, qui apprécie le jeu des images fortes avec la liberté retrouvée dans la mise en page. La vague contre-culturelle et contestataire mondiale, conjuguée au renouveau national, encourage la naissance d'une production locale.
1968-1969 Le Chiendent
C'est en 1968 qu'on assiste aux tout  premiers soubresauts de ce qui a été surnommé le « printemps de la BD québécoise », du titre d'un article de Georges Raby publié dans Culture Vivante, avec la création du Chiendent, groupe composé de Claude Haeffely, Marc-Antoine Nadeau, Michel Fortier et André Montpetit. Le groupe présente trois albums aux éditeurs Alain Stanké et Jacques Hébert qui les considèrent trop marginaux et coûteux. En mars 1969, Paul-Marie Lapointe, rédacteur en chef du magazine MacLean, y publie une aventure de Monsieur Hache de Haeffely et Nadeau. Cette publication n'a pas de suite, car Paul-Marie Lapointe démissionne le mois suivant. Le groupe du Chiendent cesse d'exister en avril 1969. Malgré sa brièveté, certains le considèrent comme déclencheur du printemps de la bdq.
André Montpetit publie par la suite, de 1969 à 1973, une douzaine de bd dont la moitié en deux pages couleurs sous le titre Les grands problèmes de l'humanité, dans Perspectives, supplément de l’édition du samedi des quotidiens du Québec. Son style remarquable dans la publication la plus diffusée du Québec attire l'attention. Plusieurs le considèrent alors comme le chef de file de la bdq. Le caricaturiste Serge Chapleau affirme que « ce qui pouvait sortir de la pointe de sa plume était simplement exceptionnel ». Montpetit cesse abruptement toute création en 1973,,,,,.
1970-1971 Utopisme au carré Saint-Louis

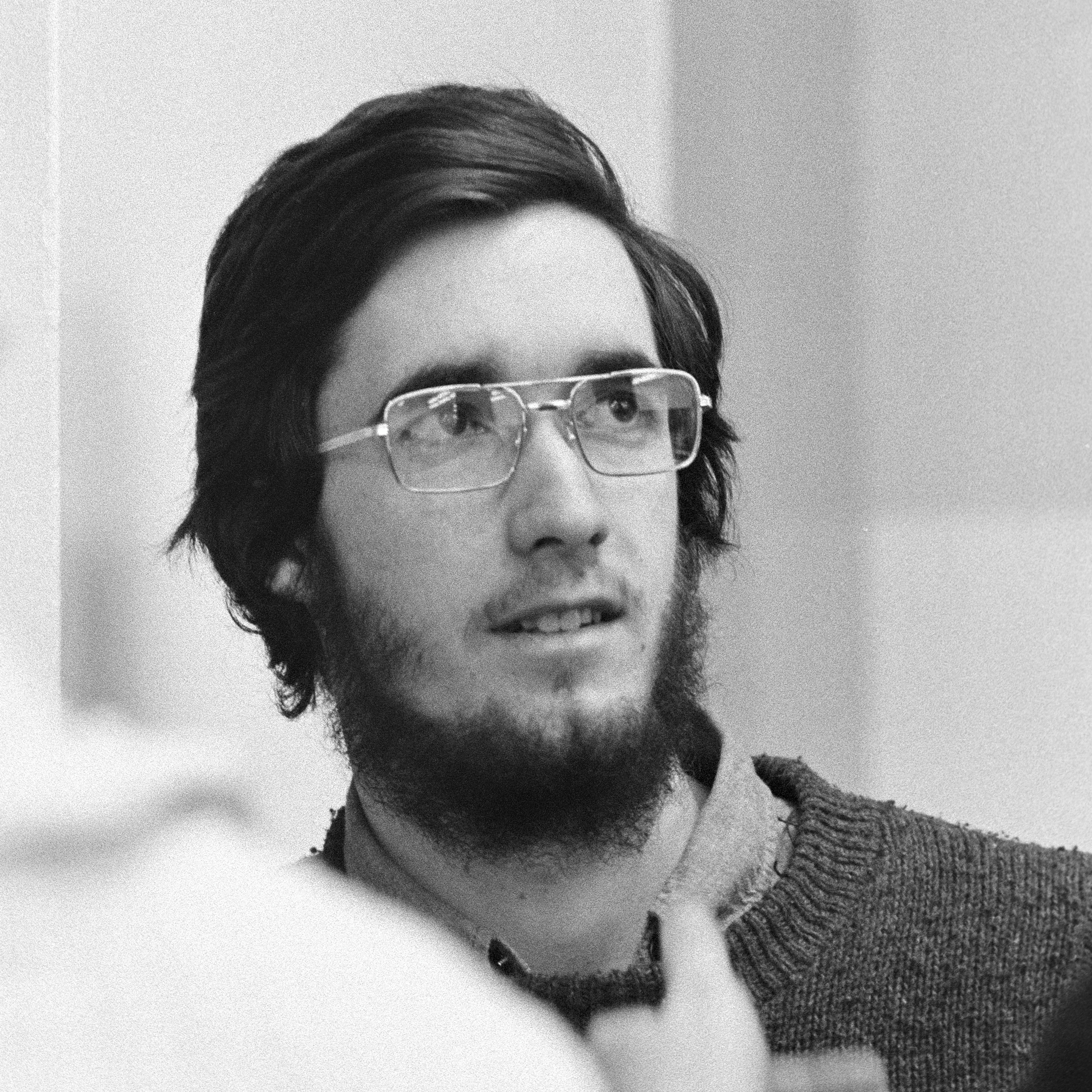
Gilles Tibo en 1973

Plusieurs artistes gravitent autour de la coopérative Atelier-communication-Village au Carré Saint-Louis et de son responsable, Jean Roy, sculpteur, « utopiste », éditeur et de la petite presse Multilith de l'atelier. Parmi ceux-ci, le peintre André Philibert y publie en mai 1970 Oror 70 (Celle qui en a marre tire), album poétique et psychédélique, considéré comme le premier album moderne de la bdq,,. Groupés autour de Philibert, quelques artistes, dont Robert Lalonde, Michel Bujold et Pierre Rambaud, responsable de la chronique Jeunesse à Québec-Presse, publient la même année La Baboune, journal de douze pages en « simili-comique », qui n'a toutefois pas de suite. En décembre de la même année, Tibo (Gilles Thibault), alors âgé de 19 ans, publie à compte d'auteur aux Éditions du Cri de Jean Roy, l'Œil Voyeur, album de 40 pages de bd surréaliste. En même temps, paraît Bonjour chez vous, signé Nimus, premier album de ces années conçu pour la couleur. Ces albums sont produits et distribués de façon artisanale et ne se retrouvent que dans quelques librairies spécialisées. En 1971, Bernard Tanguay publie Le fou de l'empereur des fous du roi se sent mal, un récit poétique sous forme de jeu de cartes,,,,,,.
1969-1973 Bd politique

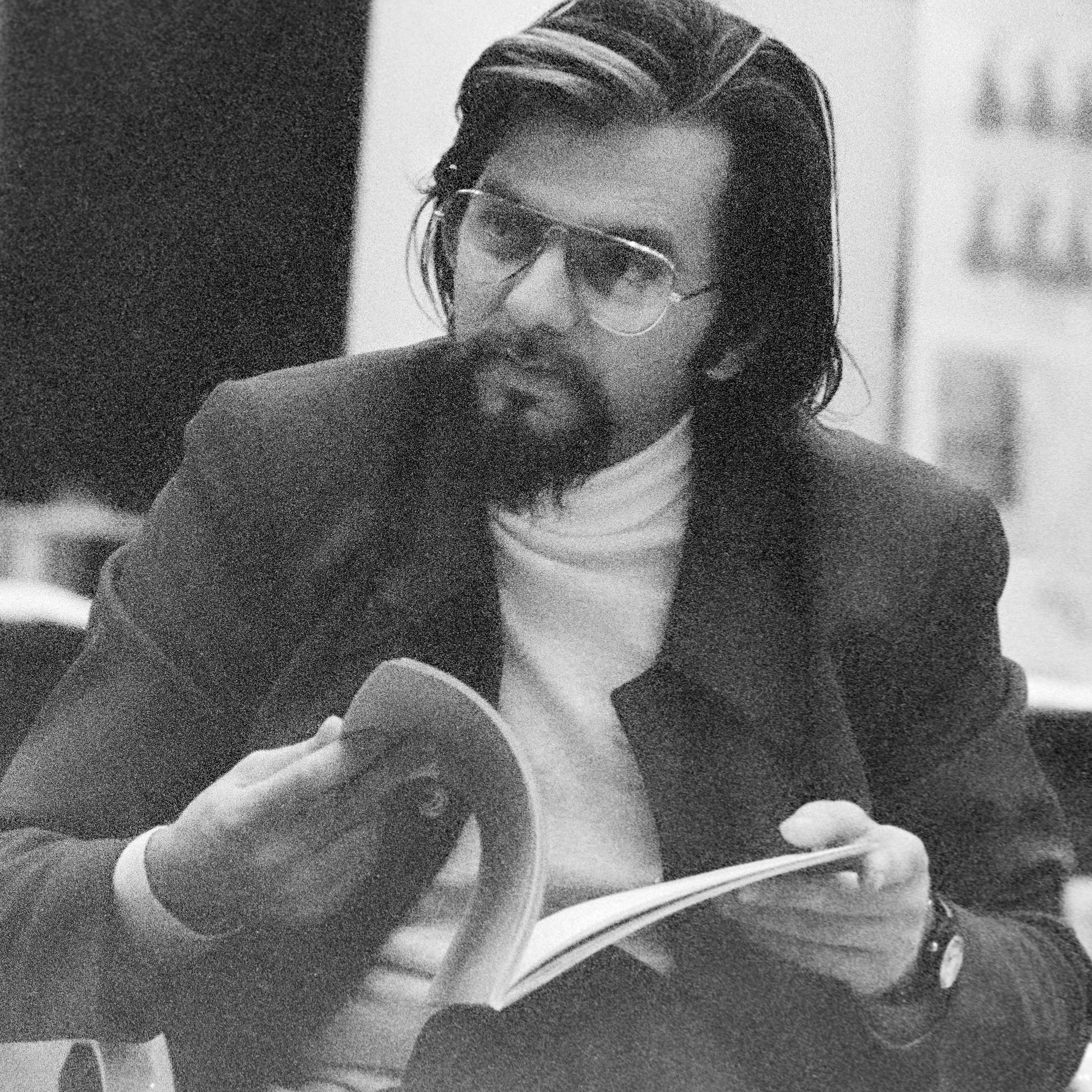
Pierre Dupras en 1973

Pratiquement délaissée depuis le déclin de la presse satirique vers 1910, la bd de nature politique et sociale réapparait. Pierre Dupras, qui a précédemment publié des dessins d'humour dans François, produit une bd politique dans l'hebdomadaire Québec-Presse, publié de 1969 à 1974 et engagé dans les luttes syndicales, indépendantistes et féministes,. Dupras publie en 1971 aux éditions Québec-Presse La Drapolice, une charge virulente contre le maire de Montréal, Jean Drapeau. L'année suivante, il revient avec La Bataille des chefs, où il s'en prend aux partis politiques fédéraux alors en campagne électorale,,,,,.
En 1971 et 1973, Léandre Bergeron et Robert Lavaill publient L'histoire du Québec illustrée, en deux tomes, qui portent sur le régime français et la conquête. La représentation des nobles, ecclésiastiques et militaires y est très critique, aux antipodes des Contes historiques de la SSJB. C'est le premier succès commercial d'album de bdq. Les deux volumes connaissent plusieurs rééditions ainsi qu'une version en anglais publiée à Toronto et une édition publiée en France sous le titre Contre-histoire du Québec par les éditions Savelli,,,.
De son côté, la CSN édite Chers zélecteurs, un pamphlet politique de Jean-Paul Landry sur les élections fédérales de 1972, sous forme de caricatures et de bd, qui vise Pierre-Elliott Trudeau, Robert Stanfield et Réal Caouette. La même année, Jesús Liceras et Robert Toupin transposent en Nouvelle-France les acteurs politiques du moment dans Élection à Québecq (sic). En 1975, Liceras et Toupin vont revenir avec Les Habits rouges qui reprend le personnage de Ti-Jean le Québécois, mais la dimension politique du premier album est absente,,.

### 1970-1978 Les revues, première partie: les groupes indépendants
Dans les années 1970, plus de trente groupes se forment dans le but de publier des revues et fanzines de bd. Ceux-ci naissent en grande majorité dans le milieu estudiantin des cégeps, créés en 1967, et des universités. Leur durée de vie est courte, au maximum trois ans. Les raisons invoquées sont nombreuses : financement inadéquat, problèmes de distribution, contenu trop marginal, manque de savoir-faire en gestion, etc.
Toutefois, en l'absence de lieux de formation spécialisée, ces groupes représentent un banc d'essai pour les créateurs et éditeurs de bd. Les observateurs de la bdq constatent que la qualité et le professionnalisme s'améliorent globalement au fil du temps ainsi qu'à l'intérieur d'une même publication.
Par ailleurs, si les publications sont individellement éphémères, on constate que plusieurs noms reviennent dans plusieurs titres, et que celles-ci contribuent néanmoins au développement des créateurs les plus persistants. C'est le cas notamment de Réal Godbout, Pierre Fournier, André-Philippe Côté, Garnotte (Michel Garneau), Serge Gaboury et Bado (Guy Badeaux). Certains, tels Jacques Hurtubise, y développent également leur savoir-faire en édition,,,.
1970-1971 Ma(r)de in Kebec
La première de ces publications, Ma(r)de in Kebec, naît à Sherbrooke en juin 1970. Les deux créateurs, Fernand Choquette et André Boisvert, encore étudiants dans une école secondaire, produisent et distribuent eux-mêmes les 500 exemplaires du numéro 0. Par la suite, Made In Kébec, qui perd éventuellement son « r », voit le nombre de contributeurs, le nombre de pages et le tirage augmenter, jusqu'à 4 000 copies. Les numéros deux et trois sont imprimés au carré Saint-Louis. André Philibert y reprend ses personnages d'Oror. Nimus y publie également. Le magazine devient rapidement populaire auprès des créateurs et reçoit quatre fois plus de planches qu'il n'en publie. Toutefois, le groupe, maintenant dispersé entre Sherbrooke, Québec et Montréal, connaît la mésentente. Un administrateur nouvellement arrivé au numéro quatre ne peut résoudre les difficultés et la publication cesse. Le groupe fusionne par la suite avec L'Hydrocéphale illustré, dont il est question plus loin,,,.
1971-1973 BD

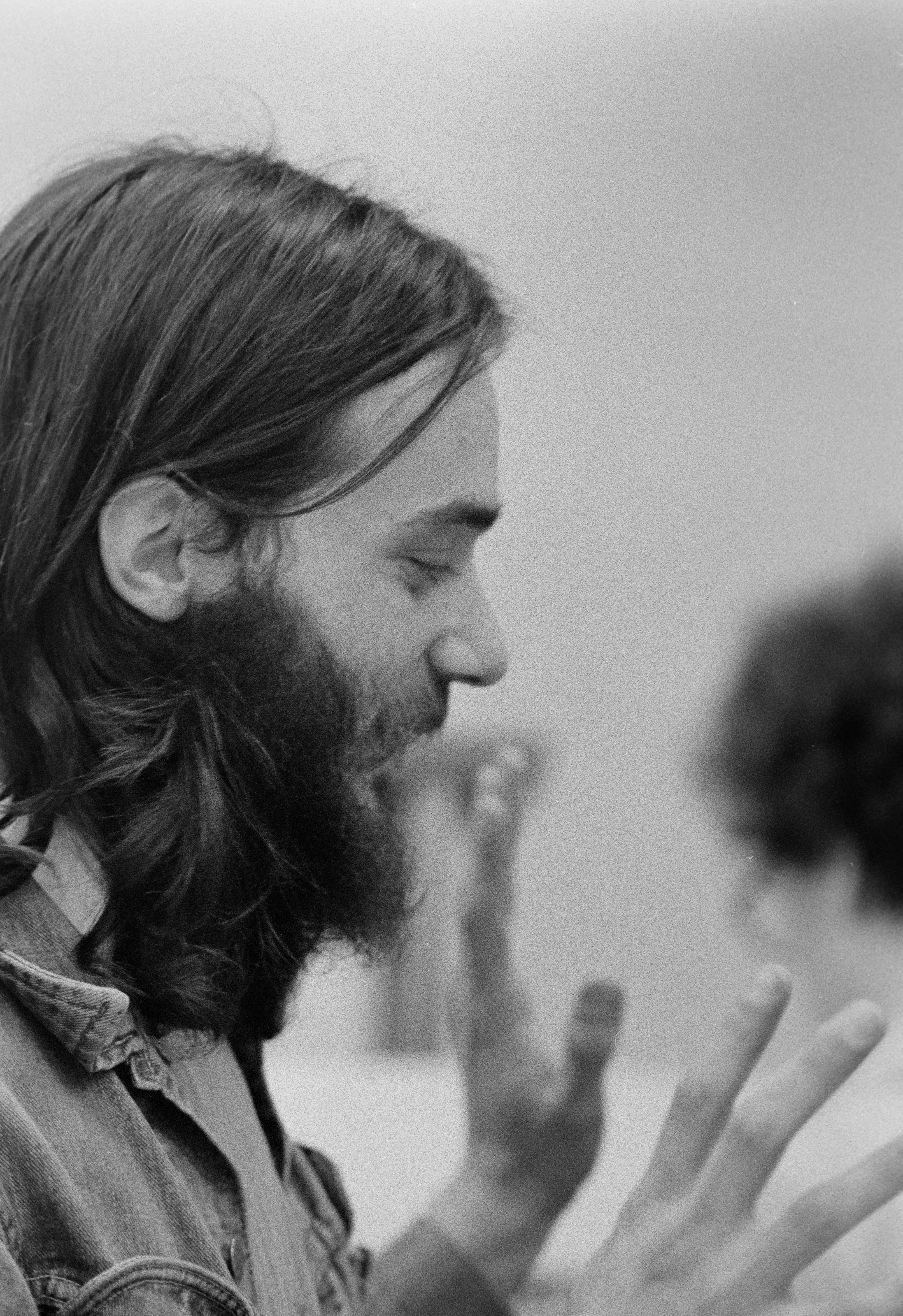
Réal Godbout en 1973

Gravitant autour de l'atelier-imprimerie du Village, un groupe sous la direction de Pierre Rambaud, qui a participé à La Baboune, lance une nouvelle revue, BD. On y retrouve notamment André Philibert, Gilles Tibo, Réal Godbout, Jean Bernèche, Pierre Dupras, Marc-Antoine Nadeau, Michel Fortier, Michel Tassé, André Myette et Fernand Choquette. La rédaction est située dans les locaux du journal Québec-Presse et utilise le service de diffusion de celui-ci pour sa distribution. Un premier numéro prototype est publié au printemps 1971. Les premiers numéros sont publiés à un rythme sporadique. À l'automne 1971, le groupe organise un stage de l'Office franco-québécois pour la jeunesse, auprès d'auteurs et d'éditeurs français, auquel se joignent des membres de l'Hydrocéphale (voir ci-dessous). Puis, en 1973, BD devient pendant l'espace de quelques mois la première revue de bdq publiée régulièrement. Le contenu est composé de bd humoristiques, expérimentales et satiriques. Jean Bernèche y introduit son personnage Rodolf, qu'il reprendra plus tard. Réal Godbout y publie plusieurs histoires dont un pastiche de la série télévisée Opération mystère. La publication cesse subitement après le numéro double 6-7,,,,.
1971-1974 L'Hydrocéphale, Le Capitaine Kébec et L'Illustré
Au printemps 1971, Jacques Hurtubise et Gilles Desjardins, étudiants à la Polytechnique et à l'Université de Montréal, veulent publier un journal de bd sur la campus de l'université. Le projet se mue, à l'aide d'emplois étudiants du programme Perspectives-Jeunesse du Secrétariat d'État, en la publication du premier numéro de l'Hydrocéphale Illustré, tabloïd noir et blanc distribué gratuitement dans les universités et cégeps. Un deuxième numéro, vendu 25¢, voit le jour en mai 1972. Outre les deux initiateurs de la publication, y sont présents notamment Guy Lacoste, Françoise Barrette, Réal Godbout, Michel Demers, Carol Chassé et Johanne Vermette.

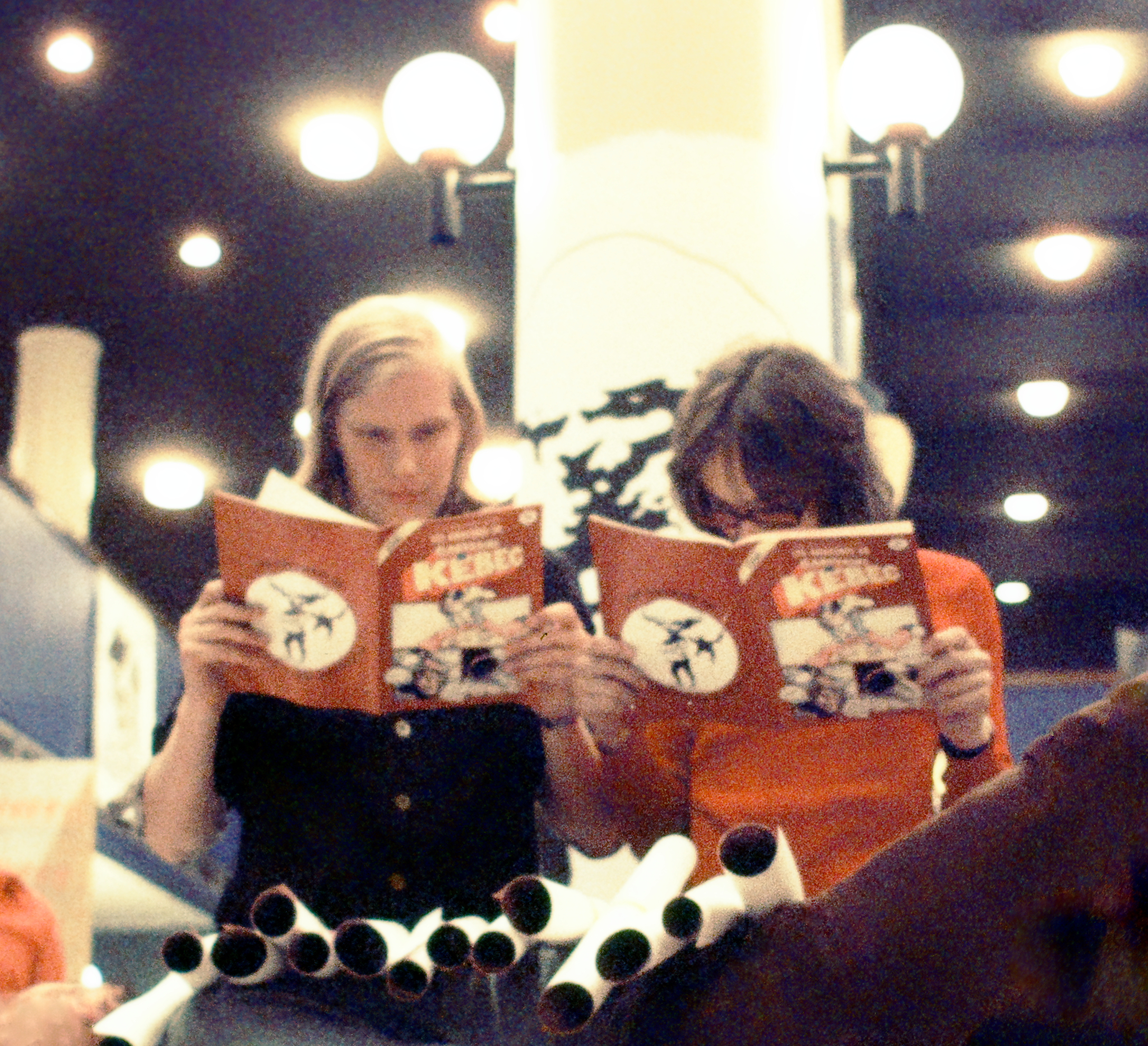
Jacques Hurtubise et Pierre Fournier lisant le Capitaine Kébec en 1973

L’équipe décide alors d’améliorer ses connaissances et de se structurer avant de continuer à publier. Pierre Fournier se joint au groupe; grâce aux contacts de celui-ci, l'équipe se rend à New-York en 1972 et 1973 lors du Comic Art Convention et fait des rencontres avec des éditeurs, artistes, Feature Syndicates, ainsi qu’avec le milieu de la bd underground des États-Unis. En 1973, le groupe est invité à y présenter la bande dessinée québécoise.
Par ailleurs, Hurtubise et Tibo produisent à l'été de 1972 le Guide du parfait petit dessinateur québécois de bandes dessinées, une brochure de 24 pages qui constitue la première analyse de marché de la bdq. À la suite de cette étude est créée une tentative de réponse aux syndicates américains, la coopérative Les Petits Dessins.
Par ailleurs, l’équipe fusionne avec celles de Made in Kébec et de Kébec Poudigne et organise en septembre 1973 le festival-exposition Le Show de la bande dessinée du Québec à l'Université de Montréal. Il y fait le lancement des Aventures du Capitaine Kébec, sur un scénario de Pierre Fournier, assisté de Réal Godbout et Jacques Hurtubise, et dessins de Pierre Fournier. Le personnage devient « l’icône symbolique de toute la BDK de cette époque ». L'auteur belge André Franquin fait un clin d’œil au personnage dans une de ses bandes dessinées de Gaston Lagaffe.
Malgré la vente de 12 000 copies, la suite des aventures ne voit pas le jour. Par contre, L'Illustré #8, annoncé à la dernière page, paraît l'année suivante. On y retrouve non seulement des bandes dessinées, mais aussi des textes humoristiques, des dessins d'humour et un roman-photo, le tout signé Godbout, McKale, Bernèche, Tibo, Hurtubise, Choquette et Bolduc. On y reconnait un style et un contenu qui préfigure Croc,,,,,,,,,.
1971 Pizza Puce
Pizza Puce est réalisée par des étudiants en Arts visuels de l'Université Laval. Les bd sont de tendance anarchistes et surréalistes. Parmi les collaborateurs du seul numéro paru, seul Emmanuel Nuño publie par la suite, dans Le Soleil et Perspectives,,.
1973-1975 Patrimoine, Main-basse et Plouf

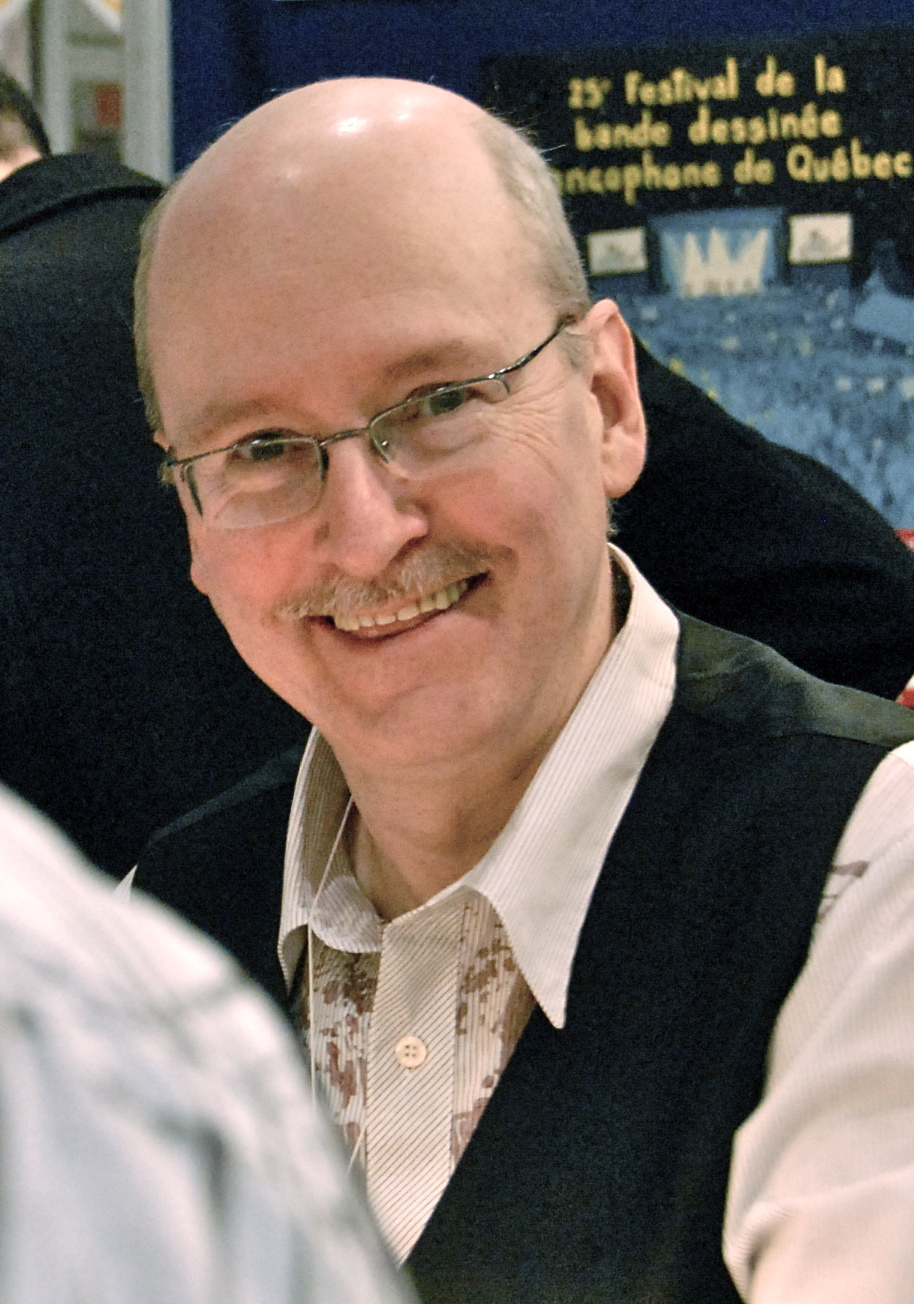
Mario Malouin en 2012

Et 1973 et 1974, apparaissent successivement trois magazines de bd dans la réion de Québec. En avril 1973, Louis Rémillard, alors âgé de 17 ans, et Pierre Jalbert fondent Patrimoine. Parmi les membres de l'équipe, on trouve Claude Fruchier, qui sera à l'origine du Petit Supplément Illustré de Mainmise, André-Philippe Côté, Mario Bolduc, Toufik (Toufik El Hadj-Moussa) et Marc Chaloult. Le contenu des quatre numéros est principalement humoristique. Toufik y publie ses premières bd de science-fiction. La revue cesse de publier au premier trimesrte de 1974, moment où est publié Main Basse, tabloïd hebdomadaire de satire politique, où on trouve des bd de Raymond Bonin, Carl Daoust, Mira Falardeau et André-Philippe Côté. Parmi les rédacteurs, se trouve Roch Côté, futur journaliste au Jour et cofondateur de Croc. Quelques mois après la disparition de Main-basse en avril, apparaît à l'île d'Orléans Plouf, dirigé et imprimé par Mario Malouin, qui recrute son équipe parmi les dessinateurs qu'il a côtoyés lors de ses études en Arts plastiques au cégep de Sainte-Foy. On y retrouve André-Philippe Côté, ainsi que Serge Gaboury, Marc Auger et Paul Béliveau. La publication cesse après le deuxième numéro, en février 1975,,.
1973-1976 La Pulpe et Graf iti
En février 1973, Cinésources 10, un organisme à but non lucratif franco-ontarien en audio-visuel, publie le premier numéro de La Pulpe, qui se décrit comme un mensuel régional de l'Outaouais mariant les cultures québécoise et franco-ontarienne. La publication est dirigée par Gilbert Bélisle et comprend une quinzaine de collaborateurs. Le premier numéro, de format tabloïd, comprend des articles divers, illustrations et bandes dessinées. À partir du deuxième numéro, la bd est regroupée dans un supplément de 32 pages et, à partir du cinquième numéro, devient un magazine de bd, qui se poursuit jusqu'au numéro 9, en mai 1975. Par la suite, la publication cesse d'être un magazine de bd le temps d'un dernier numéro, principalement consacré à un dossier de 40 pages sur la colonisation de l'Outaouais. Parmi les contributeurs de La Pulpe, on retrouve Jean-Pierre Ricard, qui participe à tous les numéros et transporte plus tard ses personnages de schizoïdes dans Croc, ainsi que Paul Roux, qui apparaît dans le dernier numéro dans une chronique pour débutants. Jacques Boivin, aussi, qui poursuivra sa carrière en bd, notamment en publiant la série Fluffhead distribuée dans plusieurs journaux anglophones par le syndicate Miller Services de Toronto. Il dessinera également une version anglophone de la bd Mélodie de Sylvie Rancourt pour l'éditeur underground Kitchen Sink Press des États-Unis,,,.
Plusieurs membres de La Pulpe reviennent au début de 1976 dans une nouvelle revue nommée Graf iti, sous la coordination de François Poirier. Se joignent à eux des membres de Made In Kébec et L'Écran : Fernand Choquette, Gilbert Bolduc et Robert Breton. Au deuxième numéro, se joignent Jacques Hurtubise, Pierre Huet, Tibo et Daniel McKale. La publication n'a toutefois pas de suite.
1974 L'Écran
À l'hiver 1974, Dan May (Daniel Racine), Léo Brodeur et Denis Bachand, de la région de Sherbrooke, se fixent comme objectif de publier une revue de qualité « internationale ». Le premier numéro de L’Écran paraît en juin, entièrement sur papier glacé et partiellement en couleur. Les bd sont dessinées en quasi-totalité par Daniel Racine, qui fait preuve d'une grande polyvalence dans des styles réaliste, pointilliste, onirique et humoristique. Clémence Desrochers y est présente à titre d'invitée du mois. Léo Brodeur, Denis Bachand et André Carpentier participent à la rédaction. D'autres contributeurs s'ajoutent à partir du deuxième numéro dont Michel Fortier et Claude Haeffely du Chiendent, Richard Langlois, Jacques Samson, Tibo, Fernand Choquette, Yves Poissant, Madeleine Morin et Trud Fiset. Robert Charlebois est l'invité du mois de septembre. Malgré une amélioration constante de qualité à chaque numéro, les ventes ne dépassent pas 5 000 exemplaires, loin du seuil de rentabilité de 15 000 copies, et la publication cesse au quatrième numéro,,,,,.
1975-78 Le petit supplément illustré, de Mainmise, et Baloune
À partir de mars 1973, le mensuel contre-culturel Mainmise, qui publie déjà des bandes dessinées underground américaines (telle Fritz le chat) et parfois françaises (notamment de L'Écho des savanes), publie graduellement des bd québécoises. Le principal dessinateur est Claude Fruchier. Yves Poissant reprend son personnage Prince Volant apparu dans L'Écran no 4. Le numéro de novembre 1974 est un « Spécial bandes dessinées québécoises » où on retrouve Claude Fruchier, Yves Poissant, Christine Laniel, Jean Bello et Bado. Le numéro d'août de chaque année est un « spécial comix »; celui de 1975 est majoritairement composé de bd québécoises de Poissant, Fruchier, Bado et Toufik. Puis, à partir de décembre 1975, Mainmise décide de jouer le rôle d'incubateur de magazine de bd en incluant dans ses pages le Petit supplément illustré qui vise à devenir une publication autonome. Le premier numéro contient entre autres la première véritable aventure de Michel Risque, qui devait paraître dans l'Illustré no 9. Les auteurs du Supplément délaissent les expérimentations des revues précédentes et présentent des récits plus structurés. Le spectre des styles s'élargit; outre la satire et l'humour, il y a du policier, de la science-fiction et du fantastique. Fruchier et Poissant profitent du Festival international de bd de Montréal, tenu à l'Université de Montréal, pour rencontrer et recruter des auteurs. Outre les bédéistes précédemment publiés dans les pages de Mainmise, on retrouve notamment Charles Montpetit, René Gratton (Grane), Michel Breton, Fernand Choquette et Robert Davidts. Le neuvième et dernier numéro est entièrement constitué de La Fuite, album non publié de Daniel Racine.
Fruchier et Poissant donnent suite au projet de créer une publication autonome en lançant Baloune. Le cercle de collaborateurs s'agrandit pour inclure notamment Garnotte (Michel Garneau), Cédric Loth, Vittorio et Gité (Jean Turgeon). La revue, qui n'est pas distribuée dans les kiosques à journaux, mais seulement en librairie, ne fait aucun profit, bien que les auteurs ne soient pas payés. Elle se termine au numéro 6, en mars 1978,,.
1976-77 Prisme
En 1970, alors étudiant à l'École des arts graphiques de Montréal, Jean-Marc Côté rencontre Fernand Choquette de Ma(r)de in Kébec, ainsi que les éditeurs de BD et l'Hydrocéphale. En 1974, en tenant compte des expériences de ceux-ci, il décide de lancer sa revue de bd, Prisme, en contrôlant les coûts : tirage limité à 3 000 copies et dimensions de 21,5 × 15 cm pour réduire les coûts d'impression. Le déficit anticipé est comblé par l'atelier de typographie qu'il détient avec Monique Labrecque. Le premier numéro est publié en mars 1976. On y retrouve des noms connus des amateurs de bd, tels Choquette, Tibo et Toufik et des reprises de bd publiés dans les journaux (Le Sombre Vilain d'Hurtubise, Rodolphe de Bernèche, et autres). D'autres artistes s'ajoutent dont le dessinateur d'origine française Patrick Moerell, ainsi que Serge Ferrand et Michel Breton, qui connaîtra par la suite une carrière dans la bd en Belgique et en animation aux États-Unis. Malgré sa qualité, Prisme est édité à perte et cesse au huitième numéro,,,,.
1977 Pignouf dans Spirou
D'août 1976 au début de 1977, Simon Labelle (Silab) et Charles Montpetit créent, pour s'amuser, un pastiche du périodique belge Spirou, reproduisant toutes les bd vedettes du magazine. Alors qu'ils vendent le fanzine au festival de la bd de l'Université de Montréal, Charles Montpetit y rencontre Peyo qui repart avec des copies. Ce dernier, avec André Franquin et Yvan Delporte font en sorte que Pignouf remplace le supplément Le Trombone Illustré dans les numéros 2053 et 2054 de Spirou en août 1977.

### 1971+ Les revues, deuxième partie: les éditeurs
Dans les années 1970, la revue féminine Châtelaine publie pendant quatre ans des bd, tour à tour de Marie Cinq-Mars, Andrée Brochu et Mira Falardeau. Cette dernière y tient également une chronique sur la bd,,. C'est la seule revue établie s'adressant à une clientèle adulte à le faire. Les autres éditeurs, Pauline et Héritage, visent une plus jeune clientèle.
1971-1995 Les éditions Paulines - Vidéo-Presse
En 1914, à Alba en Italie, est fondée la Société de saint Paul, congrégation religieuse dont le but est l'évangélisation par la presse, le cinéma et tous les nouveaux moyens de communication. Les membres de la société deviennent présents dans plusieurs pays du monde et gèrent des stations de radio, de télévision et des maisons d'édition. Au Québec, ils créent en 1956 les Éditions Paulines qui publie à partir de 1971 le magazine jeunesse Vidéo-Presse. Ce mensuel est publié dix fois par an, de septembre à juin, jusqu'en 1995, sans jamais être rentable; la maison d'édition éponge un déficit annuel de 75 000 à 100 000 $. Sa formule est inspirée en partie du magazine paulinien Il Giornalino et se présente comme étant un outil pédagogique. Jusqu'à 80 % des écoles s'y abonnent. Le magazine, imprimé à Alba, contient des bd, essentiellement italiennes dans les premières années. Quelques bd québécoises y sont néanmoins présentes. Les troisième et quatrième années, Pierre Renaud y publie Christophe, le criquet qui critique, bd de commentaire social. À partir de la quatrième année, on voit apparaître des planches humoristiques de Gabriel de Beney ainsi que le récit du personnage saguenéen Alexis le trotteur. Cette dernière bd est toutefois dessinée en Italie par Bos et Blaise (Giovanni Boselli et Corrado Blasetti). En 1975-76 et 1978-80 Gabriel de Beney publie Les belles histoires du Paradis terrestre enfin racontées. Yves Perron publie en 1978-79 un récit à suivre ayant comme personnage principal Tatosuk, une scientifique inuite. À partir de 1980, la revue change de directeur et davantage de bd québécoises sont publiées, signées Tristan Demers, Marie-France Guy, Louis Paradis, Charles Vinh, Federico Sanchez, Toufik et Zoran,,,,,,.
1976-77 Les éditions Héritage
En 1968, la maison d'édition Héritage, pour combler les temps morts d'utilisation de ses presses, se lance dans l'édition de traductions de comic books des États-Unis. L'opération est un succès commercial inespéré et Héritage en vient à publier plusieurs dizaines de titres par mois, issus de plusieurs éditeurs (Marvel, DC, Disney, Archie,...). En 1976, Henri Desclez, ex-rédacteur en chef du journal Tintin, arrivé depuis peu au Québec, propose à Héritage Brisebois et compagnie, un comic book « typiquement québécois ». Le premier numéro paraît en 1976, entièrement dessiné par Desclez, avec la participation au scénario de son épouse Andrée Brault. Les deux derniers numéros, 8 et 9, contiennent une chronique Banc d'essai de la bande dessinée québécoise, où apparaissent Serge Ferrand et Toufik.
Héritage revient brièvement aux bd québécoises en 1979 avec Odyssée, au contenu de science-fiction, fantastique, polar et humoristique. Malgré les ambitions du directeur Robert Schoolcraft, la revue s'arrête au deuxième numéro. Outre Schoolcraft, Charles Vinh, Zoran et Serge Ferrand y participent.,,,,,.

### 1970-1981 Les produits dérivés de la télé
1970-1978 Capitaine Bonhomme, Nestor, Patof et M. Tranquille
Le Capitaine Bonhomme apparait en 1962 sur les écrans de la nouvelle station Télé-Métropole à Montréal. Misant sur le succès de cette série télévisée pour enfants, les éditions Héritage lancent, en format comic book, Les Aventures du Capitaine Nicolas Bonhomme; les Peanuts sont cuites, dessiné par Gui Laflamme sur un scénario de Michel Noël (pseudonyme Michel Servani), créateur et acteur du personnage à la télé. Héritage ne donne pas suite à ce premier épisode. En 1973, Dynamite et...Tequila, un album cartonné, est produit en coédition par Hatier (Paris) et Mondia (Montréal) sur un scénario de Michel Noël et dessin de Bernard Groz, qui fait les illustrations des péripéties du capitaine à la télé. La suite annoncée en couverture arrière n'est pas publiée.
Toutefois, le premier personnage de Télé-Métropole à apparaître en bd n'est pas le Capitaine Bonhomme, mais Nestor, créé en 1970 par Claude Blanchard. Celui-ci enregistre des disques, qui atteignent même le sommet du palmarès, et a sa propre bd dans le Photo-Journal à partir de mars 1971. Celle-ci, créée par Marc Chatelle et Éric Thomas, se poursuit jusqu'en septembre 1972. Comme les autres personnages de Télé-Métropole, Nestor n'est pas toujours estimé de la critique, ce qui affecte négativement la perception de la qualité de la bd,,.
Pendant ce temps, apparaît à l'émission du Capitaine Bonhomme le personnage du clown Patof, qui connait un énorme succès au point d'animer sa propre émission pour enfants à partir de 1973 et ce, jusqu'en 1976. Le contrat qui lie Télé-Métropole et Jacques Desrosiers, qui personnifie Patof, ne contient pas de clause concernant les produits dérivés. Ce dernier enregistre le personnage à son nom et commercialise ou accorde des licences d'utilisation du nom Patof pour une foule de produits dérivés : disques, pyjamas, recueils de blagues, shampoing, livre de recettes, et même de la saucisse. Trois albums de bd paraissent alors. Les deux premiers, publiés en 1973 et 1974, sont dessinés par Georges Boka sur un scénario de Gilbert Chénier, concepteur et scripteur de l'émission. Comme pour les albums du Capitaine Bonhomme, l'accueil critique est mitigé. Le troisième album, publié en 1976, écrit et dessiné par François Ladouceur (fils de Jean-Paul Ladouceur) est considéré comme le plus réussi. Précédemment, Patof était également apparu, en 1972 et 1973, dans l'hebdomadaire Photo-Journal, sur un scénario de Robert Toupin et dessiné par Jesús Liceras.
En 1976, Patof revient dans une nouvelle émission où il partage la vedette avec la marionnette Monsieur Tranquille de Roger Giguère. Le nouveau personnage a droit à sa propre série de six comic books publiés par Héritage et dessinés par Henri Desclez sur des textes de Claude Leclerc, auteur des scénarios à la télé. Le contenu du premier comic book est également publié dans le Photo-Journal en 1977-1978,,,,,,.
1973-1978 Bobino, Nic et Pic
Le service des droits dérivés de Radio-Canada et les éditions Héritage mettent sur le marché en 1973 et 1974 deux albums de péripéties des personnages de l’émission pour enfants Bobino. Les textes sont du créateur de l'émission, Michel Cailloux, et les dessins du français Norbert Fersen. Ce ne sont pas les premiers produits dérivés de l'émission; Héritage produit déjà des albums à colorier, cahiers d'activités et casse-têtes. Les planches des albums sont reprises dans l'hebdomadaire La Patrie en 1974 et 1975.
Radio-Canada et Héritage récidivent avec les personnages d'une autre série télévisée créée par Michel Cailloux, les souris Nic et Pic. Six albums sont publiés entre 1974 et 1977. Les textes et dessins sont du tandem Serge Wilson et Claude Poirier, qui a débuté en 1973 dans les pages de BD. En 1977 et 1978 paraissent chez Héritage six numéros de Nic et Pic Magazine, entièrement réalisés par Henri Desclez avec la participation de la scénariste Andrée Brault. Nic et Pic sont également publiés dans l'hebdomadaire Photo-Journal durant ces deux années,,,,,,,.
1980-1981 Capitaine Cosmos
Héritage publie en 1980 une dernière série issue d'un personnage de la télé, Capitaine Cosmos, de l'émission Les Satellipopettes où des jeunes font compétition dans un décor spatial pour gagner des morceaux de robots. L'adaptation en bd est réalisée par Robert Schoolcraft sur des scénarios de Raymond Turcotte, recherchiste de l'émission. Malgré la grande popularité des Satellipopettes, la bd, mal reçue de la critique et du jeune public, cesse après six numéros,,.

### 1972-1975 Les albums
Outre les bd de nature politique et les produits dérivés dont il a été question précédemment, il se produit un nombre assez limité d'albums dans la décennie 1970.
1972-1978 Les Éditions Héritage
Après la publication, en 1972, d'un unique album des Aventures du lieutenant Guy Vincent, réalisé par Gui Laflamme, Héritage revient en 1974 avec une collection « Albums Héritage », composée de petits albums de 16 pages en couleur. Robert Hénen y publie trois albums de science-fiction intitulés Le grand silence ou Sharade aventurière de l'espace. On y trouve également trois albums de Monsieur Petitpois où des personnages de Gabriel Bastien échangent des réflexions philosophiques et poétiques.
Wilson et Poirier publient de 1976 à 1978 Contes de mon pays, une série de six albums inspirés du recueil de contes franco-ontariens Les vieux m'ont conté du père Germain Lemieux.
En 1978, paraît également Québec Humour, un unique album collectif dirigé par Henri Desclez,,,.
1973-1976 Bojoual
Entre 1973 et 1976 paraissent trois albums cartonnés en couleur de Bojoual, le « Huron-Kébékois » de J. Guilemay (Jean-Guy Lemay). L'accueil critique est négatif. On reproche à la série un dessin approximatif, mais surtout un univers trop fortement inspiré de celui d'Astérix. La critique n'empêche toutefois pas l'éditeur Mondia de déclarer des ventes atteignant 50 000 copies, ce qui est considérable au Québec. Même si ce nombre est parfois mis en doute, il est admis qu'il demeure élevé et possiblement le plus gros succès de vente jusque-là,,,,,.
1975 On a volé la coupe Stanley
Du 6 août 1975 au 19 juin de l'année suivante, Jean-Pierre Girerd, caricaturiste à La Presse, et Jacques Lemieux (Arsène), journaliste sportif au même journal, y publient On a volé la coupe Stanley. La bd est publiée en album en 1975 et connait un gros succès. Elle raconte les péripéties comiques des policiers Berri et DeMontigny (qui tirent leur nom de la station de métro alors nommée Berri-de-Montigny) pour retrouver la fameuse coupe de hockey,,,,.

### 1968-1980 La presse
Dans les journaux nord-américains, Québec inclus, la bd est très populaire et les suppléments de fin de semaine, pleine page et en couleur abondent. Comme le rappelle Perspectives, « Une enquête effectuée en 1975 a démontré que 85 p.c. des lecteurs de quotidiens américains commencent la lecture de leur journal par la page des bandes dessinées. ». Cette bd provient majoritairement depuis 1909 des syndicates américains et est également, au Québec, dans une moindre mesure, d'origine franco-belge. Une bdq plus discrète est néanmoins présente. En dehors de l'exceptionnel Albert Chartier qui, comme on l'a vu plus haut, continue à publier depuis 1943, on dénote, de la fin des années 1960 à 1980, une présence de la bdq dans divers journaux.
1968+ Perspectives
Perspectives, une initiative du Soleil de Québec, est un supplément de fin de semaine, de format tabloïd et en couleurs, vendu aux plus grands quotidiens du Québec. Cette diffusion lui permet de rejoindre trois millions de lecteurs, ce qui représente presque la moitié de la population de la province dans les années 1970. Ce supplément contient à l'occasion des dessins d'humour et des bandes dessinées, généralement en format demi-page. Gilles Tibo, Emmanuel Nuño, Mira Falardeau, Jean Turgeon (Gité), Michel Lauzière, Daniel McKale et Jean Bernèche, entre autres, y sont publiés. Même si la publication n'a rien de contre-culturel, le rédacteur en chef, Pierre Gascon, publie néanmoins en 1969 André Montpetit du Chiendent sur deux pages en couleur, après lui avoir d'abord dit : « Mais ce n'est pas pour nous cette bande, André, ça va toucher au plus 10 000 personnes »,. Michel Ouellette, chroniqueur de la bdq, écrit « Perspectives fut la première revue straight à ouvrir ses portes à la b.d. d'ici. Il faut leur donner le crédit. »,,,,.
1969-1975 Le Soleil
Avec Perspectives, Le Soleil est un des premiers journaux à publier de la bdq à la fin des années 1960. Emmanuel Nuño y publie Triston en 1969 et 1970. Cette bd est suivie, de 1971 à 1973, de l'Homme impossible de Pierre Thériault. Celui-ci revient en 1975 avec La Princesse verte,,.
1971-1978 Dimanche-Matin et Montréal-Matin

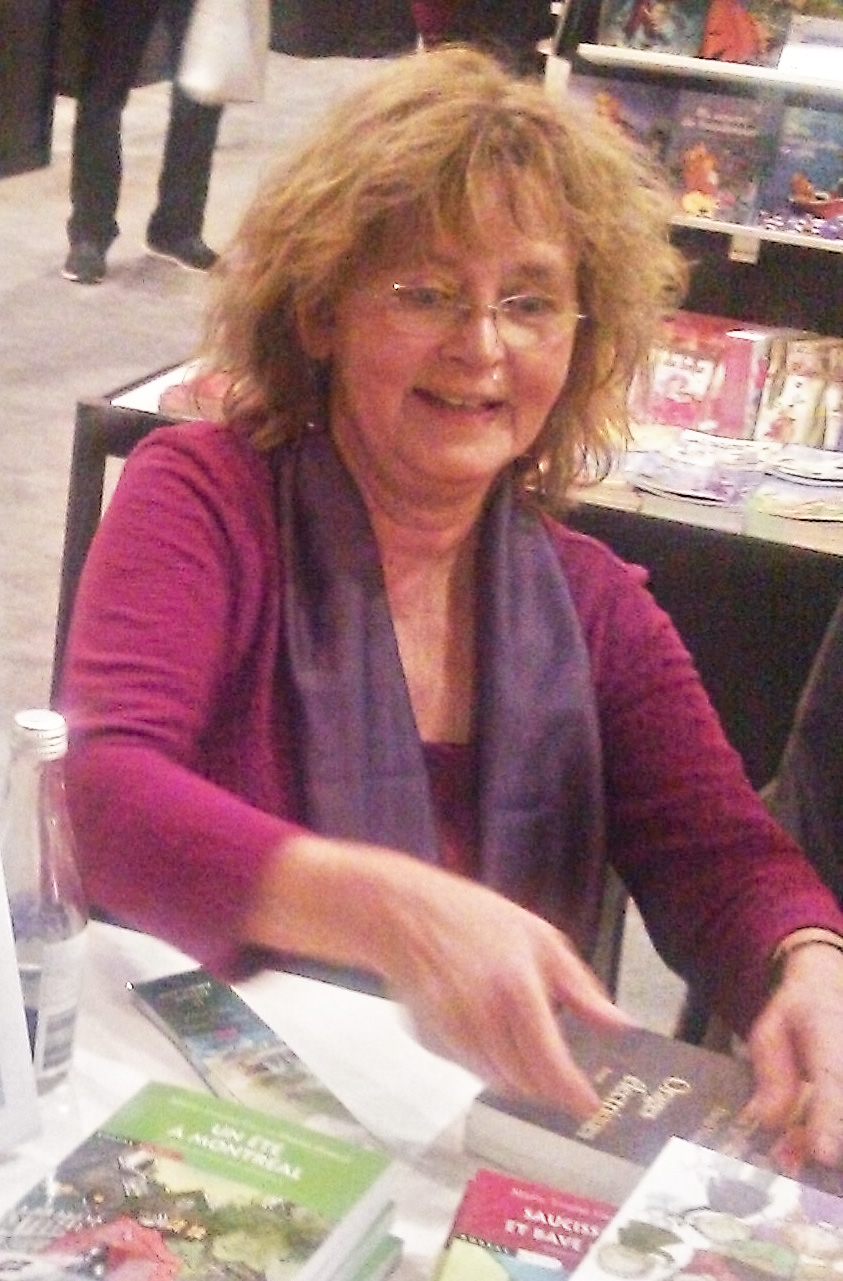
Marie-Louise Gay en 2016

En 1971, Dimanche-Matin et Montréal-Matin lancent chacun simultanément leur supplément pour enfants, respectivement Coccinelle et Safari. Coccinelle est le plus prolifique dans la variété de ses contributeurs; dirigé par Paule Tardif, ce supplément, publié jusqu'en 1975, a recours à chaque semaine à un dessinateur différent. Entre autres : Marie-Louise Gay, Alain Glomo et Gilles Tibo. Safari, pour sa part, contient deux bdq : Bob et Lili, qui sont les mascottes du supplément, par Robert Hénen (qui signe Okapi), et Alerte à Mangebon par Jean Buffe (Jibet). Safari cesse d'être publié en 1974,.
Par ailleurs, Dimanche-Matin publie dans ses pages religieuses en 1977 et 1978 Biblot, signé Charles Montpetit, produit par la Société catholique de la Bible en collaboration avec l'Office de catéchèse du Québec.
1973-1977 Coop et syndication
En 1973, le groupe de L'Hydrocéphale crée la coopérative Les Petits Dessins dans le but de promouvoir la bdq auprès des journaux du Québec. La coop produit un catalogue d'une quinzaine de strips quotidiens, proposés aux journaux par lots de trois mois, avec exclusivité régionale. Le quotidien indépendantiste Le Jour, lancé en 1974 et dirigé par Yves Michaud, en publie six : Les Terriens de Réal Godbout, Lunambule de Tibo, Célestin de Michel Demers, Jaunes d’œufs de Bernard Tanguay, Les Âmes limpides de Claude Croteau et Le Sombre Vilain de Jacques Hurtubise (Zyx). Le Jour contient des bd de la coop jusqu'à ce qu'il cesse de publier en 1976.
En 1975, Marc Chiasson et Robert Geoffroy créent dans la région de Joliette l'association Création et Diffusion de Bandes Dessinées qui vend ses bd à des journaux locaux ou régionaux. Les mêmes bd peuvent ainsi vendues à plus d'un journal, selon le principe des syndicates. Certains journaux, comme Progrès-Dimanche et L'Écho du Nord, publient jusqu'à six bandes hebdomadaires. L'association cesse ses activités en 1977,,.
1973-1978 La Presse

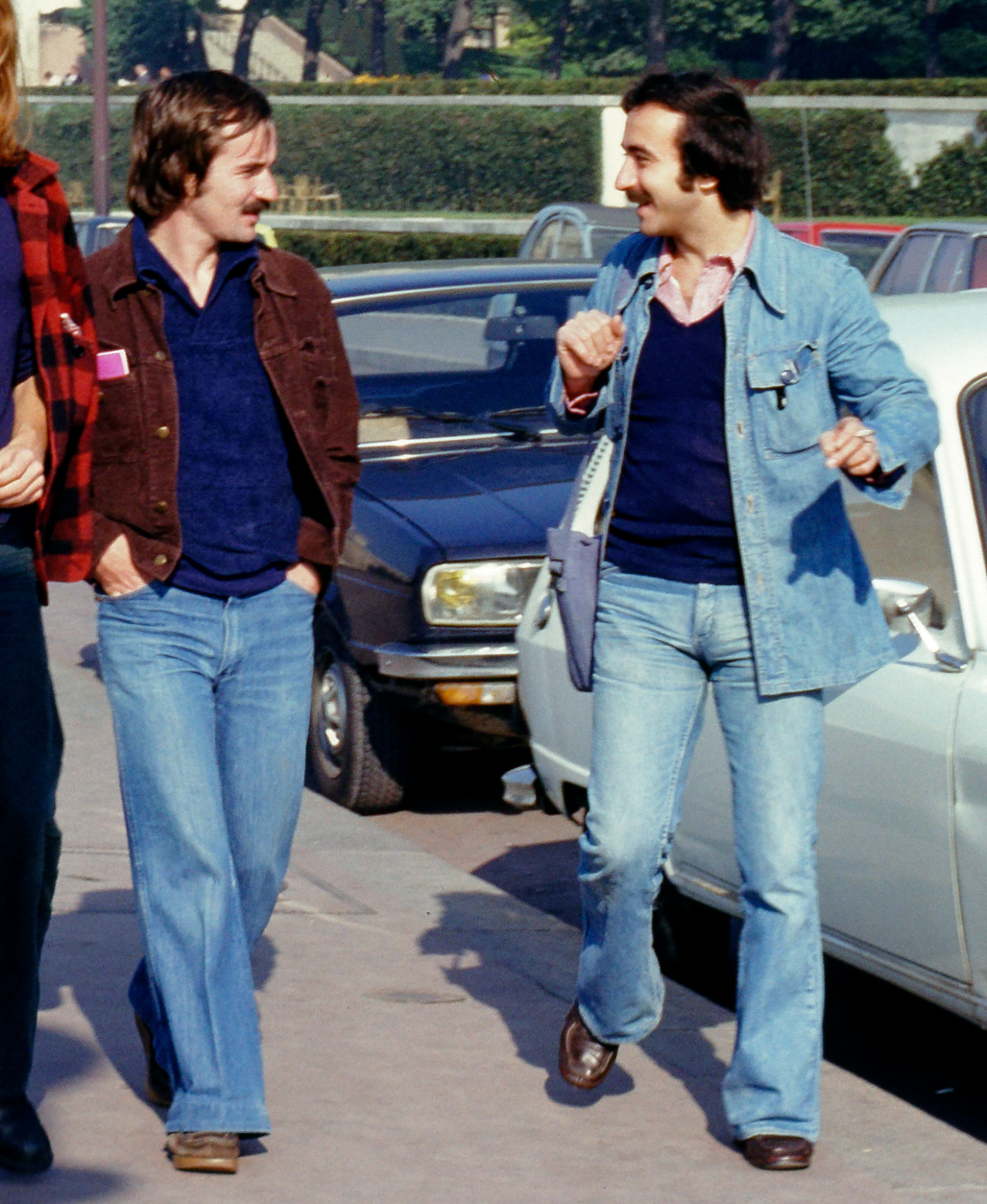
Jean Bernèche et Jean Bello en 1977

De 1973 à 1975, La Presse publie Les Microbes de Michel Tassé et Rodolphe de Jean Bernèche, qui, bien que figurant au catalogue des Petits Dessins, ne sont pas achetées par ce moyen,,,.
De septembre 1977 à août 1978, La Presse et La Tribune publient À la bonne franquette de Serge Ferrand. Cependant, trois semaines après le début de la publication, il y a grève à La Presse jusqu'en mai 1978 et seuls les lecteurs de La Tribune peuvent alors lire la bd. À la fin de la même année, Ferrand publie, dans La Presse, Zanzan la Terreur de la Jungle (pendant que la première page du cahier de bd est occupée par le vrai Tarzan). Par la suite, de 1978 à 1980, Jean Bello publie Le Pays des Anciens, sur un scénario de N. Bourdon, qui se déroule dans un monde médiéval fantastique,.
1976-1979 Le Devoir
Le Devoir, bien que très peu porté sur la bd à l'inverse des autres journaux, en publie quelques-unes en 1976, en amorçant l'année avec la bande quotidienne Les Atomisés de l'an 0, de Jean Bello, qui raconte les mésaventures de survivants d'une guerre atomique. Une bande hebdomadaire, Tom Puce et les siens, signée Gérard Palfroix, s'ajoute, puis les Atomisés sont remplacés en août par Ti-Toine, une bd muette signée Pierre Bourgouin, jusqu'en octobre. La bd revient en 1979 avec Serge Gaboury et son humour mordant dans la bd quotidienne Les Joyeux rassemblés, qui a pour cible des politiciens de l'Assemblée nationale du Québec tels René Lévesque, Claude Morin, Claude Ryan (également ex-directeur du Devoir) et Camil Samson,.
1977-1978 Photo-Journal et La Patrie
En 1977, Photo-Journal et La Patrie publient chacun une supplément de bandes dessinées dirigé par Henri Desclez. Diogène Magazine, supplément du Photo-Journal, puise ses bd dans les albums d'Héritage et de Nic et Pic, à l'exception de trois planches des Révoltés d'Oméga, de Ferrand et Toufik. Le supplément de La Patrie contient une réédition des Chroniques du Griffon noir, créées par Desclez pour le magazine Tintin. On y retrouve aussi deux pages de Zanzan le Saigneur de la Jungle, de Ferrand, précédemment publiée dans l'album Québec Humour d'Héritage. La seule bd originale est L'Enfance Chimérique de Jérémie Handkle de Toufik. Cette série demeure inachevée, car La Patrie cesse de publier en 1978 après presque cent ans d'existence. Photo-Journal cesse également de publier la même année.

### 1967-1980 Événements et formation
Expositions
Le caricaturiste Robert LaPalme, avec l'appui du maire Jean Drapeau, fonde en 1964 le Salon international de la caricature de Montréal, qui présente chaque année des caricatures du monde entier. À partir de 1967, le salon présente également des bd, puis, à partir de 1971, la bd y est intégrée à part entière. De nombreux caricaturistes et bédéistes internationaux et québécois y participent. Une année sur trois, le catalogue de l'exposition se transforme en volumineux album de bd, jusqu'à la disparition du Salon en 1988,,.
En 1973, Jacques Hurtubise et l'équipe de l'Hydrocéphale organisent Le Show de la bande dessinée du Québec au vivoir de l'Université de Montréal, qui présente des planches originales, des diaporamas et des entrevues sur vidéo réalisés quelques mois plus tôt d'auteurs européens et américains. Plusieurs auteurs québécois sont présents. L'exposition est par la suite présentée dans divers établissements d'enseignement du Québec ainsi qu'au Cosmicon de Totonto et au Comic Art Convention de New York. Deux ans plus tard, c'est le service d'animation culturelle de l'Université qui prend la relève avec le Festival International de la bande dessinée de Montréal, qui présente chaque année, jusqu'en 1978, des planches originales d'auteurs québécois et européens, des films et vidéos sur la bd, et des conférences. Le festival sert également de lieu de rencontre entre auteurs québécois et européens,,,,,,

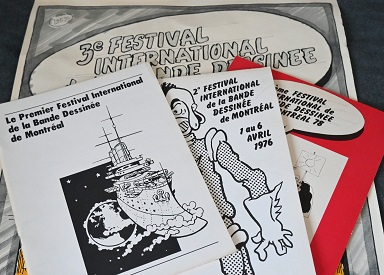
Affiche et programmes du Festival International de la bande dessinée de Montréal tenu de 1975 à 1978.

Le Musée d'art contemporain de Montréal présente en 1976 une rétrospective intitulée La bande dessinée québécoise (1902-1976), montée par André Carpentier, Serge Jongué et Jacques Samson. L'exposition, antérieurement présentée au festival d'Angoulême, couvre les pionniers comme Raoul Barré jusqu'aux auteurs récents. La même année, une exposition portant sur les caricaturistes et bédéistes du Québec a lieu au Musée national des beaux-arts du Québec,.
Formation
Les années 1970 voient apparaître les premiers cours sur la bd au cégep et à l'université. Le pionnier au Québec en ce domaine est Richard Langlois, professeur au cégep de Sherbrooke et chargé de cours à l'Université de Sherbrooke, qui élabore le cours « Bande dessinée et figuration narrative », offert dans plusieurs cégeps dès 1973. Richard Langlois aura par la suite comme étudiants le futur tandem Delaf et Dubuc. Jacques Samson offre également un cours au cégep de Maisonneuve. André Carpentier et Yves Lacroix  donnent un cours sur le sujet à l'Université du Québec à Montréal. À l'Université Laval, Mira Falardeau donne un cours sur l'humour visuel,,,,,,,.
Jeunesse et télé
De 1971 à 1974, Radio-Canada diffuse les samedis avant-midi Téléchrome, émission animée par Lise Lasalle, où des jeunes créent une bande dessinée en direct à la télévision. D'autres participants à la maison contribuent au scénario par téléphone. L'émission comporte des rubriques sur la bd et des entrevues. Jacques Hurtubise y est recherchiste et participe à l'animation, de même que Daniel Racine,,.

### 1979-1999 Les magazines d'humour et les autres
Dans la décennie 1980 une grande part du succès de la bdq passe par des magazines dont la bd n'est pas la première raison d'être.
1979-1995 Croc

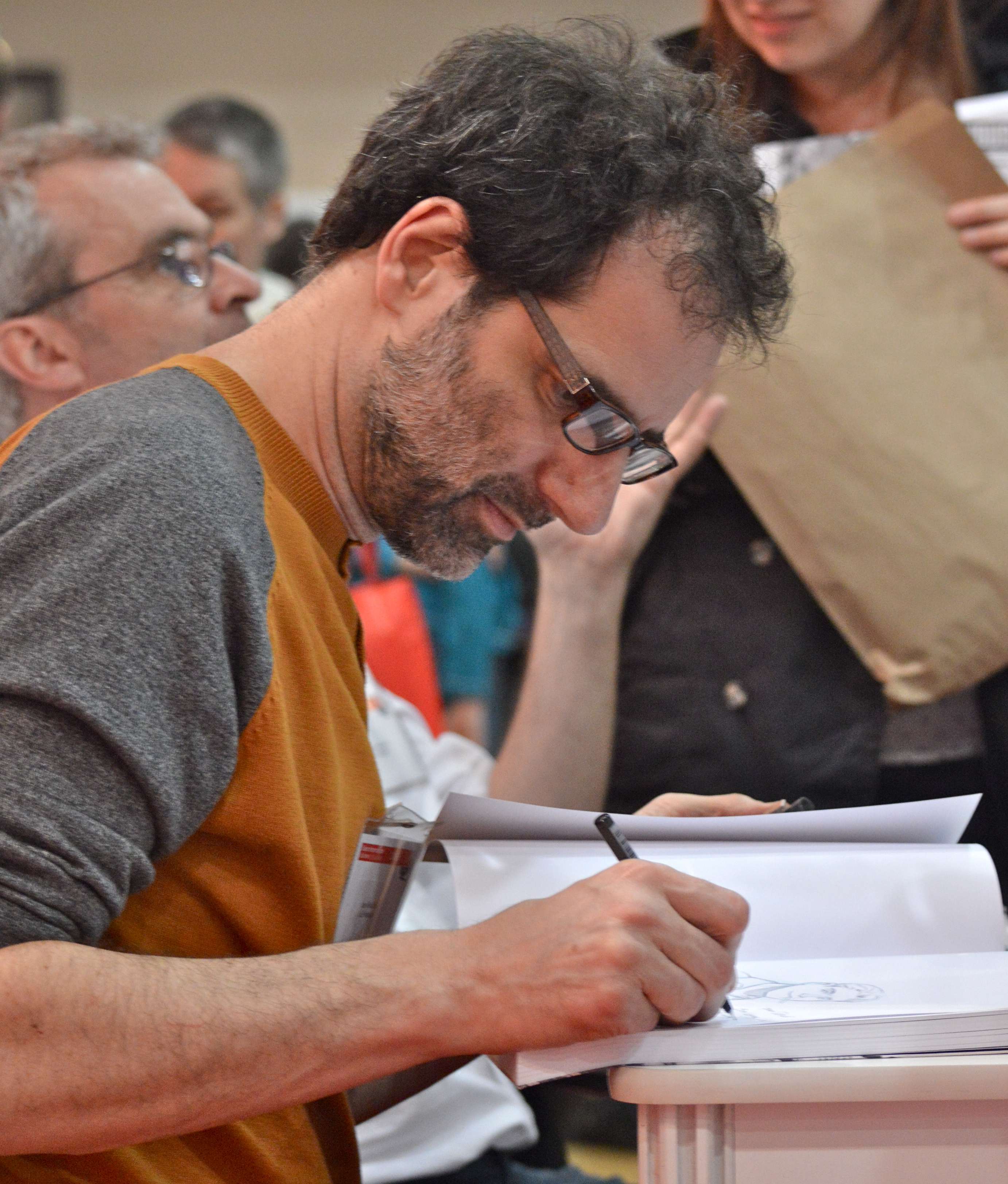
Jean-Paul Eid en 2016

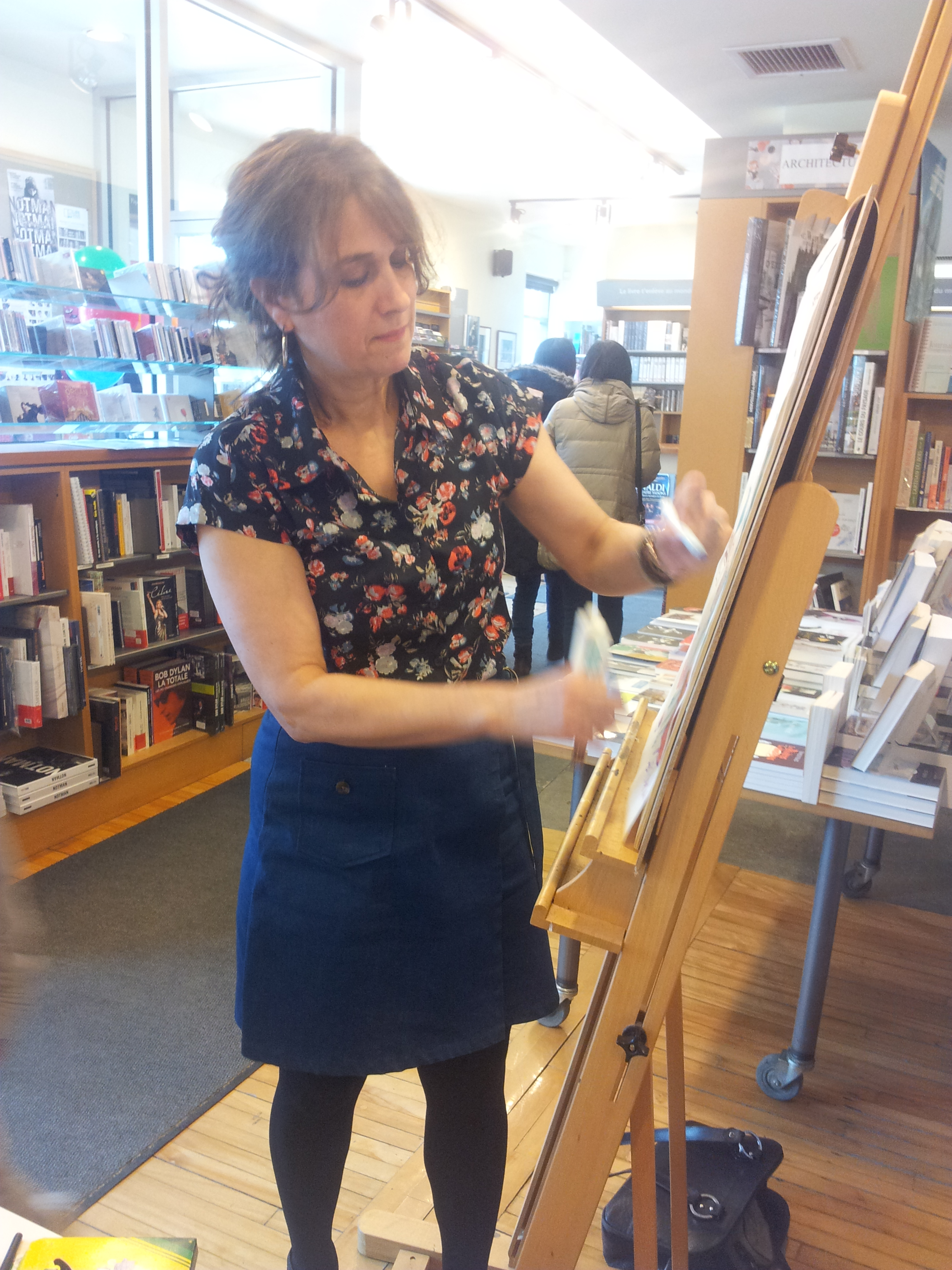
Caroline Merola en 2017

En 1979, Jacques Hurtubise, convaincu que le marché québécois n'est pas viable pour un magazine composé à 100 % de bd, change d'approche et, avec Hélène Fleury et Roch Côté, fonde Croc, revue mensuelle d'humour et de satire sociale. Celle-ci contient des textes humoristiques, des photoromans bidons, des pastiches d'annonces et 30 % de bd. Le succès est immédiat; le tirage atteint 50 000 exemplaires dès le 8e numéro, puis atteint une moyenne de 75 000 exemplaires. Plusieurs bédéistes y sont publiés, tels Lucie Faniel, Serge Gaboury, Michel Garneau (Garnotte), Jean Turgeon (Gité), Réal Godbout, Patrick Moerell, Claude Cloutier, Caroline Merola et Jean-Paul Eid. « L’exceptionnelle performance de Croc a contribué à donner un second souffle à la bande dessinée québécoise. [...] Pour la première fois, dans la plupart des cas, [les créateurs de bdq] pouvaient tirer avantage d’un rythme de production soutenu et bien rémunéré qui leur permettait d’organiser leur travail en fonction de la continuité et de faire face aux particularités d’un lectorat beaucoup plus large et diversifié. ».
En octobre 1983, l'éditeur de Croc prend le risque de publier un mensuel entièrement consacré à la bd et, avec une pointe d'audace, lui donne le nom de Titanic. La direction est confiée à Michel Garneau. Contrairement à Croc, la revue de 64 pages n'est pas entièrement consacrée à l'humour, mais couvre plusieurs genres : science-fiction, polar, aventure, drame, etc. Toutefois, après dix numéros, il s'avère que le magazine ne pourra atteindre son seuil de rentabilité de 25 000 exemplaires et cesse d'être publié. Croc, par contre, continue d'être un succès pendant une dizaine d'années et publie 189 numéros jusqu'à sa fermeture en 1995,,,,.
1987-2015, 2021-... Safarir
En 1987, à Québec, un autre magazine d'humour, Safarir, voit le jour, créé par l'éditeur Sylvain Bolduc, le dessinateur Serge Boisvert DeNevers et l'humoriste Michel Morin. La revue, qui vise un public plus jeune que Croc, contient deux tiers de bd à ses débuts, proportion qui décroît graduellement à un cinquième deux ans plus tard, puis remonte à environ une demie après la disparition de Croc, alors que plusieurs bédéiste y migrent. Initialement tirée à 10 000 exemplaires, la revue atteint une moyenne de vente de 50 000 exemplaires dans la deuxième moitié des années 1990. De très nombreux auteurs y sont publiés dont Mario Malouin, André-Philippe Côté, Line Arsenault, Jean-Philippe Morin (Gizmo), Jacques Lamontagne et Jean-Nicolas Vallée. C'est dans ses pages que naissent Les Nombrils de Delaf et Dubuc. En 1995, une percée est tentée en France avec Safarir Europe et en 1997, une version en langue anglaise, Nuts!, est lancée, mais les deux tentatives n'ont pas de succès. De 2001 à 2013, la rédaction quitte la ville de Québec pour Montréal. Le magazine continue d'être publié jusqu'en octobre 2015 et cesse au 299e numéro. Il renaît en 2021 sous forme numérique. ,,.
1996-2009 Délire
Durant l'année suivant la disparition de Croc, apparaît la revue Délire, qui reprend plus ou moins la formule thématique de Croc. La bd occupe environ 20 % du contenu et on y retrouve notamment Gaboury, Mario Malouin, Jacques Lamontagne et Tristan Demers. Délire cesse sa publication en 2009.
1981-2000 bd dans Solaris
La bdq ne trouve pas sa place que dans des revues d'humour. Solaris, la plus ancienne revue francophone de littérature fantastique et de science-fiction au monde, ouvre ses pages à la bd de 1981 à 2000. La revue, qui porte alors le sous-titre « BD, science-fiction et fantastique », ajoute à son prix de création littéraire un prix dédié la BD. Plusieurs auteurs de bdq sont publiés dont Paul Roux, Benoît Joly, Mario Giguère, Julien Poitras, Marc Pageau, Alain Gosselin (Al+Flag), Jean-François Bergeron (Djief), Michèle Laframboise, André-Philippe Côté, Robert Julien, Laurine Spehner, Christian Vadeboncoeur, Toufik El Hadj-Moussa (Toufik) et Éric Lacasse. Luc Pomerleau, qui dirige le volet bd, publie une chronique BD,.
1982-... Les Débrouillards

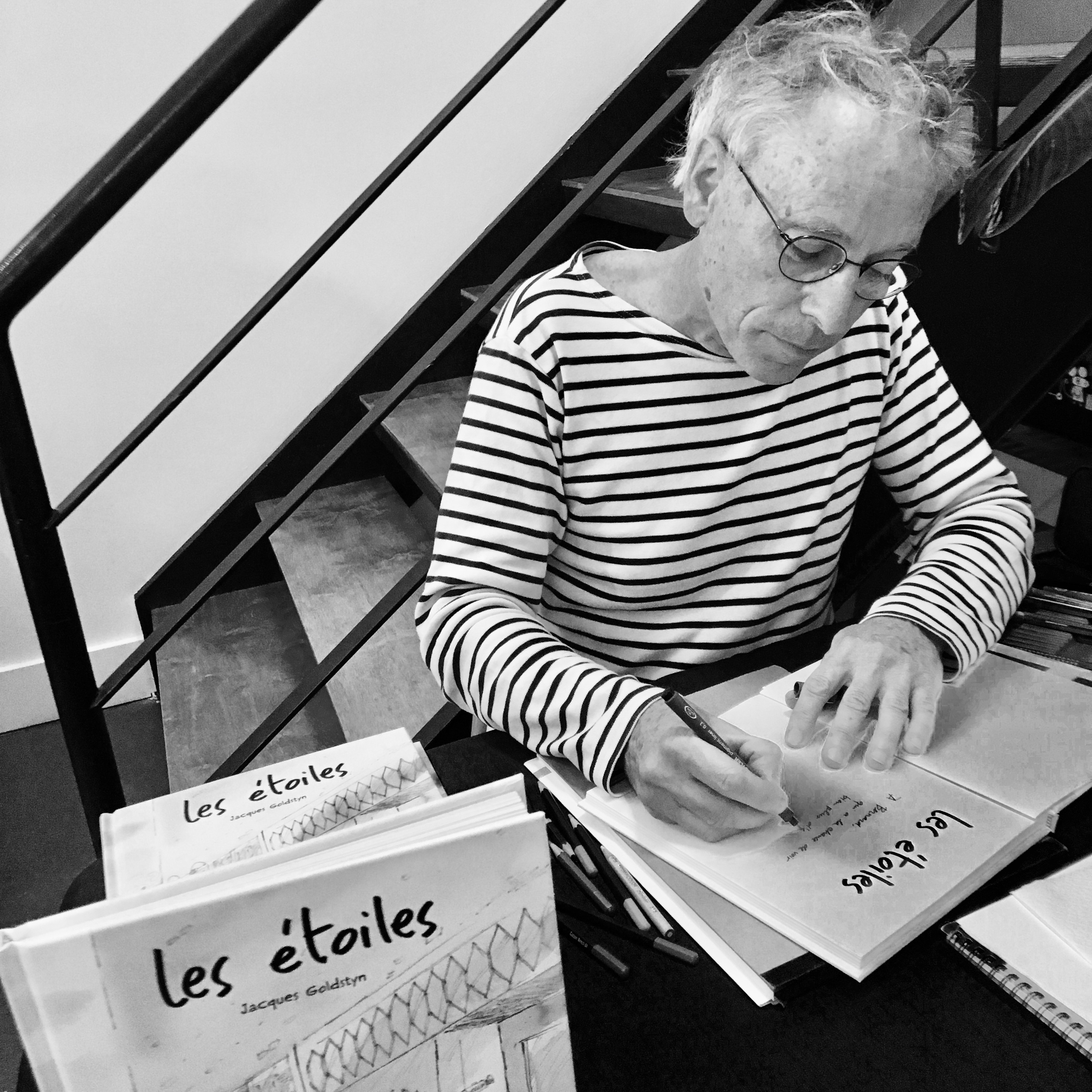
Jacques Goldstyn en 2019

La revue scientifique pour jeunes Les Débrouillards réserve également depuis ses débuts une place à la bdq. Inialement créée par Félix Maltais de l'agence Science-Presse sous le nom de Je me petit débrouille, elle est le magazine du Club des petits débrouillards qui a essaimé dans de nombreux pays à travers le monde et a également engendré des livres, des CD, un site web et une émission de télévision. Jacques Goldstyn y dessine depuis les débuts. Gaboury, Garnotte, Alain Gosselin (Al+Flag), Raymond Parent, Lucie Faniel, Jean-Paul Eid et plusieurs autres y ont contribué,,.

### 1980-1999 Les magazines et fanzines

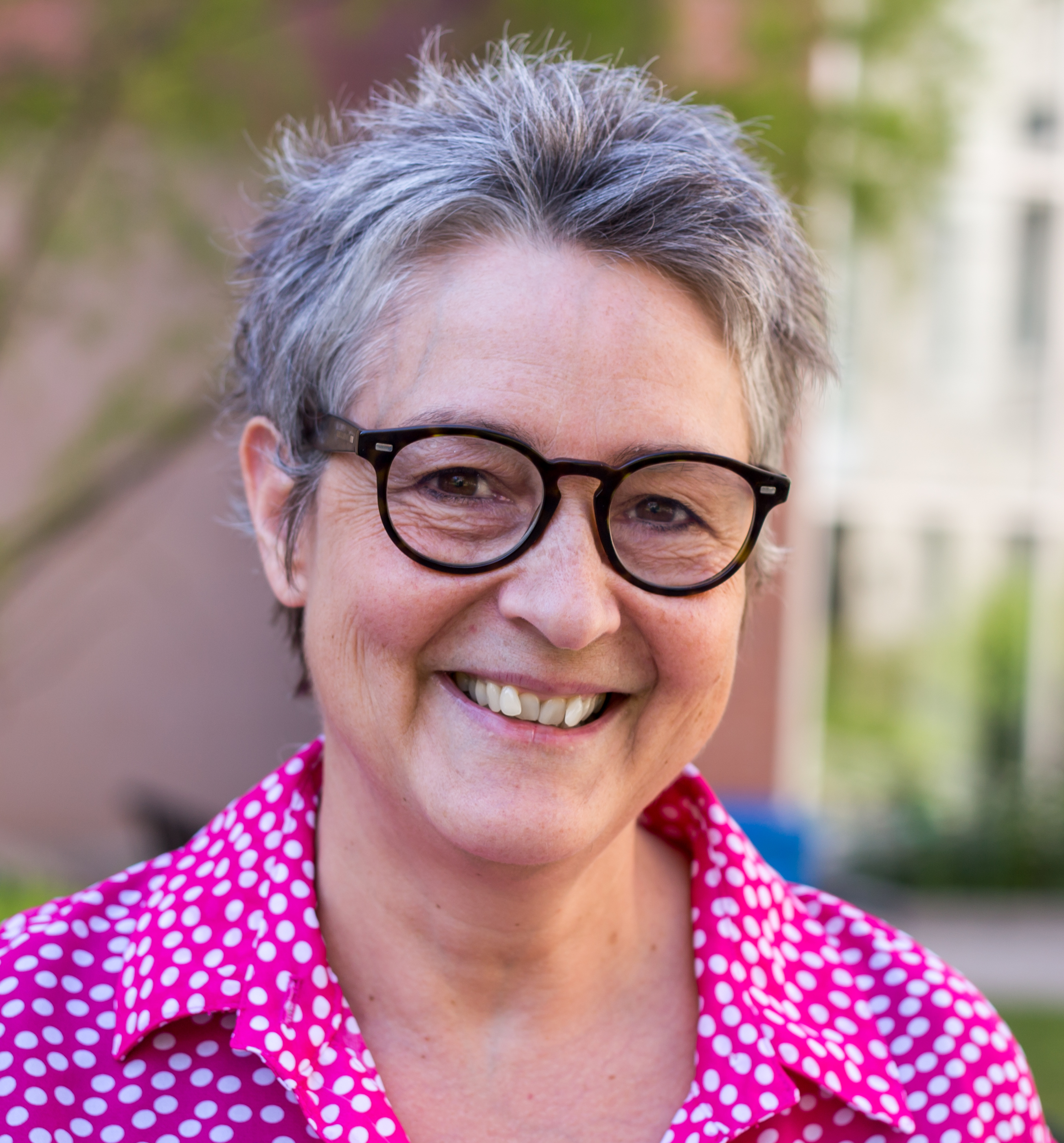
Diane Obomsawin en 2018

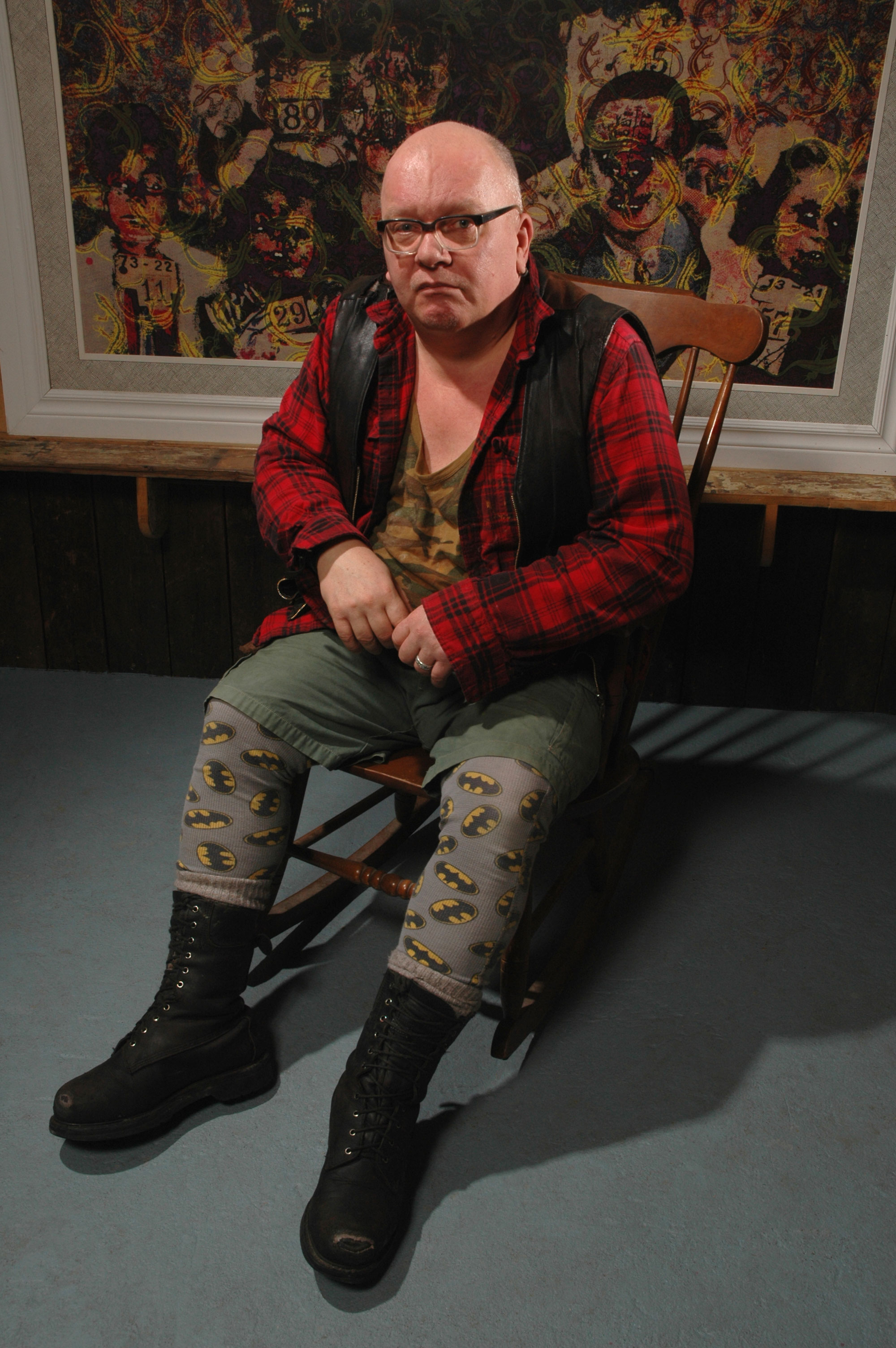
Patrick Henley (Henriette Valium) en 2016

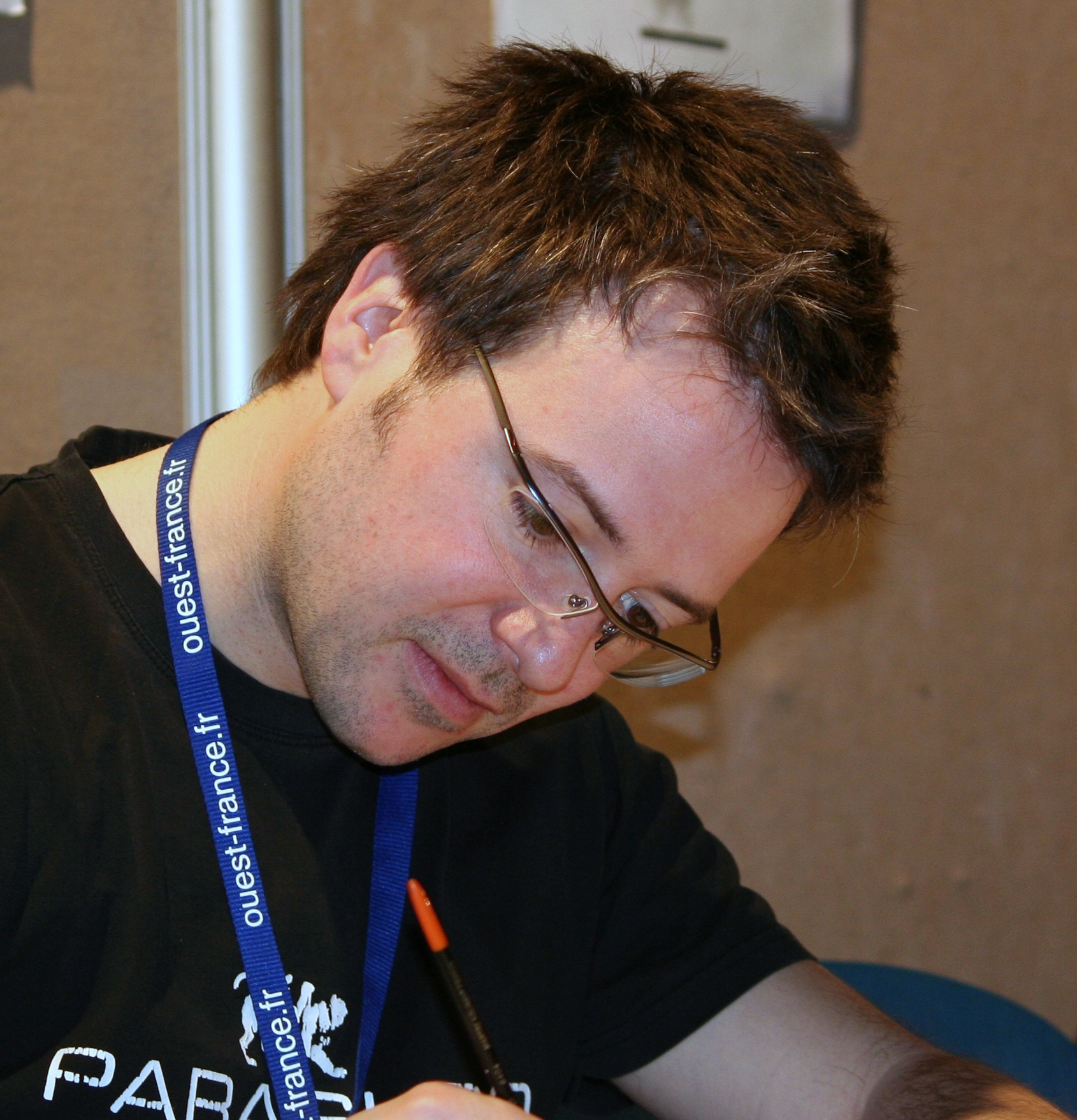
Vincent Rioux (VoRo) en 2009

Durant les décennies 1980-90, on assiste à un foisonnement de magazines et fanzines, de durée de vie variable, à circulation restreinte et de styles très variés. Au début des années 1990, la technologie de photocopie atteint une qualité de reproduction à faible coût qui rend viable l'auto-édition à petit volume. La sérigraphie est également utilisée par certains auteurs auto-édités. Par ailleurs, le chômage et la récession qui débutent durant les années 1980 créent un climat propice à un retour de l'underground. Des liens se tissent graduellement entre quelques créateurs québécois et des éditeurs étrangers,,,.
Parmi les magazines et fanzines québécois, les plus souvent mentionnés sont les suivants :
- 1979-1983 Pour ta belle gueule d'ahuri : magazine de science-fiction, fantastique et de bd[431];
- 1979-1997 Imagine... : magazine de sience-fiction et fantastique;
- 1981-1982 Cocktail : tabloïde à ses débuts, puis magazine à couverture glacée, publié par la nouvelle maison d'édition Phylactère. Tel que promis par le titre, on y trouve un cocktail de styles : réaliste, poétique et engagé d'artistes tels Caroline Merola, Patrick Henley, Jean Lacombe et Luis Neves[432],[433].
- 1981-1984 Opium : fanzine fondé par Benoît Joly au Cégep de Joliette, auquel collaborent notamment André Gagnon (Gag) et Marc Pageau[434],[435];
- 1983-1986, 1990-1994 Iceberg : « brûlot punk » créé par Patrick Henley en réponse à Titanic. Au premier numéro, les auteurs masculins signent de noms de femmes et vice-versa, par exemple : Thibaud de Corta (Violette Bristol), Diane Obomsawin (Ringo la balafre) et Robert Davidts (Anémie de Pain). Normand Hamel (Charlotte Béton) assigne à Patrick Henley le pseudonyme d'Henriette Valium qui lui restera par la suite. Thibaud de Corta relance le fanzine en 1990. Une quarantaine d'artistes de l'underground montréalais y paraissent dont Luis Neves et Grégoire Bouchard.[436],[437],[438],[439],[440],[441];
- 1985 Mélody : fanzine auto-produit et auto-distribué par Sylvie Rancourt. Elle s'associe ensuite avec le dessinateur Jacques Boivin. Dix comic books de Melody sont édités chez Kitchen Sink Press, éditeur underground majeur des États-Unis. Elle est publiée en France en 2013 par Ego Comme X. L'année suivante, elle est en compétition au Festival d'Angoulême. En 2001, Fantagraphics publie Melody on stage[442],[443].
- 1985-1986 Enfin Bref : fanzine créé à Québec par Pierre Drysdale, Marc Forest, André Gagnon (Gag), Danny Gagnon, Benoît Joly et Marc Pageau, et qui contient entre autres des bd d'Yves Amyot, André-Philippe Côté, Pierre D. Lacroix et Louis Rémillard[444],[445];
- 1985-1988 Tchiize! et Tchiize! (bis) : fanzine publié par Yves Millet[446],[447];

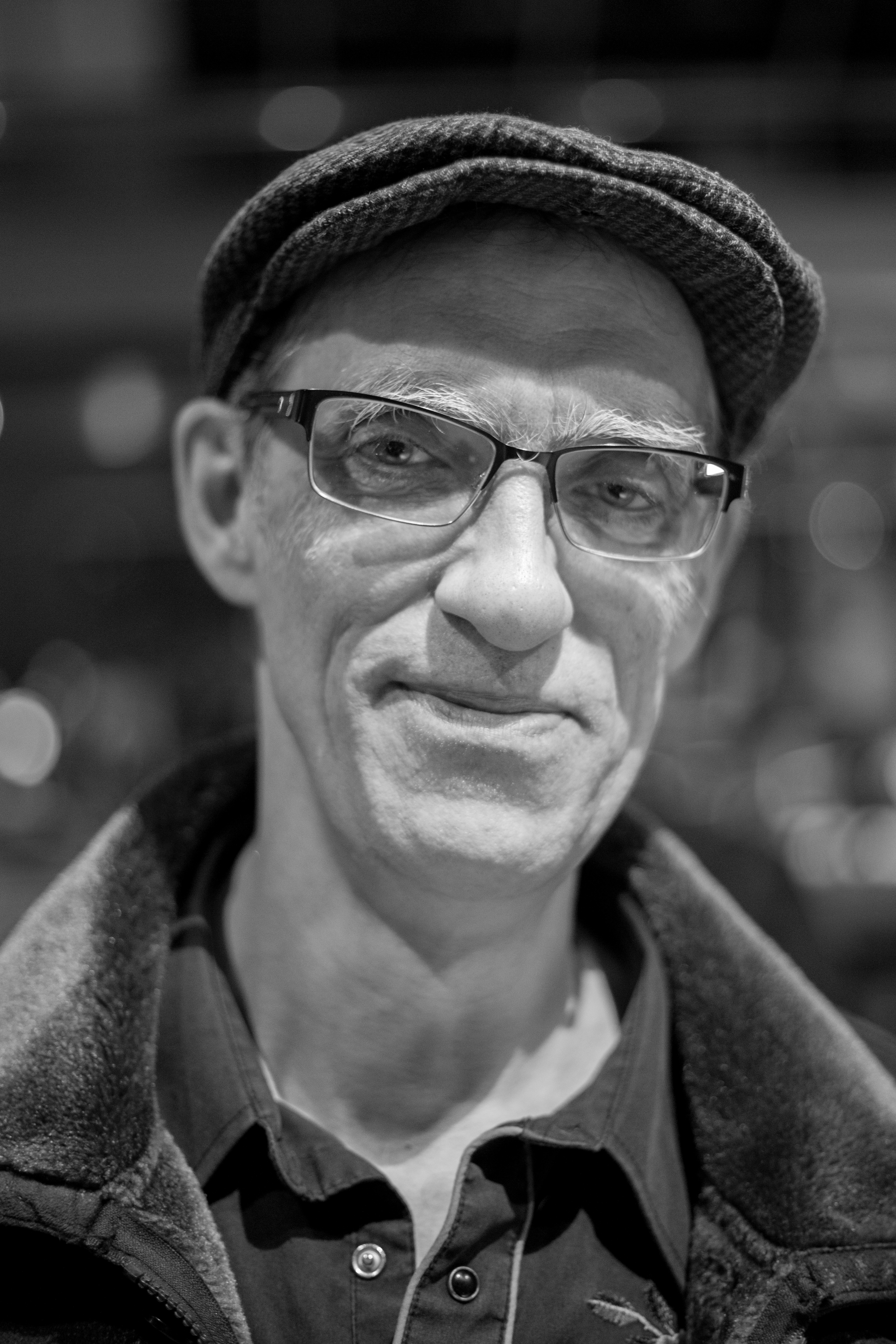
Siris en 2018

- 1985-1988 Krypton : fanzine d'anthologie, faisant suite à Meteor (1982) et Laser (1983), fondé par Éric Thériault et Grégoire Bouchard où on retrouve entre autres Pierre Sirois (Siris), Richard Suicide, Thierry Labrosse, Henriette Valium et Luc Giard[448],[449];
- 1986-1990 Bambou : revue en noir et blanc à l'esthétique recherchée, fondée à Québec par Stéphane Delaprée, auquel se joignent Louis Rémillard et le jeune écrivain Stanley Péan. Elle contient des bd québécoises et étrangères d'un grand nombre d'auteurs dont Benoît Laverdière, Jean Morin, Louis Rémillard, Diego Herrera (Yayo), Marianne Mongrain et Patrick Henley[450];
- 1986-1989 Sextant : magazine de bdq consacré à la science-fiction fondé par Louis Paradis, Salvador Dallaire, Francis Pelletier (Grazo), Luc Lavoie, René Mercier et Jacques Laplante.
- 1990-1992 Mille Putois : mini-comic de Simon Bossé et Alexandre Lafleur[430],[451],
- 1990-1991 Gaga Comix : créé par Michel D'Amours[452],[453];
- 1990-1995 Mac Tin Tac : bd dystopique collective dirigée par Marc Tessier et Stéphane Olivier, rééditée subséquemment en album chez Conundrum Press[454],[455];
- 1992-1993 Zeppelin : magazine créé à Québec par Michel Giguère, Pierre Drysdale et Danny Gagnon. Il regroupe plusieurs auteurs de divers styles (polar, aventure, science-fiction) tels que Marc Forest, Jean-François Bergeron et Denis et Louis Rémillard dont les bd du Général Tidéchet sont reprises en album[452].
- 1993-1998 Exil : magazine de bdq de science-fiction[456];
- 1995-1996 Pignouf : mensuel pour jeunes de style franco-belge[note 5]. La bd du personnage titre est de David et Yves Rodier. Malgré sa brève existence, quatre séries sont reprises en album : Ariane et Nicolas de Paul Roux, Barnabé et compagnie de Jean-Philippe Morin, Béatrice l'auberiste de Houde et Marco Ménard (Makoello) ainsi que Pete Kevlar de Jean-Louis Roy et Marco Ménard[457],[458],[459],[460],[461];
- 1998-2004 Spoutnik : revue annuelle des Éditions de la Pastèque[462],[463];
- 1998-2004 Zine Zag : créé à Saint-Georges de Beauce par Salvador Dallaire, a un contenu de bd éclectique ainsi que des chroniques sur la bd. Le fanzine regroupe à l'origine plusieurs auteurs de Sextant et de nombreux autres s'y ajoutent. Mentionnons Louis Paradis, Marc Pageau, Vincent Rioux (VoRo), Michèle Laframboise, Philippe Girard et Éric Asselin (Leif Tande)[464];
- 1999-2008 MensuHell : fanzine fondé par Stéphane Johnson (Steve Requin) comprenant des bd, entrevues et chroniques. En 2002, Francis Hervieux prend la relève comme rédacteur en chef. Plusieurs bédéistes y sont publiés dont Sylvie-Anne Ménard (Zviane), Éric Thériault et Leanne Franson. Les chroniques sont signées Marc Jetté et Michel Viau[465],[466].

1984-1988 Les comic books de super-héros
Superman, l’archétype du super-héros, est co-créé en 1938 par un canadien, Joe Shuster. Les super-héros deviennent par la suite un symbole culturel des États-Unis, non seulement en bd, mais aussi à la radio, à la télé et au cinéma.  Au Québec, les super-héros attirent généralement peu les auteurs autrement qu’en de brèves explorations parodiques ou humoristiques.,
Les années 1980 voient néanmoins apparaître quelques aventures de super-héros, en format comic book, majoritairement en langue anglaise. En 1984, Mark Shainblum et Gabriel Morrissette créent Matrix Graphic Series où ils publient New Triumph featuring Northguard. Le scénario du premier numéro porte sur un attentat terroriste contre le Parti québécois, planifié par un groupe extrémiste chrétien des États-Unis. Tout au long de la série, le héros Northgard a pour mission de sauver le Canada contre des antagonistes qui proviennent de la Russie ou des États-Unis.
Matrix publie également les séries Mackenzie Queen et The Jam de Bernie Mireault. Cette dernière met en scène un antihéros sans pouvoir, mais fortement enthousiaste, portant un costume acheté au magasin. Matrix cesse ses activités en 1987 après 12 numéros.  Par la suite, Caliber Press, du Michigan accueillent Mireault, Shainblum et Morrissette. Ces deux derniers créent par ailleurs Angloman, une satire politique publiée en album, puis dans les journaux anglophones de Montréal The Hour en 1996-7, le Mirror en 1997-98 et finalement The Gazette,,.
Deux séries des super-héros locaux naissent chez Héritage, qui publie déjà des traductions de comic books des États-Unis. André Poliquin y crée les séries secondaires Stranox et Escadron Delta.. Après un remaniement des publications, ces séries sont siprimées et Poliquin les reprend en autoéditant, sous le nom d’éditeur Anderpol, Phoenix, qui comporte cinq numéros en 1985-86. Il reprend les deux années suivantes, cette fois en anglais, Delta Squadron le temps de deux numéros,,.
1988-1990 Dirty Plotte

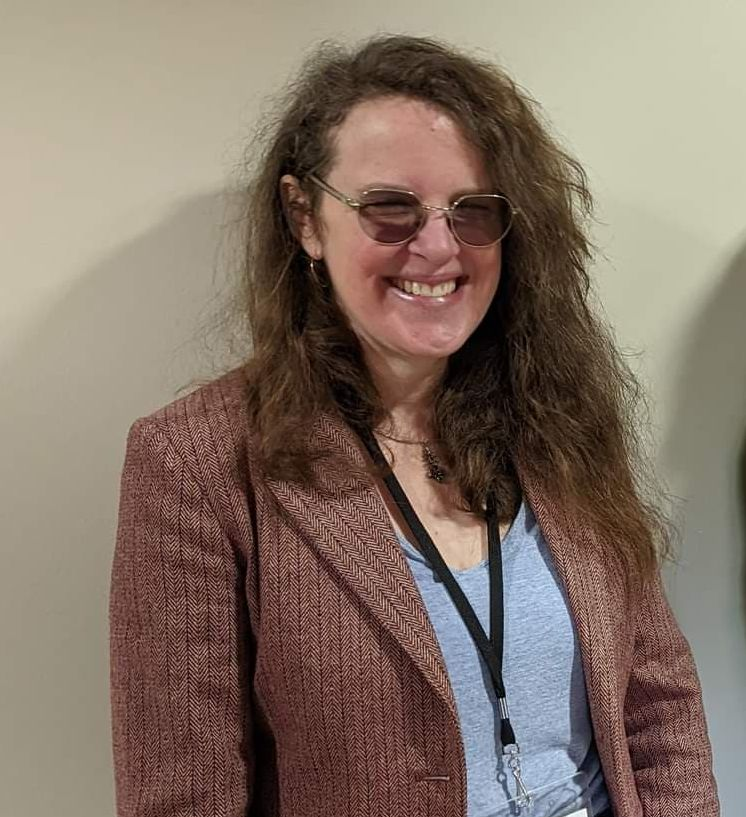
Julie Doucet en 2022

En 1988, Julie Doucet autoédite son fanzine bilingue Dirty Plotte, où elle tient de manière crue et trash le journal intime de son alter ego. La bd est par la suite publiée par l'éditeur émergent Drawn & Quaterly puis dans le magazine Weirdo de Robert Crumb et en France par L'Association.

« [Elle] transgresse tous les thèmes du puritanisme nord-américain en usant d’un humour désespéré et sans tabou, qui a fait d’elle une cheffe de file de la bande dessinée underground. »

La bd vaut à l'autrice en 1991 le Prix Harvey du meilleur nouveau talent. Julie Doucet est en 2022 lauréate du grand prix de la ville d'Angoulême,,,.
1990-1997 Drawn & Quarterly
Influencé par la bd qui circule dans sa ville natale et inspiré par la revue américaine RAW, d'Art Spiegelman et Françoise Mouly, le Montréalais Chris Oliveros crée en 1990 la luxueuse revue anglophone Drawn and Quarterly.

« Ce n'est probablement pas un hasard si la maison d'édition de Chris Oliveros a émergé à Montréal, une pépinière d'art comique où les créateurs et les lecteurs ont depuis longtemps été exposés non seulement à l'art comique d'Europe et d'Amérique, mais aussi à celui du Canada anglais et du Québec. [...] D'un tel point de vue, Oliveros a clairement vu que les bandes dessinées en Amérique du Nord étaient piégées dans un ghetto de super-héros. Il s'est également rendu compte que cette préoccupation pour un genre conçu principalement pour les adolescents représentait un sérieux obstacle à la maturation de la bande dessinée en Amérique du Nord. »

La revue, qui a une influence majeure durant les années 1990, contient une large gamme de bd d'avant-garde d'artistes canadiens-anglais, américains, québécois et français. On y retrouve notamment Julie Doucet, Bernie Mireault et Luc Giard. Oliveros, devant la présence d'oeuvres trop volumineuses pour la revue, se lance dans la publication d'albums, activité qui se poursuit avec succès à ce jour (2022), éclipsant la revue qui disparait en 1997,,.

### 1980-1999 Albums: la naissance des éditeurs spécialisés
Alors que durant les décennies précédentes les albums étaient édités au cas par cas, typiquement par des éditeurs ad hoc, les décennies 1980 et 1990 voient apparaître des éditeurs se dédiant spécifiquement aux albums de bd.
Ce changement n'est pas étranger au renouveau qui s'opère dans le monde de l'édition de la bd en Occident. Face à un certain immobilisme commercial des grands éditeurs de bd, apparaissent de petites maisons d'édition indépendantes qui publient une bd plus personnelle et adulte. La France voit entre autres naître L'Association et Chacal Puant alors que les États-Unis voient notamment naître Fantagraphic et SLG.

#### 1981-1994 Ludcom-Croc
Ludcom-Croc publie à partir de 1981 des albums des personnages et auteurs les plus connus de la revue Croc. Le premier album est consacré au Sombre vilain de Jacques Hurtubise (Zyx). Il est suivi de deux albums de Serge Gaboury et de trois albums des aventures de Michel Risque, le héros musculaire et naïf de Pierre Fournier et Réal Godbout. De 1988 à 1994 paraissent trois aventures de l'indestructible Red Ketchup des mêmes auteurs, reprises en France par Dargaud. Ludcom-Croc cesse de publier à la fermeture de Croc, mais le héros survit à son éditeur; à partir de 2007, les éditions de la Pastèque rééditent Red Ketchup, incluant des aventures non publiées et, en 2023, une série d'animation, est réalisée par Martin Villeneuve,.

#### 1983-1986  Ovale
Dans l'édition d'album de bd en Europe, la pratique courante a longtemps été de faire précéder les albums d'une prépublication en revue, permettant aux lecteurs de se familiariser avec les personnages et aux éditeurs d'en jauger la popularité. Mais la pratique change et les trois quarts des albums européens sont publiés directement. À l'exception de Ludcom-Croc, les nouveaux éditeurs québécois adoptent cette nouvelle pratique.
Les Éditions Ovale, qui se spécialisent dans les livres pour la jeunesse, publient en 1982 Le Mangeur d’Étoiles de Serge Gaboury. Ovale démarre ensuite trois collections, qui cessent après deux publications : Octave, d'Yvon Brochu et Patrice Dubray, Les aventures de Ray Gliss de François Benoit et Rémy Simard ainsi que Humphrey Beauregard de Normand Viau et Yves Perron, couleur de Jean-Jacques Chagnaud. Un troisième album de Beauregard est publié en 1994 aux 400 Coups, après qu'Ovale ait mis fin à ses activités,,.

#### 1986- Kami-Case

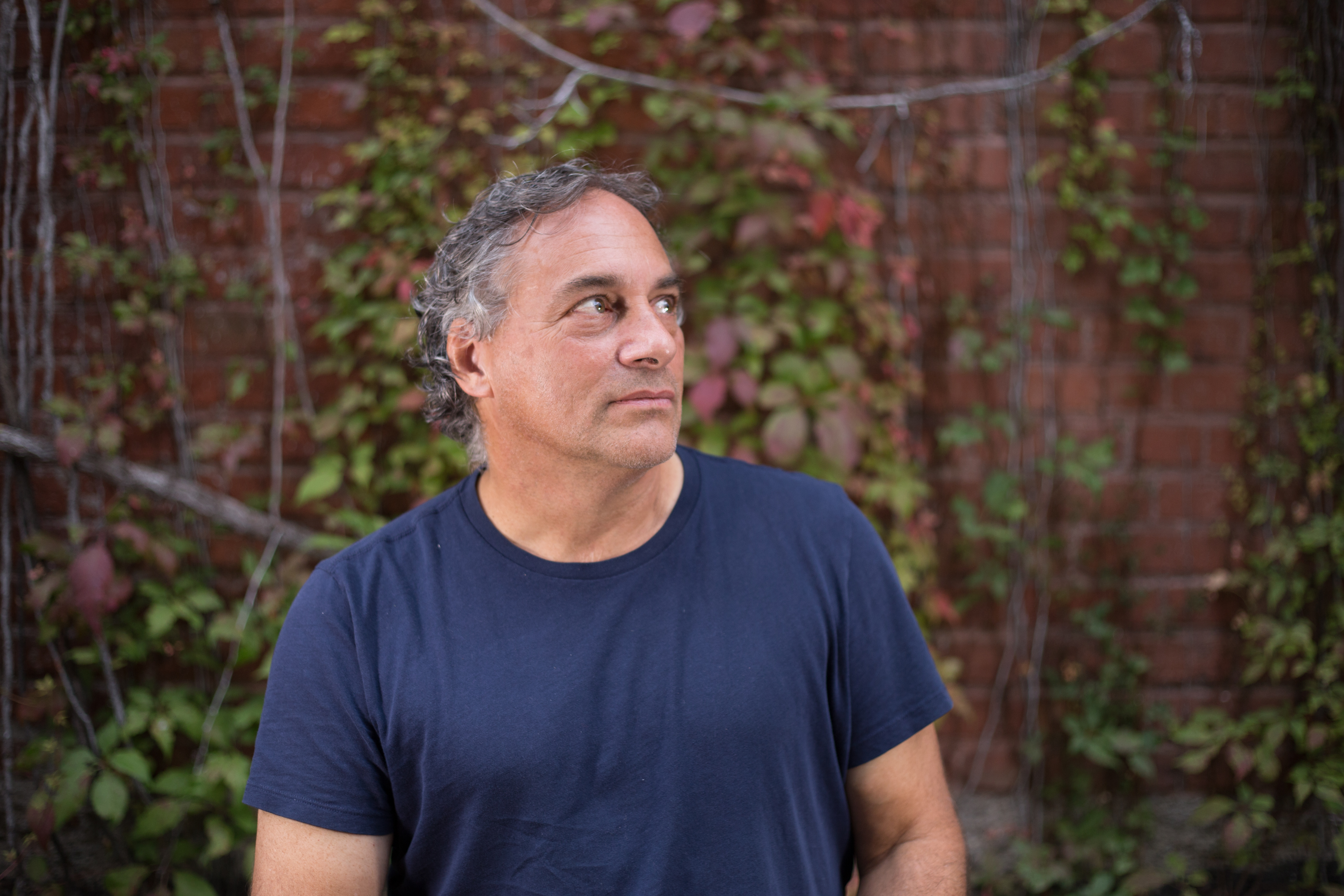
Claude Cloutier en 2017

Après avoir publié aux éditions Ovale, Rémy Simard fonde en 1986 les éditions Kami-Case dans le but de s'auto-éditer. Il ouvre par la suite les portes à d'autres auteurs tels Claude Cloutier (Gilles La Jungle contre Méchant-Man, La légende des Jean-Guy parus dans Titanic et Croc) , Caroline Merola (cinq titres dont Ma Météor bleue) , Garnotte, Jean Lacombe et Benoit Joly. Kami-case est acquis en 1995 par Boréal,,.

#### 1989-... Mille-Îles, Les 400 coups, Zone convective, Mécanique générale
L'imprimeur Pierre Belle fonde en 1989 une maison d'édition, lui donnant le nom de son imprimerie, Mille-Îles. L'éditeur est éclectique : livres sur le sport, recueil de photos et aussi une série de huit albums Gargouille de Tristan Demers qui publiait précédemment son personnage en fanzine auto-édité depuis l'âge de douze ans. La qualité de la bd ne fait pas l'unanimité, mais l'auteur fait preuve d'un talent certain pour sa mise en marché.
En 1993, Serge Théroux, directeur de Diffusion Dimedia, constatant que le secteur de l'album pour enfants est peu servi par les éditeurs québécois, y voit une bonne occasion et s'associe avec Pierre Belle pour fonder en 1995 Les 400 coups qui absorbe Mille-Îles, de même que l'éditeur Studio Sontag.
Sous sa nouvelle forme, la maison d'édition s'ouvre à d'autres auteurs de bdq, débutant avec la série La vie qu'on mène de Line Arsenault dont les personnages sont précédemment apparus dans Le Soleil, L'Actualité, Safarir et Le Devoir. En 1998, Zone Convective (ex-éditions du Phylactère), fondée par Yves Millet, qui se spécialise dans la bd d'auteur (notamment de Pierre Sirois (Siris), Michèle Laframboise et Luis Neves) se joint aux 400 coups.

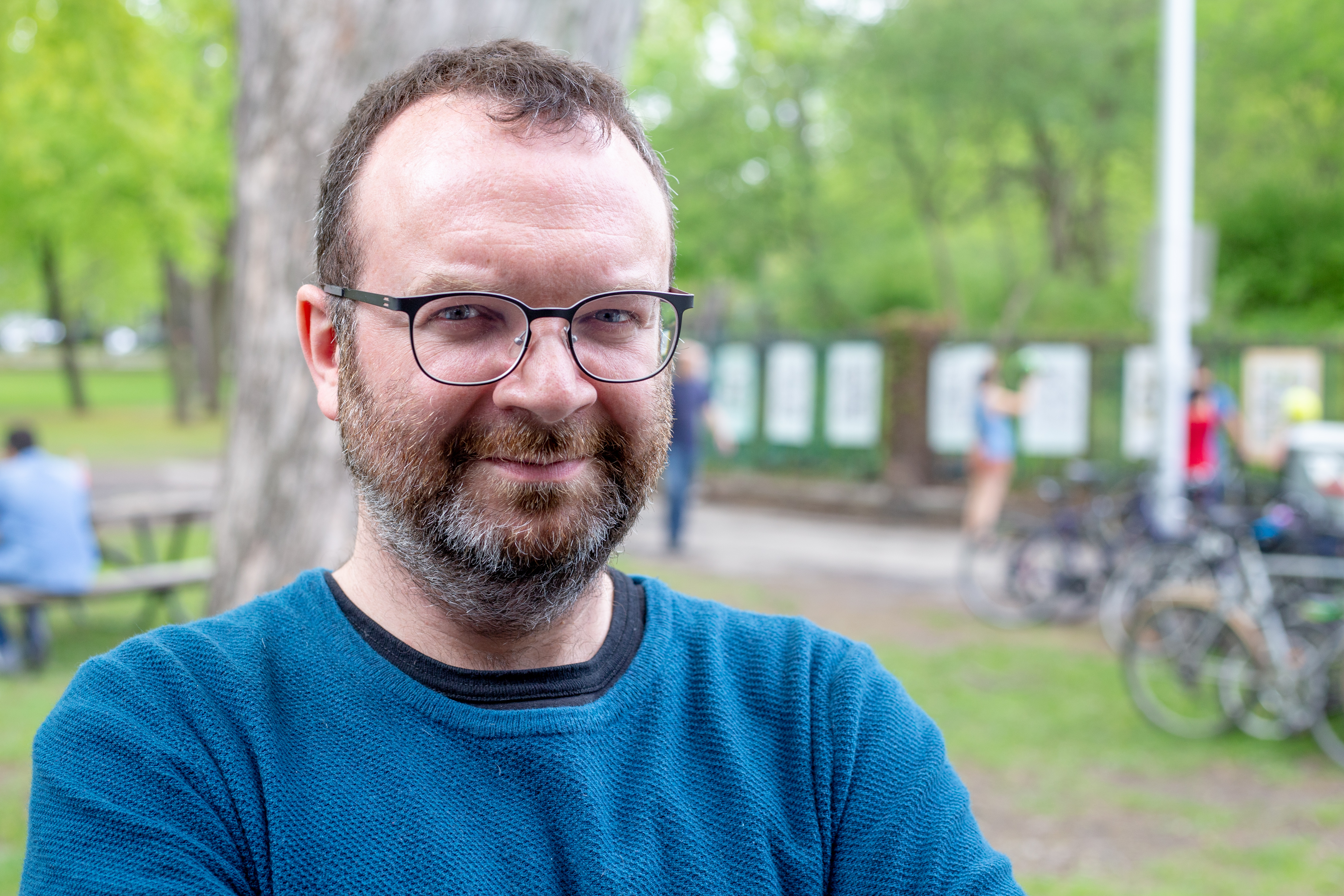
Jimmy Beaulieu en 2019

En 2002, Mécanique générale, fondée en 2001 par Jimmy Beaulieu, Benoît Joly, Sébastien Trahan, Philippe Girard, Luc Giard et Éric Asselin, se joint à son tour aux 400 coups qui devient alors le plus important éditeur de bd au Québec. Sous la direction de Jimmy Beaulieu, Mécanique générale ouvre ses portes à de mouveaux talents dont Iris, Pierre Bouchard, Zviane, David Turgeon et Pascal Girard.
En 2008, c'est au tour des 400 coups d'être l'objet d'une acquisition, par les éditions Caractères, pour qui la production de bd n'est pas un priorité. Jimmy Beaulieu quitte l'année suivante et Michel Viau prend la direction des collections de bd jusqu'à ce que Caractères soit à son tour acquise 2012 par TC Média. Celle-ci se défait des 400 coups, qui ne conserve que le secteur jeunesse, les secteurs littérature adulte et bd étant repris par Serge Théroux qui crée la même année les éditions Somme toute où revient la bd à l'initiative de Renaud Plante de nouveau sous le nom Mécanique générale,,,,,,,,,,,.

#### 1990-... Drawn & Quaterly

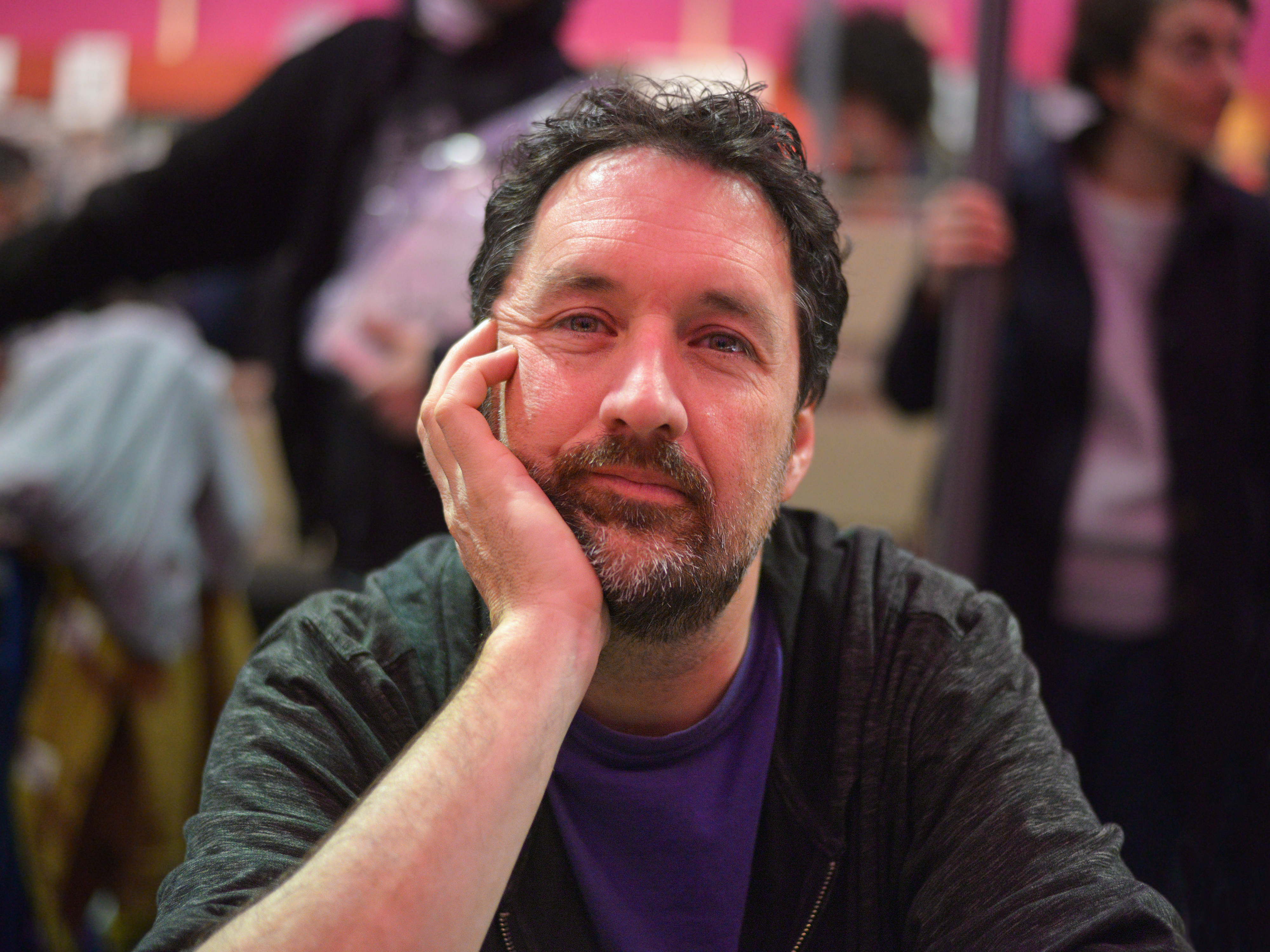
Guy Delisle en 2015

Chris Oleveros, qui publie la revue Drawn & Quarterly, se lance dans la publication d'albums. Comme pour le magazine, les albums sont pratiquement conçus comme des objets d'art. Dans le but de percer à l'étranger, en particuier aux États-Unis, il convainc une agente publicitaire de DC Comics, Peggy Burns, de déménager à Montréal. Peu de temps après, D&Q signe une entente de distribution avec Farrar, Straus and Giroux qui accroît considérablement sa visibilité à l'étranger et ouvre sérieusement l'accès à la distribution en librairie, car dans le monde anglophone, où prévaut largement le comic book distribué en kiosque, l'album est un phénomène relativement nouveau.
D&Q publie en anglais des auteurs de plusieurs pays dont Adrian Tomine, Debbie Drechsler, Robert Crumb et Miriam Katin des États-Unis, Dylan Horrocks de Nouvelle-Zélande et Yoshihiro Tatsumi du Japon. Parmi les Canadiens, on trouve Chester Brown (Torontois né à Montréal), Seth, Jillian Tamaki et Kate Beaton. Et aussi plusieurs auteurs francophones tels Julie Doucet, Guy Delisle et Michel Rabagliati du Québec ainsi que Baru, David B., le duo Dupuy-Berberian et Clément Oubrerie, de France, ce dernier dessinant sur des scénarios de Marguerite Abouet de la Côte d'Ivoire,,,.

#### 1998-... La Pastèque

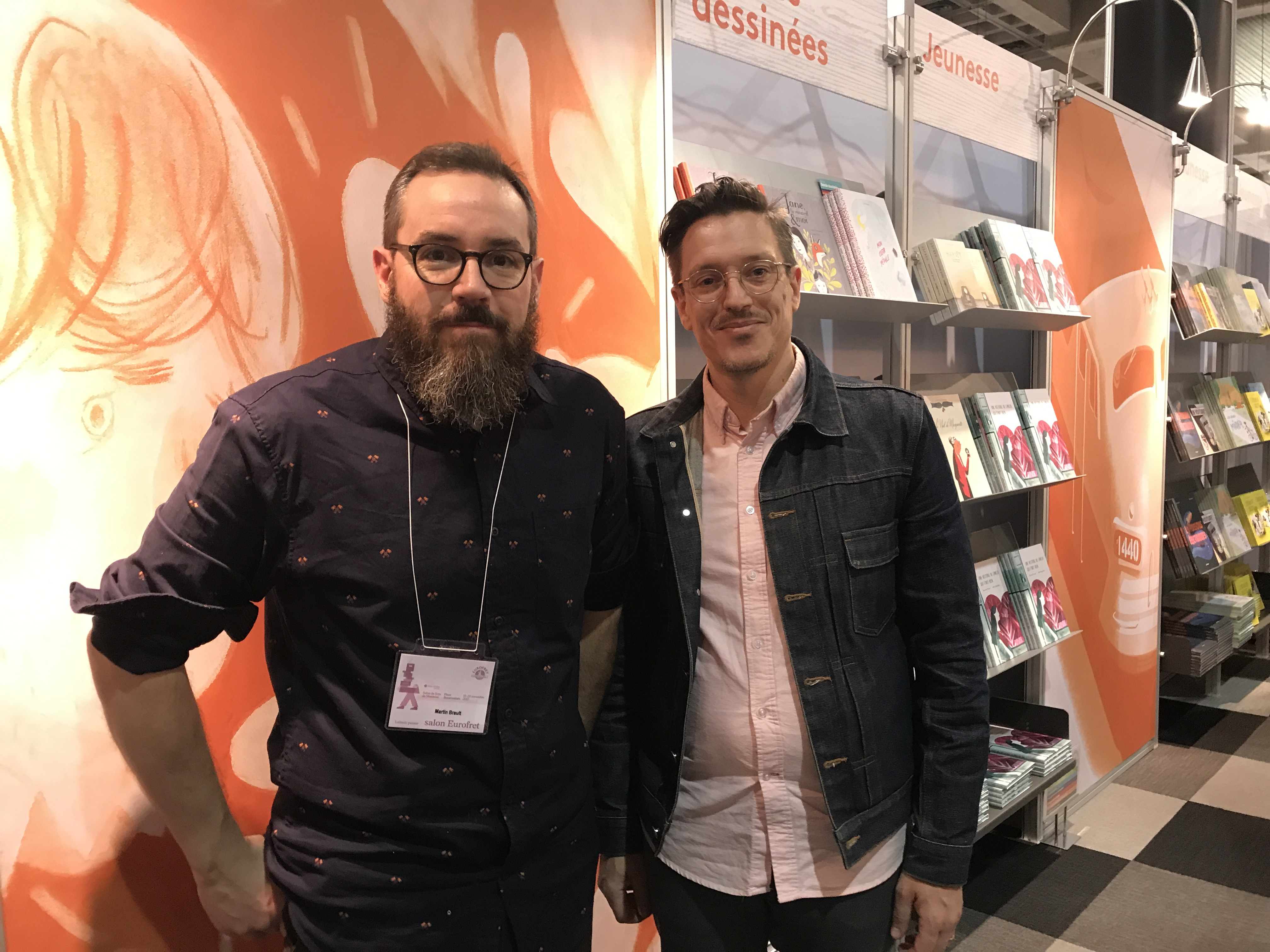
Martin Brault et Frédéric Gauthier en 2017

Martin Brault et Frédéric Gauthier, libraires à La Mouette rieuse, spécialisée en bd, ont carte blanche dans la recherche de bd. Ils découvrent alors les éditeurs indépendants européens tels L'Association, Cornélius et Amok et leurs auteurs émergents. Considérant que l'édition de la bd au Québec n'atteint pas son potentiel, ils se lancent eux-mêmes dans l'édition et fondent en 1998 La Pastèque.
Les fondateurs misent sur le marché international. Dès les premières années, 80 % des revenus proviennent de l'exportation, assurant une meilleure viabilité.
Les fondateurs optent pour des formats qui s'écartent des standards franco-belges (48 pages, couleur, cartonné), proposant un style d'ouvrage plus littéraire et plus audacieux.

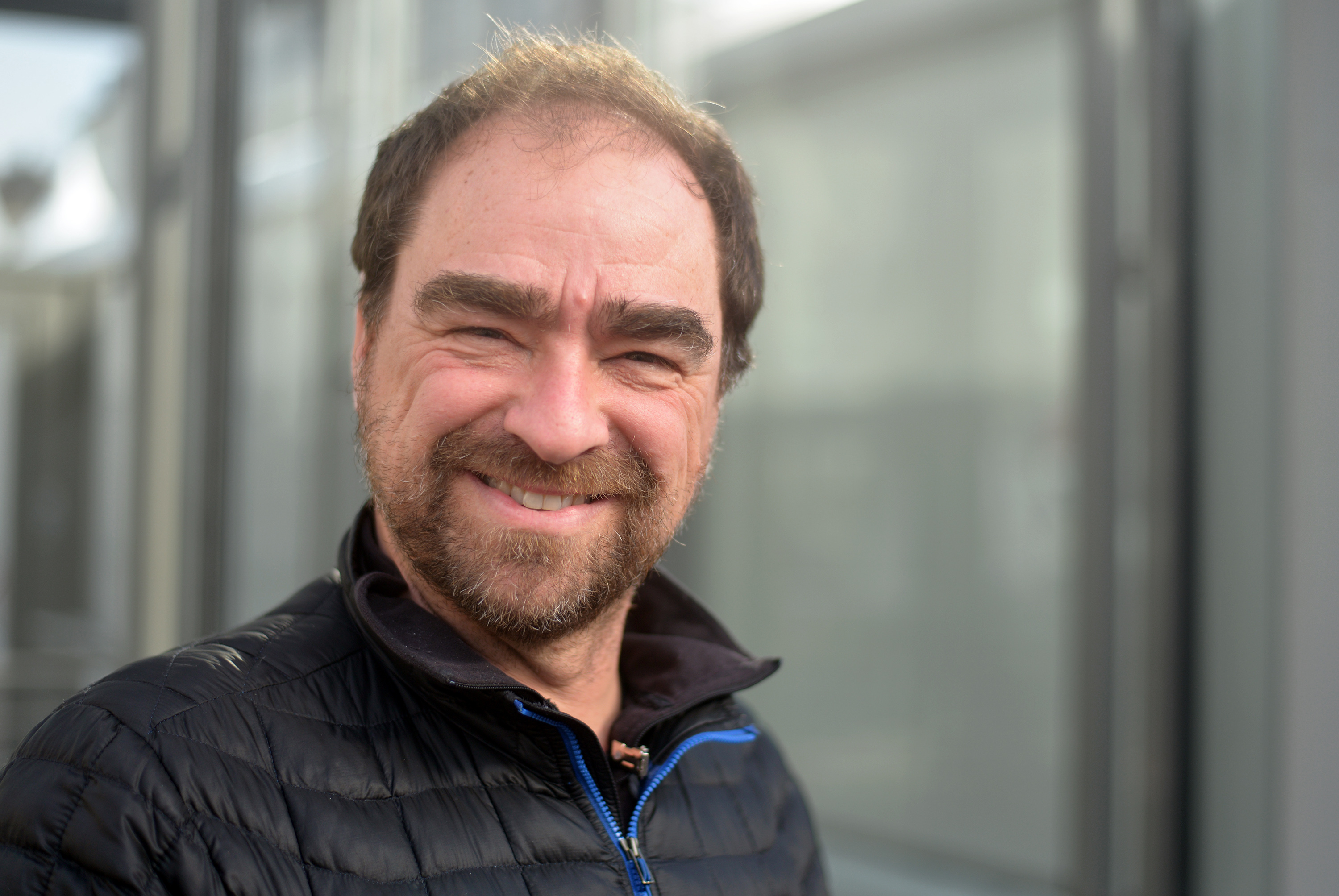
Michel Rabagliati en 2016

La série de romans graphiques Paul de Michel Rabagliati, publiée à partir de 1999, rencontre un grand succès auprès du public. Elle st plusieurs fois primée, recevant entre autres le Prix de la série du Festival d'Angoulême 2021.
Parmi les autres auteurs primés, on trouve Leif Tande, Philippe Girard, Jean-Paul Eid, Janice Nadeau et Hervé Bouchard, Siris, Isabelle Arsenault et Fanny Britt, Jacques Goldstyn ainsi que India Desjardins et Pascal Blanchet,,,,.

#### Autres éditeurs
Durant les décennies 1980-1990, d'autres albums proviennent d'éditeurs plus ciblés ; certains albums, même bien accueillis, ne connaissent aucune suite, comme Il était une fois le Québec d'un collectif d'auteurs coédité en 1980 par la maison québécoise Nouvel Âge et la françaiss Fayolle. Entre 1981 et 1992 Alain Gosselin (Al+Flag) publie sept albums chez l'éditeur ad hoc les Éditions Michel, puis, à partir de 1997 trois albums Jumeaux Gémeaux qui apparaissaient régulièrement dans Les Débrouillards. En 1981 Desclez publie Atlantic City de Pierre Montour et Cédric Loth, réédité en France en 1982 par Les Humanoïdes Associés,. Carcajou le glouton fripon, légende amérindienne mise en bd par Basile Awashish, Claude Lachapelle et Christine Laniel, voit le jour en 1982. Malgré un succès critique, le 2e album n'est jamais publié,.

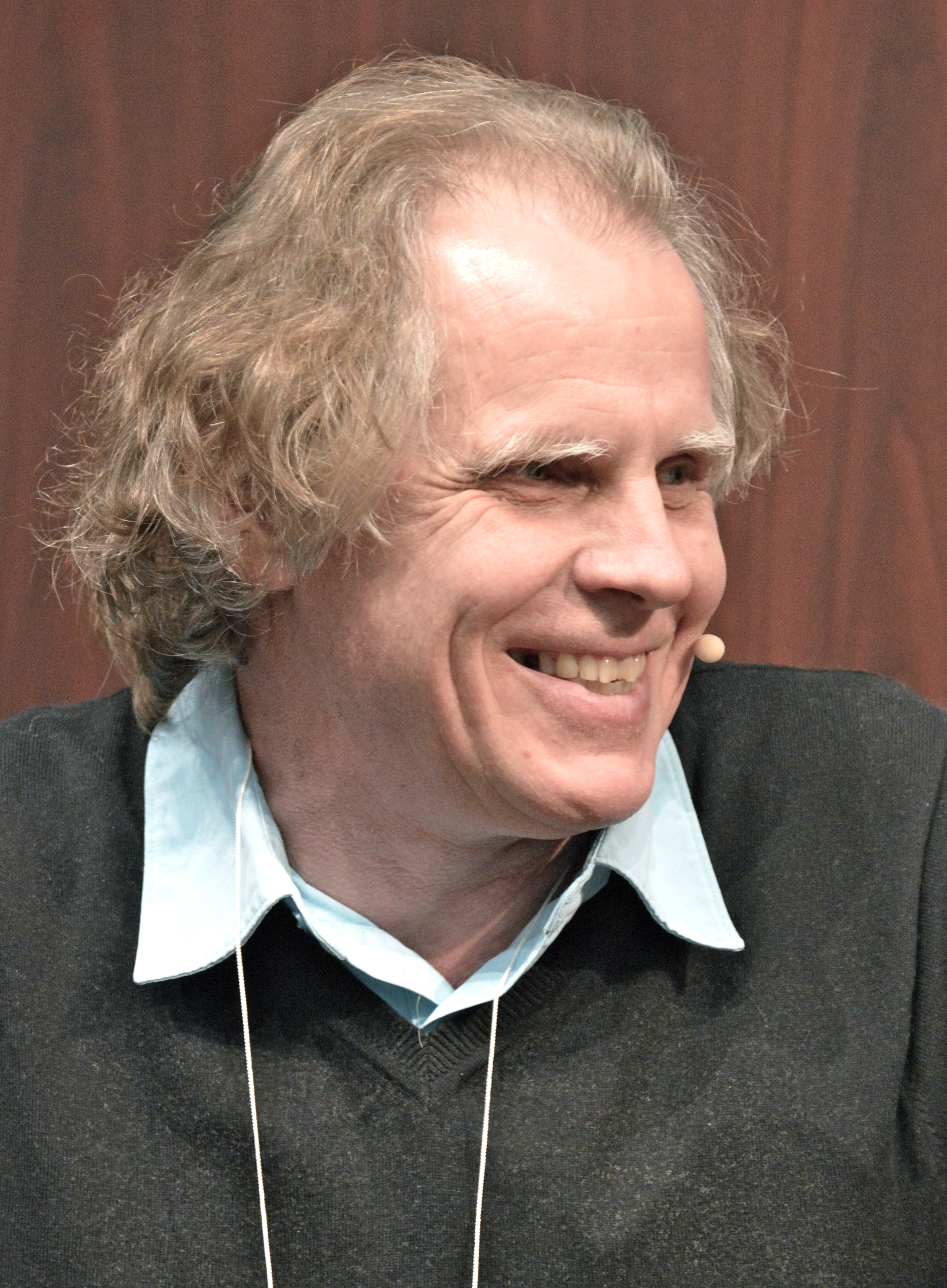
André-Philippe Côté en 2013

Les Éditions Falardeau, fondées en 1993 par Mira Falardeau publient en majeure partie les albums d'André-Philippe Côté. La structure cesse ses activités en 1998, après avoir cédé son fonds aux Éditions Soulières. Cete dernière, fondée en 1996 et dont la ligne éditoriale est principalement vouée à la littérature jeunesse, ne publie que des projets « coup de cœur », comme Le jour à Wentworth, de Jean-Marc Saint-Denis et Olivier Morissette.
Presses aventure, fondé en 1996, se spécialise dans le livre jeunesse et la bande dessinée. Sa série la plus populaire est  L’Agent Jean!, créée en 2011 par Alex. A. En 2016, les 12 titres figurent aussi parmi les 60 meilleures ventes de livres au Québec. Une série télévisée est diffusée à partir de 2020,,.

### 1980-2007 La presse
Vers 1980, les volumineux suppléments couleur de bd apparus dans les années 1960 dispaissent des journaux. Ceux de La Patrie et du Petit Journal, sont victimes de la fermeture de leurs journaux respectifs en 1978. Celui de La Presse cesse d'être publié en 1983 et seules quelques bd sont intégrées aux pages régulières du journal, en noir et blanc. Le supplément revit pendant six mois en 1988 avant un abandon définitif.
La publication de bdq dans la grande presse est modeste, et le contenu original créé spécifiquement pour la presse, s'étiole graduellement au bénéfice du contenu provenant des albums,.
1982-2007 La Presse
De 1981 à 1995 La Presse publie presque continuellement une bdq. En 1981-1982 elle publie Moineau de B. Nicolas et J.P. Bordier basée sur un roman paru en 1981 chez Stanké,,. La bd est suivie en 1982-1983 des aventures, considérées peu subtilement moralisatrices, du super héros Scooter Tremblay de Robert Schoolcraft. La série s'interromp brusquement avec la disparition du supplément de bd,,. Il faut attendre deux ans avant de trouver une autre BDQ, la série Camron de Louis Pilon, qui se poursuit jusqu'en 1988. De 1988 à 1990 la page des Petits Débrouillards contient deux bd de Jacques Goldstyn.
Les autres bd subséquentes sont généralement des reprises ou pré-publications d'albums. De 1988 à 1993 on retrouve la série Personnages Illustres du Canada de Zoran et Toufik éditée en album en 2014. Elle est suivie, jusqu'en 1990 des enquêtes d'Humphrey Beauregard d'Yves Perron et Normand Viau publiées précédemment en album. Alternant sujets fictifs et réalistes, la bd suivante par Pierre Larouche porte sur Alphonse Desjardins et la création de la coopérative des caisses populaires qui porte son nom,,. On revient à la fiction en 1991 avec Les Pixies, destinés aux enfants et édités en albums en même temps chez Glénat, qui cependant met fin à sa collection jeunesse en 1993 et du même coup aux Pixies,. En même temps que les Pixies, apparait un ours, nommé le roi Polémil, qui anime une section de jeu. L'auteure Anne Villeneuve métamorphose peu à peu ses jeux en une bd qui se poursuit jusqu'en 1995.

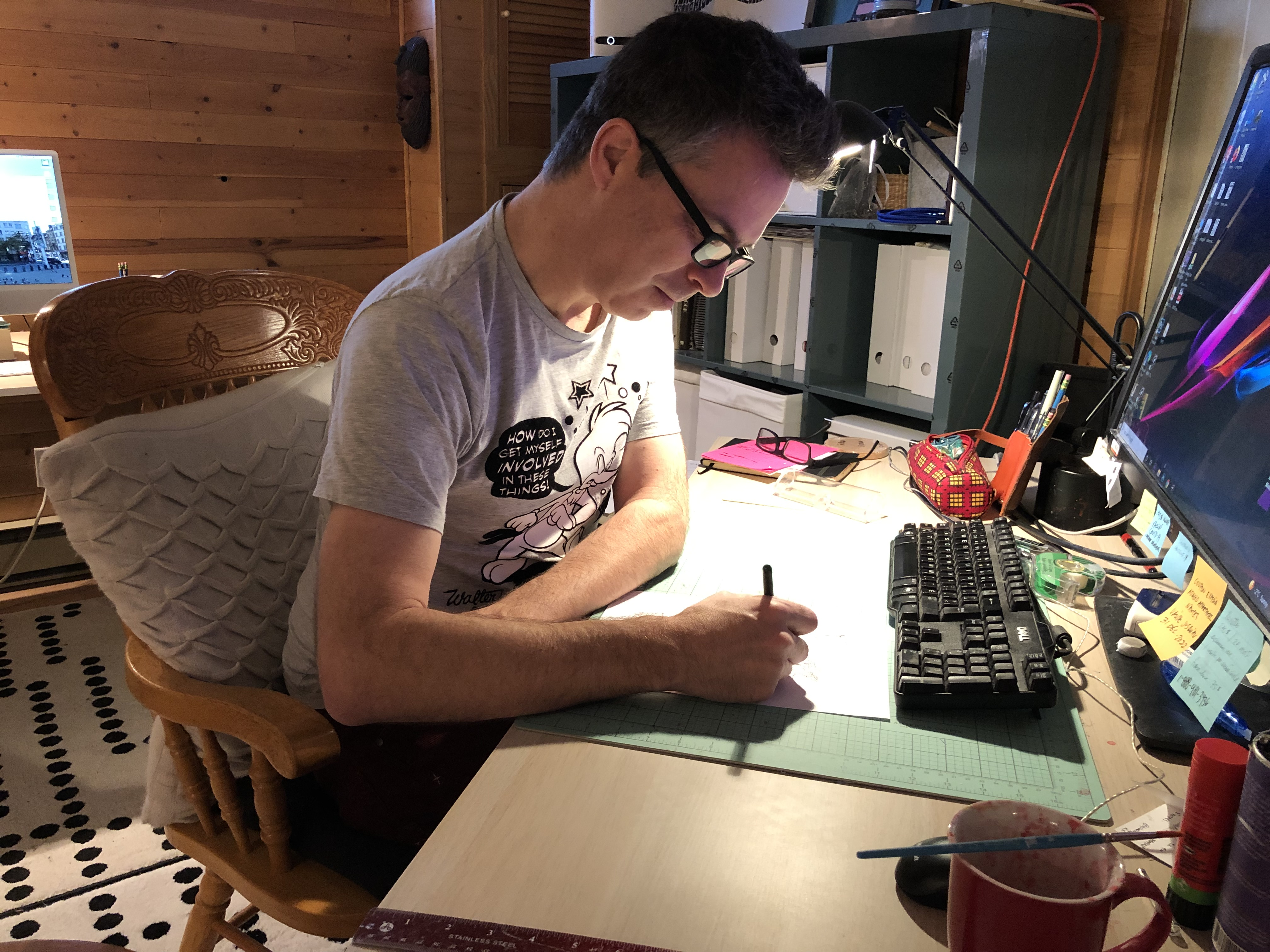
Philippe Girard en 2021

Il faut attendre plus de dix ans avant de voir apparaitre brièvement deux autres BDQ en 2006-2007, sous forme de strip quotidien, soient Béatrice, de Philippe Girard et Boris de Rémy Simard publiés en album,,.
1982-2006 Le Soleil
Le futur caricaturiste du Soleil, André-Philippe Cöté se trouve dans ce journal en 1982, dans la section pour enfants, avec Les aventures de Bédébulle sur un texte de Denis Côté,,. Il poursuit en 1986 avec L’imagicienne, puis reprend seul Bédébulle en 1987. En 1990 on y retrouve son personnage Baptiste, philosophe vivant dans une poubelle, initialement créé dans Safarir et publié en album,, puis en 2005, Docteur Smog, le psy qui ne résout rien mais entend de tout, en prépublication d'album édité chez Casterman,.
Le Soleil publie également le Sport en folie de Gaboury de même que Le monde de Gaboury.
Autres journaux
Le Devoir en 1985, puis Voir en 1987, publient 135 strips hebdomadaires sans titre de Rémy Simard. En 1987-1988, Les reportages de Jack Kodak et Jojo Bulldozer de Jean-Paul Eid occupent les pages centrales de Photo Police. Le petit peuple de Daniel Houle (Al Daniel) est en prépublication de l'album Le parchemin perdu en 1989 dans Le Journal de Montréal,.
Ben de Daniel Shelton
Ben est un cas à part durant cette période. Le Sherbrookois Daniel Shelton crée en 1996 le strip quotidien Ben, syndiqué et publié à travers le Canada et aux États-Unis, sans interruption jusqu'en 2023, lorsque les journaux abandonnent les bandes dessinées après leur virage numérique. Ben, qui met en scène un couple de retraités, leurs enfants et petits-enfants, est également publié en français dans plusieurs journaux du Québec; Daniel Shelton produit lui-même la version en français. La bd est reprise en album par Mécanique Générale,.

### 1980-1999 Associations, événements et formation
Associations
Dans les années 1980, trois associations sont créées, regroupant professionnels et intervenants désireux de faire la promotion de la bande dessinée québécoise :
- 1985: la Société des créateurs(trices) et amis(e)s de la bande dessinée (ScaBD) à Québec;
- 1986: l'Association des créateurs et intervenants en bande dessinée (ACIBD) à Montréal;
- 1986: le Regroupement des créateurs et intervenants de la bande dessinée de l’Estrie, appelé BD Estrie, à Sherbrooke[539],[540].

Événements et prix

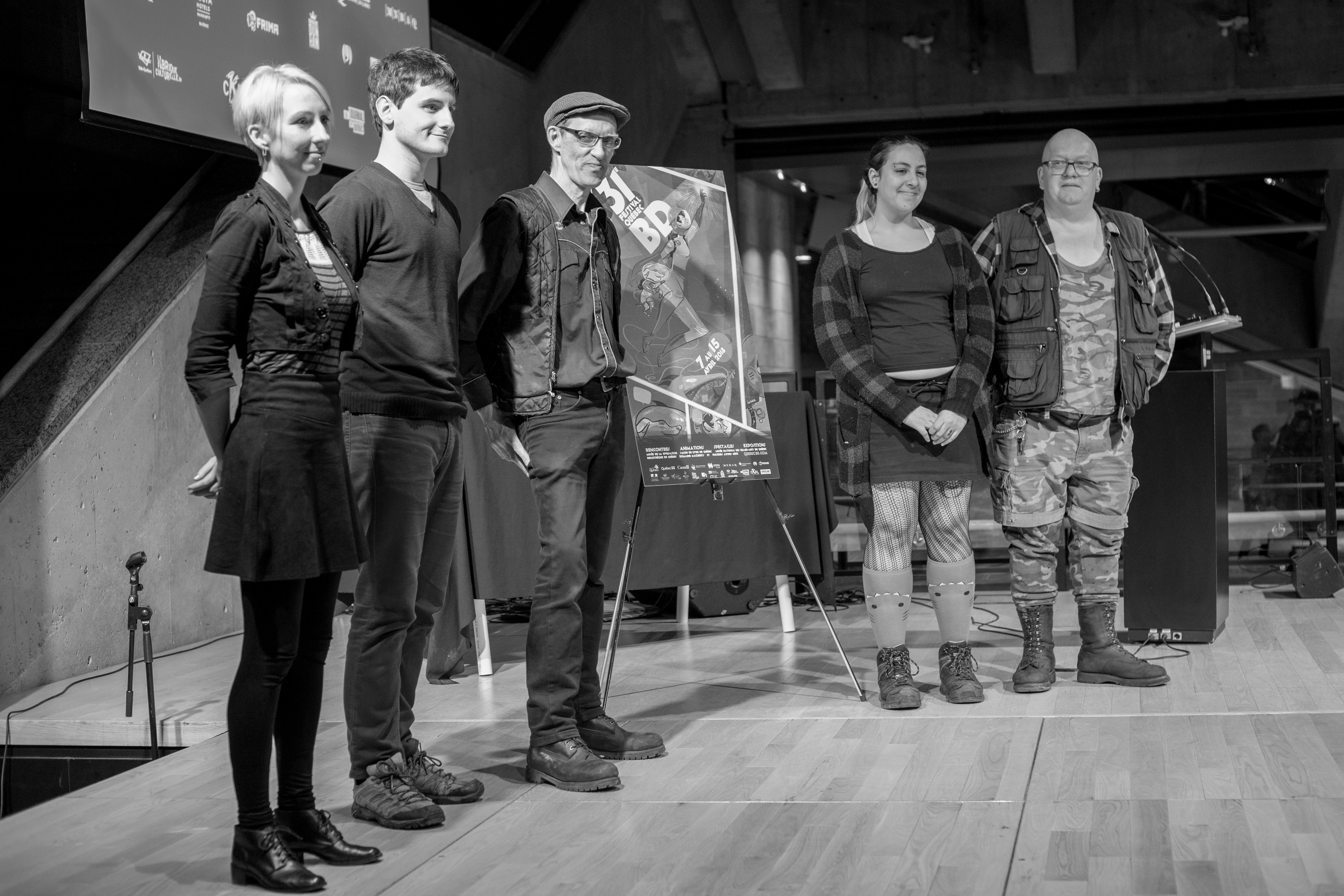
Lauréats des prix Bédéis Causa en 2018

En 1988, Sonia Gagnon et de Réal Fillion créent le Festival de la bande dessinée francophone de Québec. Ce festival décerne annuellement les prix Bédéis causa. L'événement prend à partir de 2018 le nom de Festival Québec BD,,,.
Promo 9e art crée en 1999 les prix Bédélys. Après la dissolution de Promo 9e art, le Festival BD de Montréal les reprend en charge en 2019.
Il convient également de signaler la création, en 1995, du site Web BD Québec, une initiative de Michel Pleau consacrée à la promotion de la BDQ. Le site, devenu en veilleuse en 2009, est relancé en 2014 par Michel Viau,,.
Formation
L'École multidisciplinaire de l'image (EMI) de l'Université du Québec en Outaouais offre à partir de 1999 un baccalauréat en art et design avec concentration en bande dessinée,,,.

### Les années 2000
Au tournant des années 2000, la publication de bd est en essor dans la francophonie. Alors que dans les années 1980, parfois considéré comme l'âge d'or de la bd, il se publiait entre 400 et 700 nouvelles bd en français par an (originales et traductions), il s'en publie 3 000 en 2007. Il y a également diversification de la provenance. Les lecteurs s'intéressent davantage aux auteurs en dehors du traditionnel milieu franco-belge,.
On constate également une féminisation du lectorat et une présence accrue de créatrices de bd,.
Au Québec, la professionnalisation de la structure éditoriale débutée dans les années 1990 se poursuit avec l'apparition de nouveaux éditeurs et l'accroissement des partenariats à l'étranger,. L'éclosion d'auteurs se poursuit et ceux-ci, grâce aux technologies de communication et aux partenariats peuvent se voir publiés à l'étranger sans quitter le Québec,.

### 2000-... Albums: les éditeurs spécialisés

#### 2001-... Mécanique Générale
Comme nous l'avons vu plus haut, Mécanique générale est fondée en 2001 et se joint l'année suivante aux 400 coups qui devient alors le plus important éditeur de bd au Québec.

#### 2006-... Glénat Québec
La maison d'édition française Glénat crée en 2006 une filiale visant à publier des auteurs québécois et en faire l'exportation sur le marché français. Glénat Québec ne vise pas à ses débuts le marché du roman graphique,.

#### 2007-... Front froid
Cette maison d'édition est fondée en 2007 par Olivier Carpentier et Gautier Langevin et se spécialise dans la bd d'horreur, science-fiction et fantastique. Front Froid publie à partir de 2008 un collectif annuel, Le Front, qui connaît huit numéros ainsi que des albums individuels.
Renaud Plante et Marie-Claude Pouliot, deux anciens des éditions Somme toute et Mécanique joignent Front Froid en 2019 pour créer la collection Nouvelle adresse.

#### 2008-... Moelle graphik
Moelle graphique est d'abord, de 2008 à 2018, un éditeur d'une cinquantaine de livres d’art, reliés à la main et de modestes tirages. En 2019, le propriétaire, Julien Poitras, modifie le nom  en Moelle graphik et, tout en donnant la priorité à la valeur artistique, se lance dans la publication de BD fantastique, documentaire, intimiste, érotique ou simplement inclassable.

#### 2010-... Pow Pow

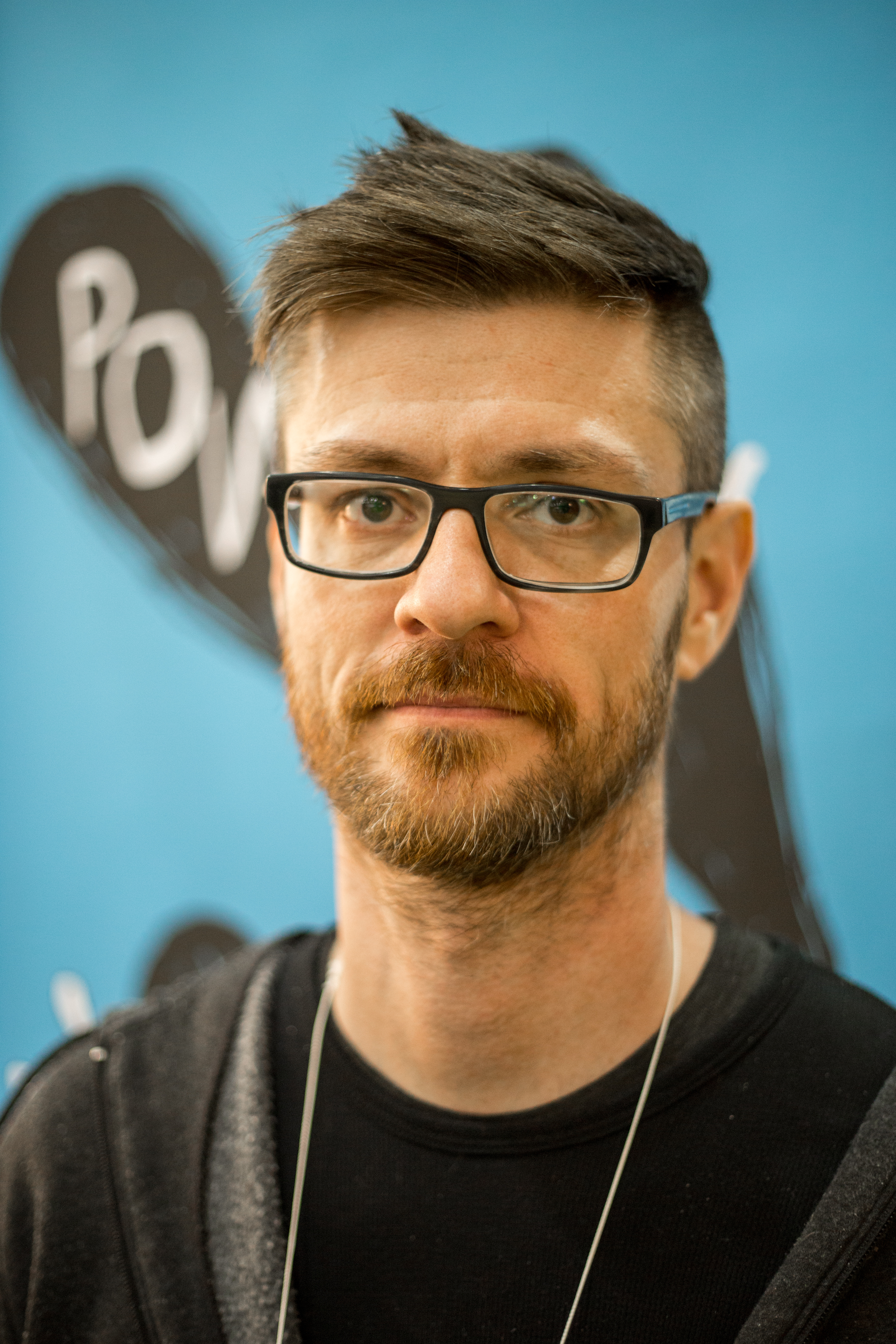
Luc Bossé en 2018

En 2010, Luc Bossé fonde Pow Pow, dont le nom est tiré de son fanzine Ninja Pow Pow créé l'année précédente.
Au fil du temps, en plus de publier de bd francophones au Québec et d'exporter vers l'Europe francophone, Pow Pow développe d'autres crénaux. Face au marché anglophone, au lieu d'adopter la pratique plus fréquente de vente de droits de bd francophones, Luc Bossé fonde en 2014  « Pow Pow Press » qui traduit et édite en anglais plusieurs auteurs tels Guy Delisle, Boum, Samuel Cantin. ou Zviane. Par ailleurs, Pow Pow achète auprès d'éditeurs français des droits de publication au Québec dont certains albums de Lewis Trondheim,,.

#### Autres éditeurs
Fondée en 2008 par Stanley Wany, diplômé du baccalauréat en bande dessinée de l’Université du Québec en Outaouais, et Marc Tessier, TRIP est jusqu'à sa fermeture en 2022, un éditeur de bandes dessinées alternatives québécoise et canadienne, autant francophone qu'anglophone. Trip publie également une revue éponyme ainsi que des livres de bd,.
Damien Berger et Jean-Philippe Bergeron fondent en 2012 BerBer 13-13, axée sur la bd fantastique. Les éditeurs se taillent une place dans le milieu de la bd, mais en 2018, après avoir produit la bd Victor pour les 35 ans du Festival juste pour rire, elle est entrainée dans la faillite de ce dernier.

### 2000-... Zines et fanzines
La démocratisation des outils d’édition, de design graphique et d’impression favorise l'essor du fanzine. Le phénomène est mondial, et pas seulement en bd. L'appellation "fanzine" elle-même se transforme peu à peu en "zine", se distançant du magazine de fans. Alors qu'il était souvent considéré que les blogs, sites web et autres moyens électroniques allaient supplanter les zines, on assiste au contraire à sa résurgence.
En 2002, l'organisme Archive Montréal (ARCMTL), dirigé par Louis Rastelli met sur pied Expozine, un événement spécifiquement consacré à la promotion et la diffusion du zine. En 2023, le Salon du livre de Montréal ouvre une nouvelle section consacrée au zine,,,,,.

## Auteurs
- Albéric Bourgeois
- Albert Chartier
- André Gagnon (Gag)
- André Montpetit
- André-Philippe Côté
- Ariane Dénommé
- Arthur LeMay
- Axelle Lenoir
- Béatrice Clément
- Benoît Joly
- Caroline Merola
- Catherine Lamontagne-Drolet (Cathon)
- Catherine Lepage
- Catherine Ocelot
- Cédric Loth
- Claude Cloutier
- Charlotte Gosselin
- Daniel Shelton
- David Turgeon
- Denis Rodier
- Diane Obomsawin
- Éric Asselin (Leif Tande)
- Éric Thériault
- Estelle Bachelard (Bach)
- Francis Desharnais
- Francis Pelletier (Grazo)
- Geneviève Gosselin (Geneviève Castrée)
- Ghyslain Duguay
- Gilles Tibo
- Grégoire Bouchard
- Guillaume Perreault
- Guy Badeaux (Bado)
- Guy Delisle
- Hector Berthelot
- Henri Desclez
- Henri Julien
- Iris Boudreau Jeanneau (Iris)
- Jacques Goldstyn (Boris)
- Jacques Lamontagne
- James McIsaac
- Jean-Baptiste Côté
- Jean-François Bergeron (Djief)
- Jean-Guy Lemay (J. Guilemay)
- Jean-Paul Eid
- Jean-Paul Ladouceur
- Jean-Philippe Morin (Gyzmo)
- Jean-Pierre Girerd
- Jean-Sébastien Bérubé
- Jeik Dion
- Jimmy Beaulieu
- Joseph Charlebois
- Julie Doucet
- Julie Rocheleau
- Julien Hébert
- Julien Poitras
- Laurence Lemieux
- Léandre Bergeron
- Line Arsenault
- Louis Paradis
- Louis Rémillard
- Luc Bossé
- Luc Giard
- Luis Neves
- Marc Delafontaine (Delaf)
- Marc Pageau
- Marc Beaudet
- Mario Giguère
- Mario Malouin
- Maryse Dubuc (Dubuc)
- Maurice Petitdidier
- Mélodie Vachon Boucher
- Michel Garneau (Garnotte)
- Michel Grant
- Michel Hellman
- Michel Lauzière
- Michel Rabagliati
- Michel (Mike) Roy
- Michel Viau
- Mira Falardeau
- Nicole Lapointe
- Normand Hudon
- Odette Fumet
- Palmer Cox
- Pascal Colpron
- Pascal Girard
- Patrick Henley (Henriette Valium)
- Paul Bordeleau
- Paul Béliveau
- Paul Roux
- Philippe Girard (Phlppgrrd)
- Pierre Bouchard
- Pierre Drysdale
- Pierre Dupras
- Pierre Fournier
- Pierre-André Déry
- Raoul Barré
- Réal Godbout
- René-Charles Béliveau
- Roberto Wilson
- Salvador Dallaire
- Samantha Leriche-Gionet (Boum)
- Samuel Parent (Sampar)
- Serge Gaboury
- Serge Boisvert DeNevers (DeNevers)
- Simon Bossé
- Pierre Sirois (Siris)
- Sophie Bédard
- Stéphane Delaprée
- Stéphane Johnson (Steve Requin)
- Stéphanie Leduc
- Sylvie Rancourt
- Sylvie-Anne Ménard (Zviane)
- Théophile Hyacinthe Busnel
- Thierry Labrosse
- Toufik El Hadj-Moussa (Toufik)
- Tristan Demers
- Vittorio Fiorucci  (Vittorio)
- Vincent Rioux (Voro)
- William Augustus Leggo
- Yanick Paquette
- Yves Rodier
- Yvette Lapointe
- Zoran Vanjaka (Zoran)
- Jacques Hurtubise (Zyx)

## Éditeurs de BDQ
- Colosse;
- Drawn and Quarterly;
- Écosociété (collection Ricochets);
- Front Froid;
- Glénat Québec;
- Mécanique générale
- La Pastèque;
- Pow Pow;
- Les 400 coups.

## Périodiques

### Magazines
- Bambou;
- Croc;
- Délire;
- L'Écran;
- Enfin Bref;
- Exil;
- Imagine...;
- Made in Kébec;
- Nouveau Projet
- Patrimoine;
- Planches
- Pour ta belle gueule d'ahuri;
- Prisme;
- Safarir;
- Sextant;
- Solaris;
- Somnambulle;
- Titanic;
- Zeppelin;
- Zine Zag.

### Fanzines
- Dirty Plotte;
- Empire;
- MensuHell;
- Opium;

## Événements
- 1967-1988 Salon international de la caricature de Montréal; fondé en 1964, celui-ci intègre la bd à partir de 1967
- 1973 Show de la bande dessinée du Québec à l’Université de Montréal
- 1975-1978 Festival International de la bande dessinée de Montréal, tenu par l’Université de Montréal
- 1976 La bande dessinée québécoise (1902-1976) au ((Musée d'art contemporain de Montréal))
- 1988- Festival Québec BD où sont remis les Prix Bédéis causa
- 1999-2019 Promo 9e art remet les prix Bédélys de 1999 à 2018
- 2002- Expozine, salon du « zine » comportant une présence de fanzines de BD
- 2003- Rendez-vous de la bande dessinée de Gatineau
- 2006- Comiccon de Montréal
- 2011- Festival BD de Montréal; prend la relève des prix Bédélys à partir de 2019

## Prix
- Prix Bédélys, attribués par l'OSBL 9e art (Montréal);
- Prix Bédéis causa, attribués au Festival de la bande dessinée francophone de Québec;
- Prix Onésime, anciennement attribués par l'Association des créateurs et intervenants en bande dessinée (ACIBD) ;
- Prix BD Québec, remis de 1999 à 2002 par le défunt site d'information et d'actualité sur la bande dessinée québécoise BD Québec ;
- Prix Solaris, remis de 1982 à 2000 par la revue de science-fiction et fantastique Solaris.